# 摩托車類型

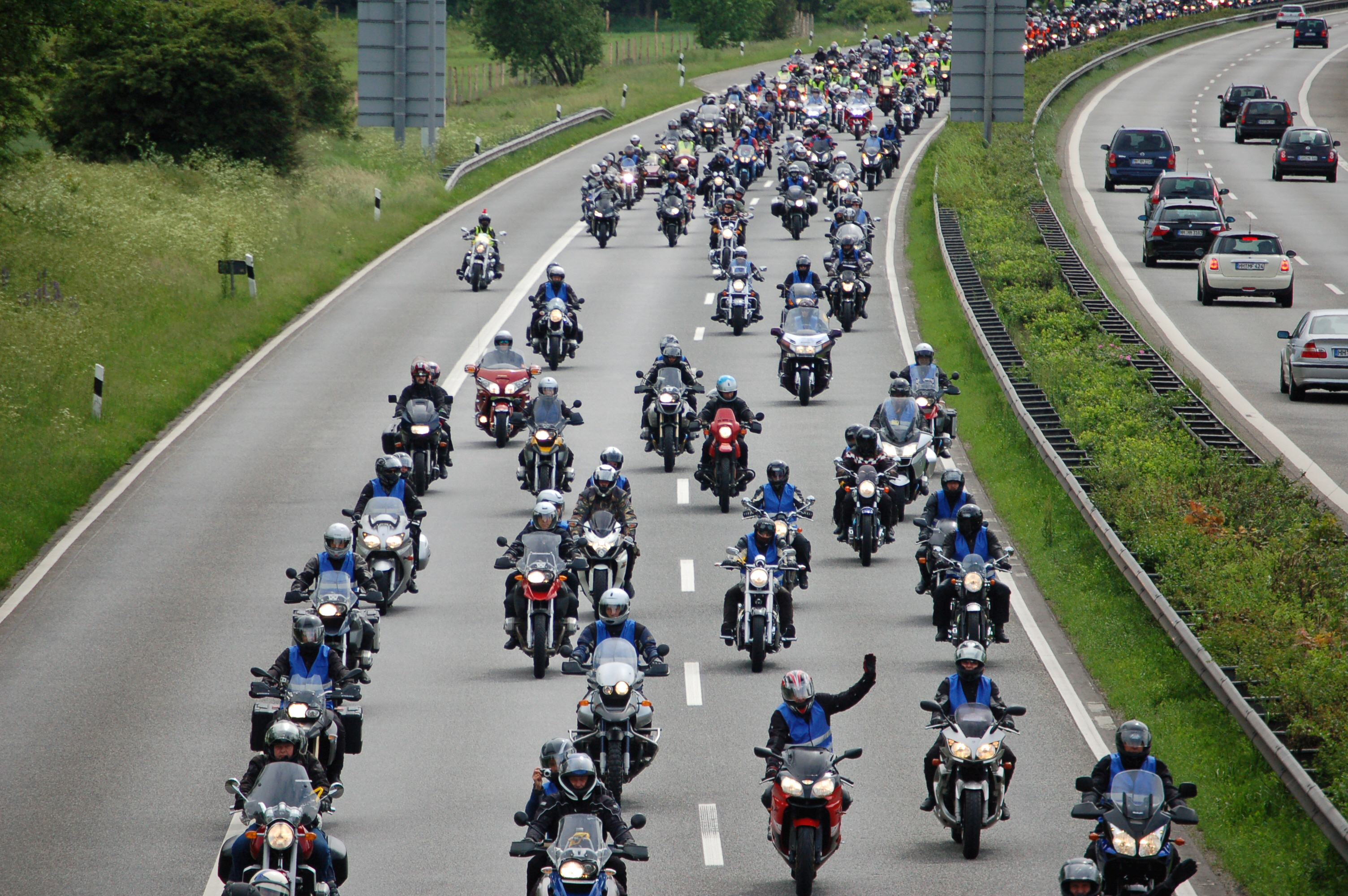
摩托車集會有不同類型的摩托車

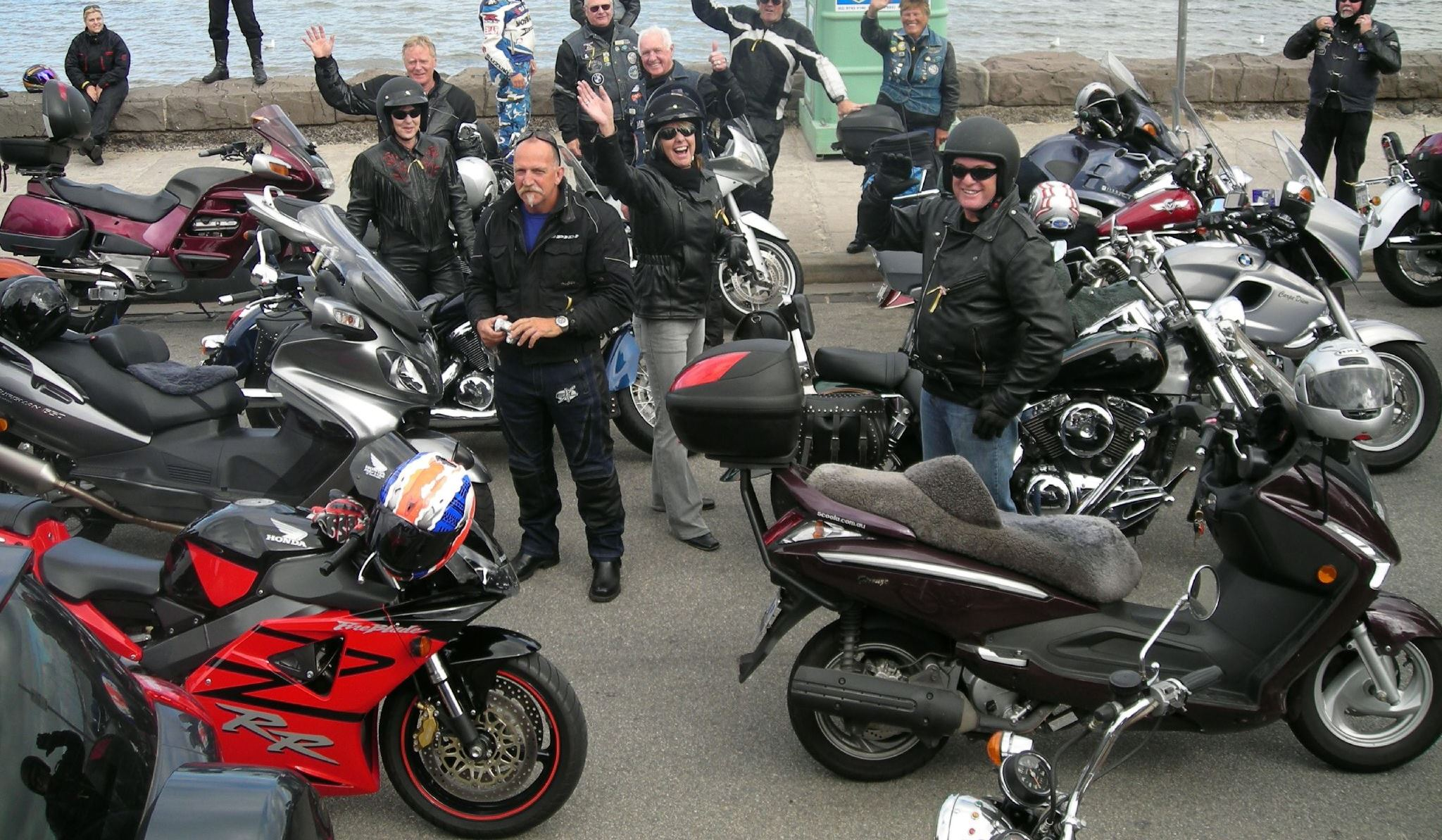
街車、跑車、巡航車、旅行車和速克達是一般道路常見的摩托車類型

摩托車的類型有很多種分類方式，各國法律一般是以引擎動力、排氣量和限速的方式來分類，摩托騎士則更熱衷於以摩托車的機械構造、外觀設計和實際用途來進行分類。
量產型摩托車常見的類型有街車、跑車、巡航車、旅行車、多功能車和越野車等幾種類型，有些型號目錄則會把旅跑車分劃成為一個單獨的類型； 有些型號目錄會把速克達、彎梁車和轻便摩托车排除在摩托車之外，將它們歸類為「輕摩托車」，也有些目錄把它們視同為小型摩托車。
事實上，摩托車的分類並沒有各國通用的標準，一方面取決於同款式的摩托車是否適合參加運動競賽，另一方面也取決於道路車輛的製造、註冊、排放、安全和執照的法律定義；同時，也取決於製造商的企圖、摩托車型號目錄的歸類和當地的摩托車文化。

## 動力和排量等級
許多國家政府會用排量、功率、限速和重量來為摩托車進行分類，這種方法有利於徵收關稅、路稅、環境稅、汽車稅、保險金和駕照分級等方面；不過，這種方法會因不同的管轄單位而有不一致的情況，可能與一般的認知不同，也可能與摩托車製造商、代理商的預期有差距，因而讓廠商調整摩托車的規格和銷售策略。
如果用引擎類型來為摩托車分類的話，可以分為兩衝程摩托車、四衝程摩托車、柴油摩托車、電動摩托車、渦輪增壓摩托車等不同引擎類型的摩托車，再細分不同汽缸數量和排列形式的引擎類型。
|            | 一般認知 | 中國                                                                      | 香港     | 澳門                    | 台灣 | 新加坡                        | 馬來西亞                                                | 日本                    | 北美               | 歐盟                                                                           |
| ---------- | --- | ------------------------------------------------------------------------- | -------- | ----------------------- | --- | ----------------------------- | ------------------------------------------------------- | ----------------------- | ------------------ | ------------------------------------------------------------------------------ |
| 大型摩托車 | Open class, hyperbike: 1,000cc 以上 Liter-class, literbike: 1,000cc Three-quarter literbike: 750cc Heavyweight, big bike: 600cc / 750cc 以上 | ：50cc 以上、50km/h 以上的二輪摩托車 ：50cc 以上、50km/h 以上的三輪摩托車 | 3： 22： | A2：400cc 以上的電單車  | ：〔黃牌重機〕250cc－550cc、超過 40hp 的二輪或三輪機車；〔紅牌重機〕550cc 以上、超過 40hp 的二輪或三輪機車                      | 2：400cc 以上的摩托車         | B：500cc 以上的摩托車                                   | ：400cc 以上的摩托車    | 250cc 以上的摩托車 | A：任何不屬於 A1 類型、不低於 25kW (約 33.5hp) 和 0.16kW/kg 的機動二輪或三輪車 |
| 中型摩托車 | Middleweight, mid-sized, mid-level: 200cc－400cc / 250cc－600cc / 400cc－750cc                                                               | ：50cc 以上、50km/h 以上的二輪摩托車 ：50cc 以上、50km/h 以上的三輪摩托車 | 3： 22： | A2：400cc 以上的電單車  | ：〔黃牌重機〕250cc－550cc、超過 40hp 的二輪或三輪機車；〔紅牌重機〕550cc 以上、超過 40hp 的二輪或三輪機車                      | 2A：200cc－400cc 以下的摩托車 | B1：250cc－500cc 的摩托車                               | ：125cc－400cc 的摩托車 | 250cc 以上的摩托車 | A2：35kW (約 47hp) 以下、0.2kW/kg 以下的機動二輪或三輪車                       |
| 小型摩托車 | Quarter-liter bike: 250cc Lightweight, entry level, beginner, small bike: 125cc / 150cc / 200cc / 250cc 以下                                 | ：50cc 以上、50km/h 以上的二輪摩托車 ：50cc 以上、50km/h 以上的三輪摩托車 | 3： 22： | A1：400cc 以下的電單車  | 普通重型機車：〔白牌重機〕50cc－250cc、5hp－40hp 的二輪或三輪機車                                                                           | 2B：200cc 以下的摩托車        | B2：250cc 以下的摩托車 B3：100cc 以下的摩托車（已取消） | ：50cc－125cc 的摩托車  | 250cc 以下的摩托車 | A1：125cc 以下、11kW 以下的機動二輪車或 15kW 以下的機動三輪車                  |
| 輕型摩托車 | Moped: 50cc 以下 | ：50cc 以下、50km/h 以下的二輪摩托車                                      | —        | CICL：50cc 以下的電單車 | 普通輕型機車：〔綠牌輕機〕50cc 以下、1.34hp－5hp、超過 45km/h 的二輪或三輪機車 小型輕型機車：〔白牌輕機〕1.34hp (1kW) 以下、45km/h 以下的二輪或三輪機車 | —                             | —                                                       | ：50cc 以下的摩托車     | —                  | AM：50cc 以下、45km/h 以下的機動二輪或三輪車                                   |

## 賽車

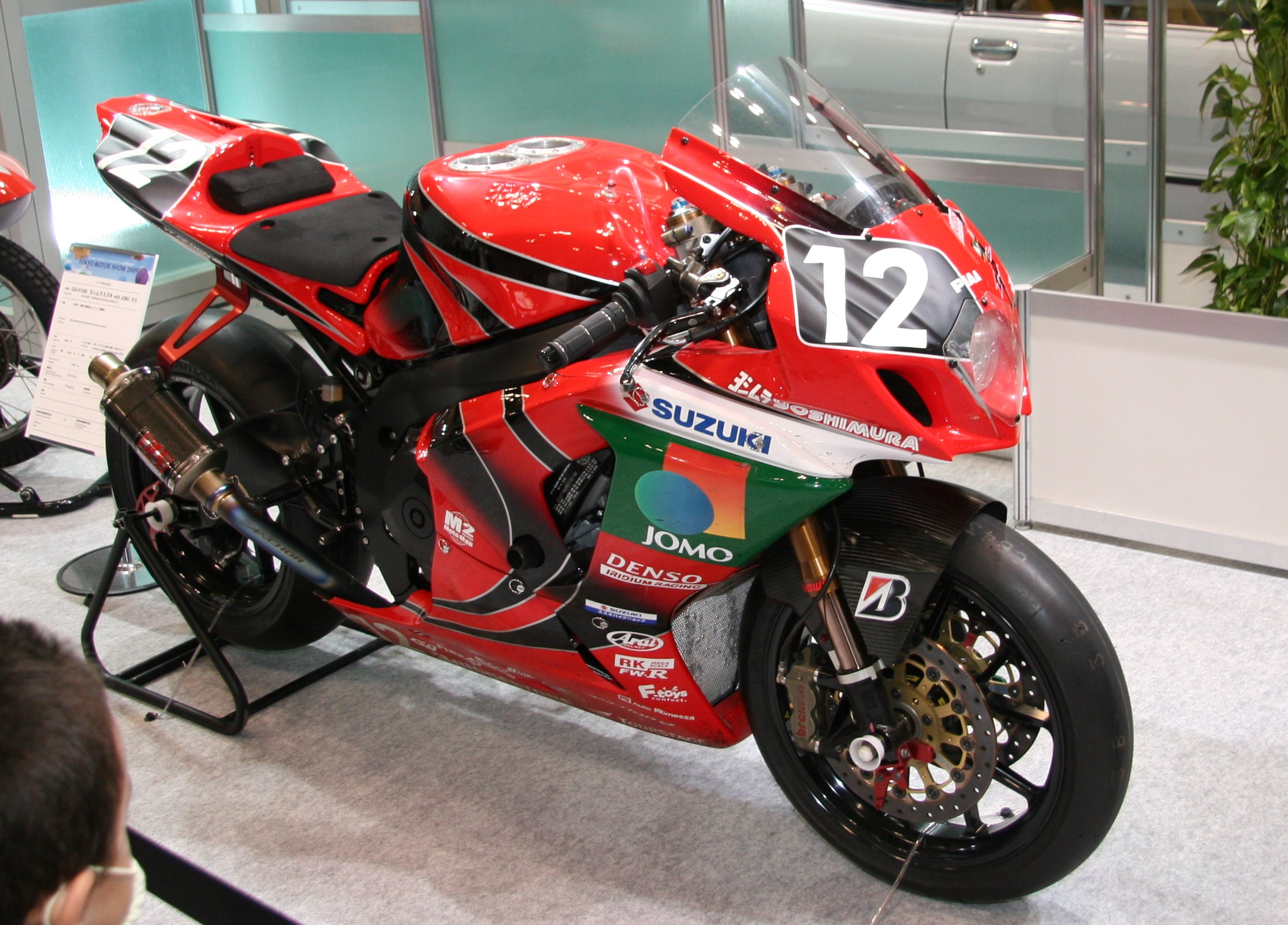
鈴鹿8耐比賽車

賽車（Racing bike）是專門為競速而製造的摩托車，由摩托車製造商打造的原型賽車也稱為「工廠賽車」；賽車注重高性能而不注重耐用度和環保，去除一切與競賽無關的設備，不適用於一般道路，也不被道路交通規則所允許。
不同的競賽規則對賽車有不同的要求，一般分為「road racing」和「off-road racing」兩種，業餘車隊可以利用「藍圖」（blueprinting）來打造一部摩托賽車，也可以將一部量產摩托車改裝為賽車，有許多競賽就是專門為改裝摩托車提供參賽機會而举办。

## 道路摩托車

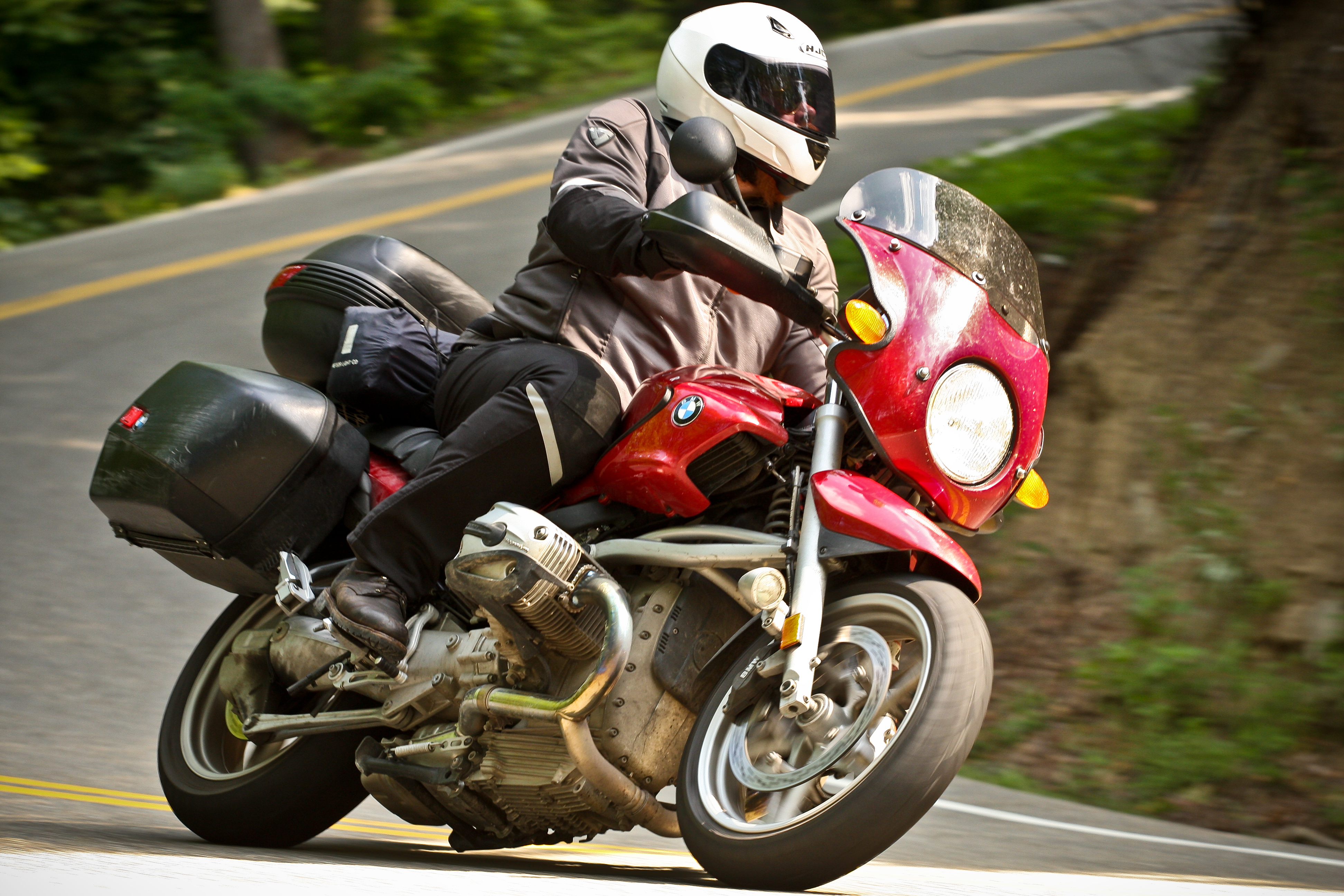
公路騎乘

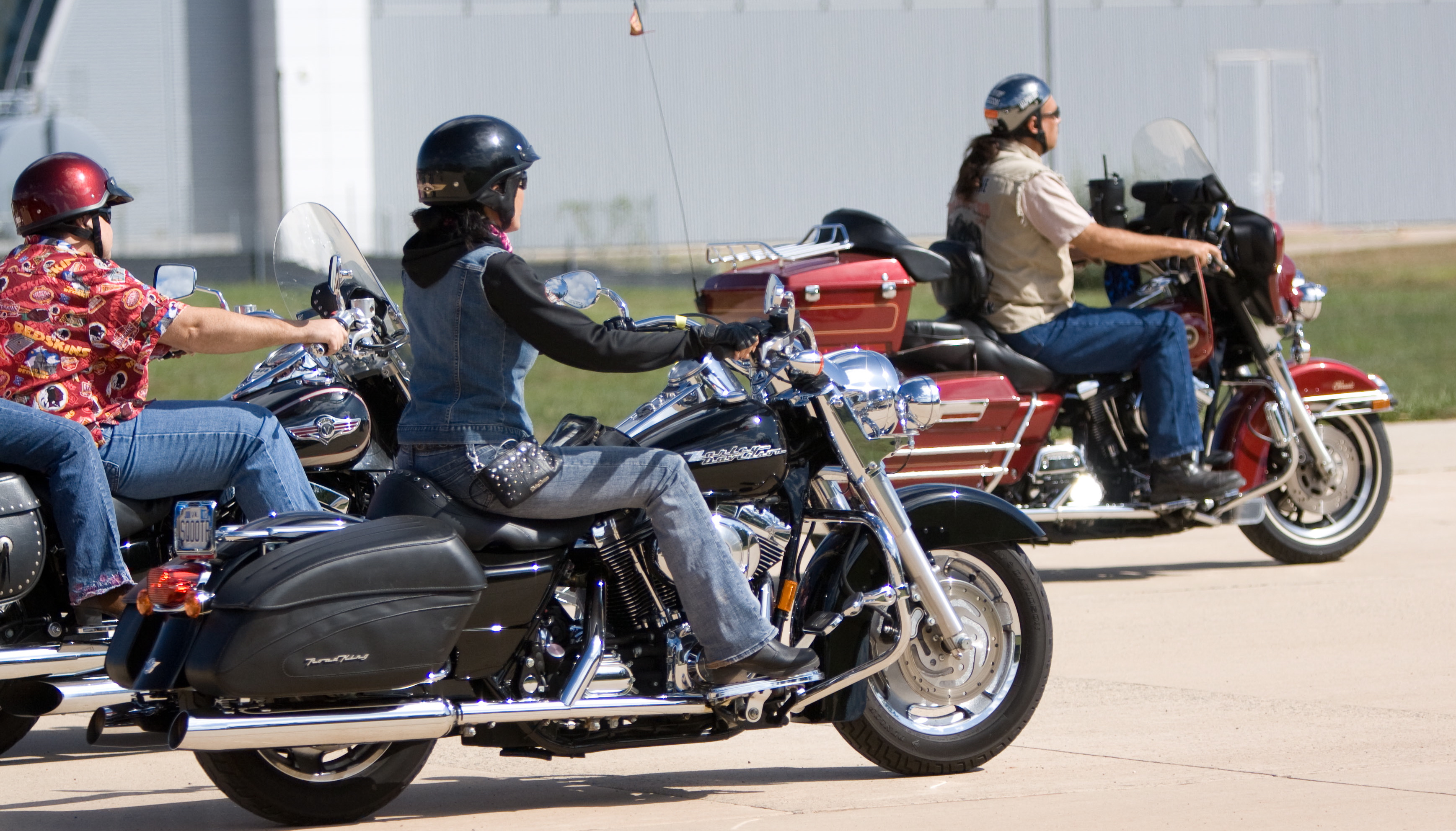
Harley-Davidson cruisers and a touring bike (red)

最簡單的摩托車分類方式，是把摩托車分為：適合在鋪裝道路行駛的「on-road」和適合在越野道路行駛的「off-road」兩種類型。道路摩托車（on-road bike, road bike, road-going bike）是一般公路上最常見到的摩托車類型，體積、性能和穩定性都較佳，有細花紋的輪胎，適合在公路行駛。
- 街車（Standard, conventional street bike, regular, roadster, naked bike）

街車是指適合日常行駛的摩托車，注重實用性和可操縱性，具有一體式的座位和較高的把手，使駕駛姿勢更為自然，在中國大陸稱為「跨騎車」。在外觀設計上，有些街車款式會附有整流的風鏡，有些會有半整流罩/全整流罩的設計（生產代號可能有「F」的字樣），有些則完全沒有任何整流裝備。
街車的引擎部分通常會裸露在外，所以日本摩托騎士把本國生產的街車稱為「naked bike」（簡稱「NK」，生產代號可能有「N」的字樣）、歐洲生產的街車稱為「European」、美國生產的街車稱為「American」（也就是巡航車），把廉價、樸實和低規格（通常是400cc以下）的街車稱為「street bike」；中國大陸摩托騎士把低規格的街車稱為「輕騎車」，台灣摩托騎士則把250cc以下的各類型打檔摩托車稱為「輕檔車」。
街車因為有靈活的操控感、較低的價格和順暢的引擎輸出，所以受到新手騎士的歡迎。 美國市場創造出「通用日本摩托車」的術語，用來形容日本摩托車製造商生產的經濟型摩托車，因其良好的便利性、品質和燃油經濟性，一直深受市場的愛戴。 街車也是一種標準、穩定和中庸的類型，衍生出高性能取向的的街跑車則稱為「super naked」、「hyper naked」、「bullet bike」、「sport bike」、「sport street bike」、「muscle bike」或「streetfighter」，但這類型跑車高速行駛時風阻較大，騎姿也容易令駕駛者感到疲憊。

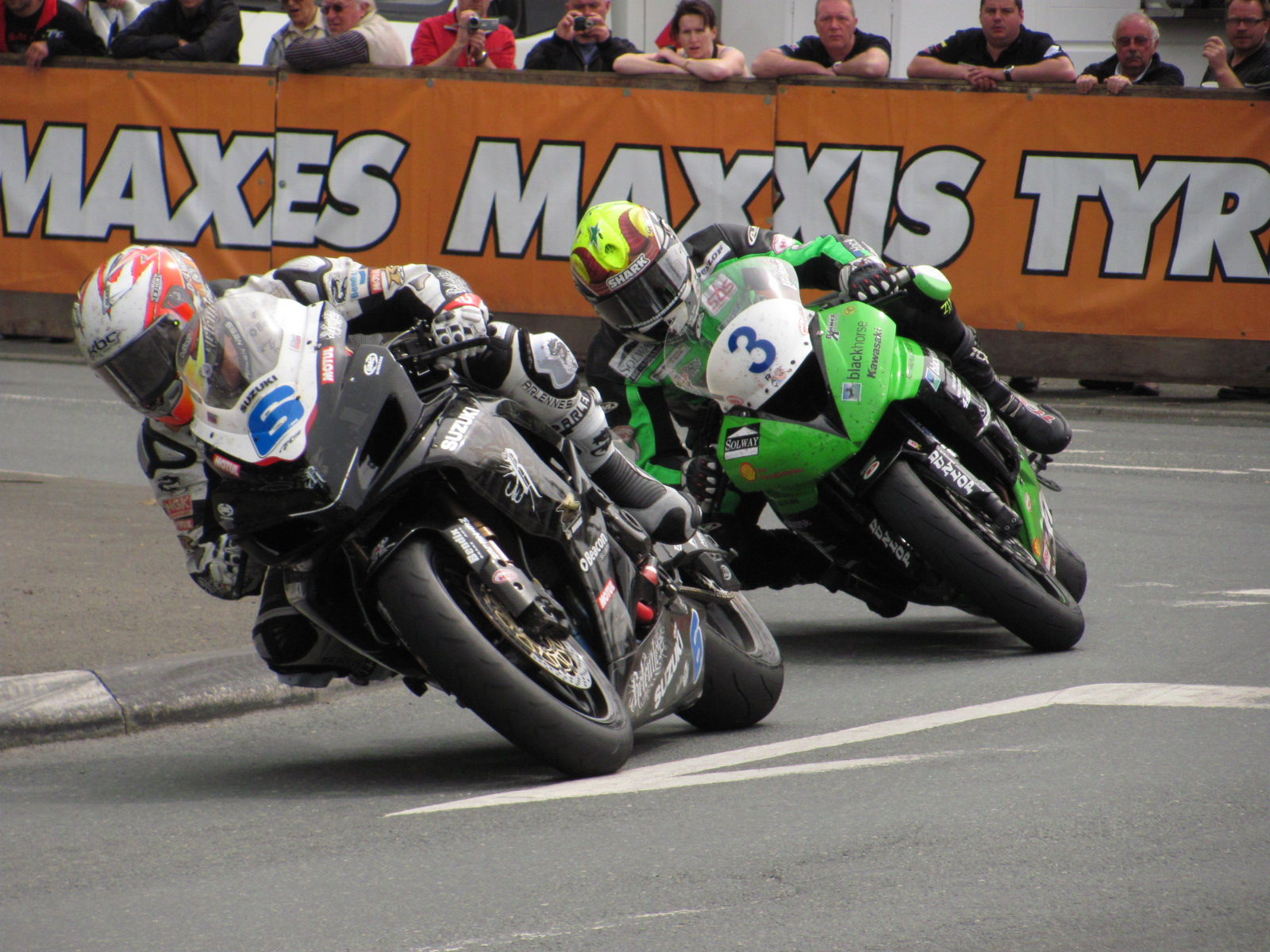
賽道騎乘

- 運動型摩托車（Sport bike, supersport, superbike）

運動型摩托車是以性能為取向的摩托車（生產代號可能有「S」的字樣），在道路上擁有良好的速度、加速、制動、操控和過彎性能，耐用度、環保性、駕駛舒適性則低於街車，也稱為「跑車」、「仿賽車」或「超級摩托車」。在外觀設計上，它擁有大面積的整流罩、風鏡和低把手，摩托騎士在駕駛時須要將身體往前傾（如同趴在油缸），以減低風阻並增加速度，所以在中國大陸也稱為「趴賽」。
「Supersport」（簡稱「SS」）通常是用來形容600－750cc的運動型摩托車，屬於中型的運動型摩托車；「literbike」和「superbike」通常是用來形容1,000cc的運動型摩托車，屬於重型的運動型摩托車；「race replica」（仿賽車，簡稱「RR」）通常是指符合競賽規格或摩托賽車的市售版本，屬於高性能取向的運動型摩托車，生產代號通常有「R」或「RR」的字樣。
「Sport touring」（運動型旅行車，簡稱「ST」）是強調多功能性的運動型摩托車，相比純跑車更符合人體工學，有時會被劃分為一個單獨的摩托車類型； 有些摩托騎士會把運動型摩托車或運動型旅行車的整流罩除去，再加上適度的改裝，讓摩托車的引擎裸露在外，這類型的摩托車稱為「naked bike」、「muscle bike」或「streetfighter」。
「Mega sportbike」（旗艦級運動型摩托車）則是源自日本的術語，歐美摩托文化的術語稱為「hypersport」或「hyperbike」，用來指1,000cc以上的運動型摩托車，基本上不符合任何職業競賽的參賽規則，因為體型較為龐大，彎道性能並不如SS靈巧，是專為高速和長途行駛而生產，這些類型的摩托車在一些型號目錄歸類為「運動型旅行車」。
- 巡航車（英语：Cruiser (motorcycle)）（American, cruiser）

巡航車是源自美國的重型摩托車，典型的特徵是着重低轉扭力輸出、高震動性和大排氣量的V2引擎，最具代表性的品牌是哈雷·戴维森、印第安和艾克塞西爾·亨德森，台灣摩托騎士也稱為「美式摩托車」、「嘻皮車」或「太子車」。 歐日摩托車製造商仿製了這種類型的摩托車，把它們調校為較小排氣量、低震動性和價格廉宜的引擎，出口到世界各地，並發展出高性能取向的「power cruiser」。
巡航車在美國有「bobber」、「chopper」和「bagger」三種改裝類型，「bobber」的特徵是拆除前擋泥板和多餘的車身設備，並縮短後擋泥板（稱為「斷尾」）；「chopper」的特徵是超長前叉、超高車頭、縮小油缸、靠背座位和短車尾；「bagger」就是加裝皮箱、加大油缸，用做長途旅行的巡航車。

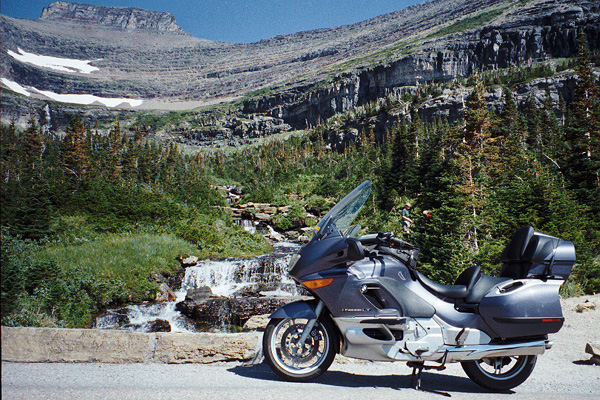
BMW K1200LT at Glacier National Park

- 旅行摩托車（英语：Touring motorcycle）（Touring bike, tourer）

旅行摩托車（簡稱「旅行車」）是適合用做長途旅行的重型摩托車，它擁有大排氣量的引擎、大容量的油缸、寬敞的行李空間、流線型的整流罩和風鏡，提供騎士與乘客最良好的保護和騎乘姿勢。旅行摩托車的溼重可達390－410kg，加上騎士、乘客和行裝以後的總重量甚至可達到590－640kg，這種特點讓它的操控缺乏靈活性。 全副裝備的旅行車也稱為「bagger」、「full bagger」、「dresser」、「full dresser」或「full dress tourer」，運動型的旅行車稱為「sport tourer」；適合在未鋪裝路面行駛的旅行車稱為「adventure tourer」，也就是探險旅行車。
- 運動型旅行車（英语：Sport touring motorcycle）（Sport touring bike, sport tourer）

運動型旅行車也稱為「旅跑車」，是介於運動型摩托車和旅行摩托車之間的中、大型摩托車，擁有運動型摩托車的特點，但強調摩托車的多功能性和攜帶能力，比運動型摩托車更符合人體工程學；與旅行摩托車相比起來，它的溼重只有250－330kg，擁有更輕盈和靈活的操控感。
- 大型速克達（Big scooter, maxi-scooter, touring scooter）

大型速克達就是指大排氣量（250cc以上）的速克達，俗稱為「大踏板」或「大綿羊」。
- 玩樂型摩托車（Fun bike, play bike）

玩樂型摩托車是對摩托車的昵稱，並沒有嚴謹和明確的定義，它可以泛指在「零件市場」有大量零配件的熱門改裝車款，也可以是指迷你車、沙灘車、全地形車、多用途任務車之類的休閒交通工具。

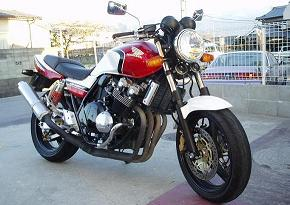
Honda CB400SF（英语：Honda CB400SF） street bike
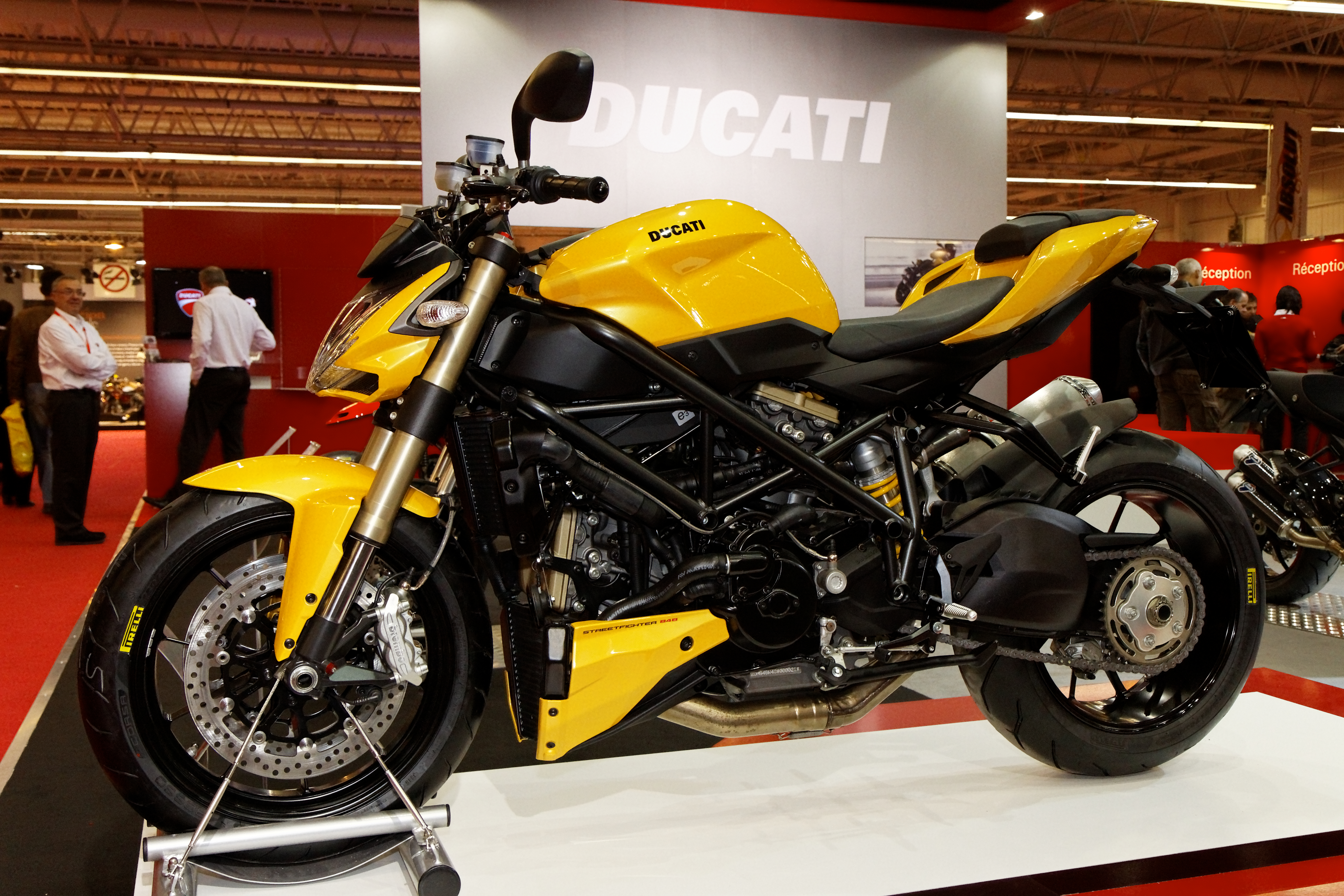
Ducati 848（英语：Ducati 848） streetfighter
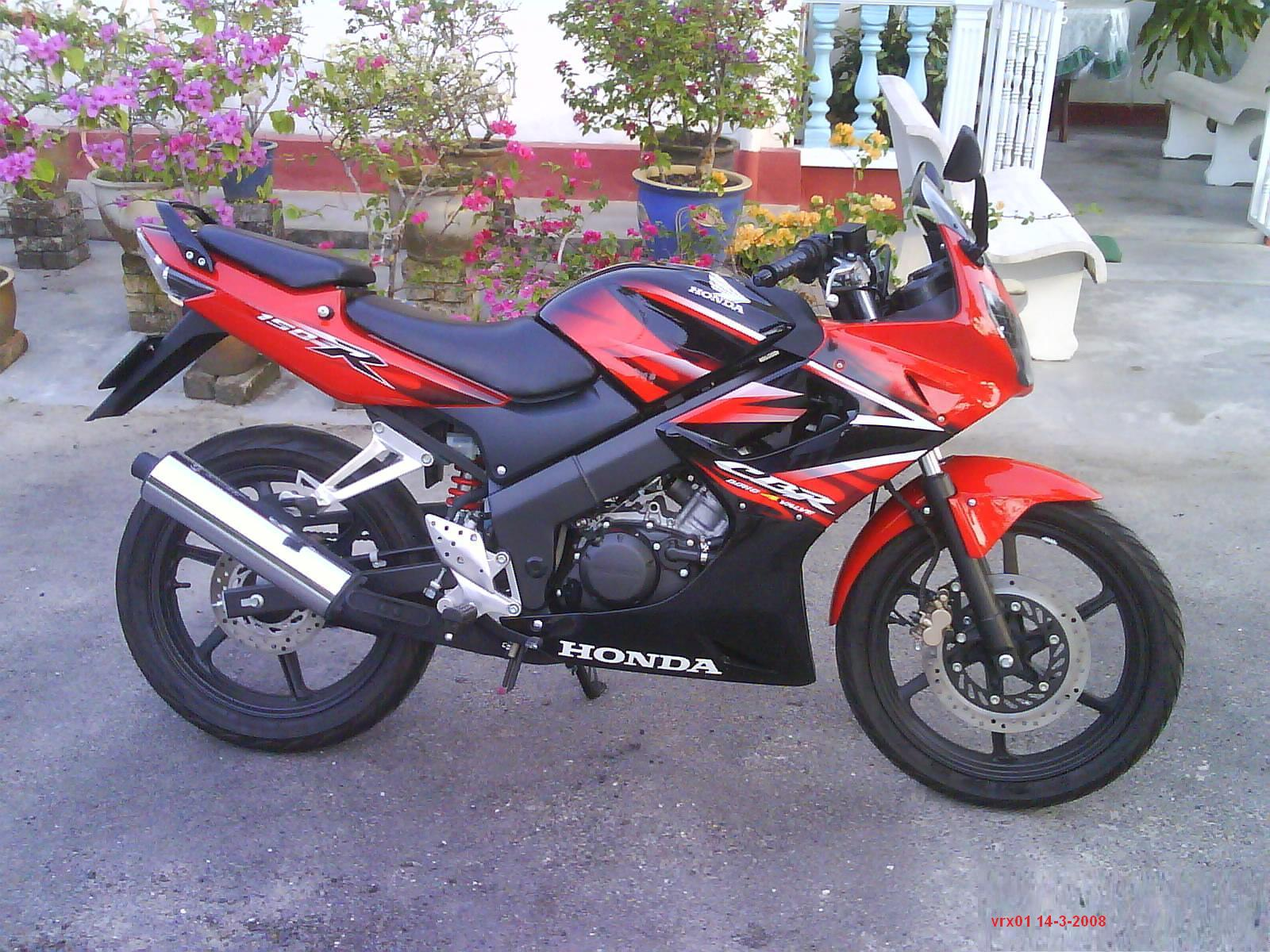
Honda CBR150R（英语：Honda CBR150R） lightweight sport bike
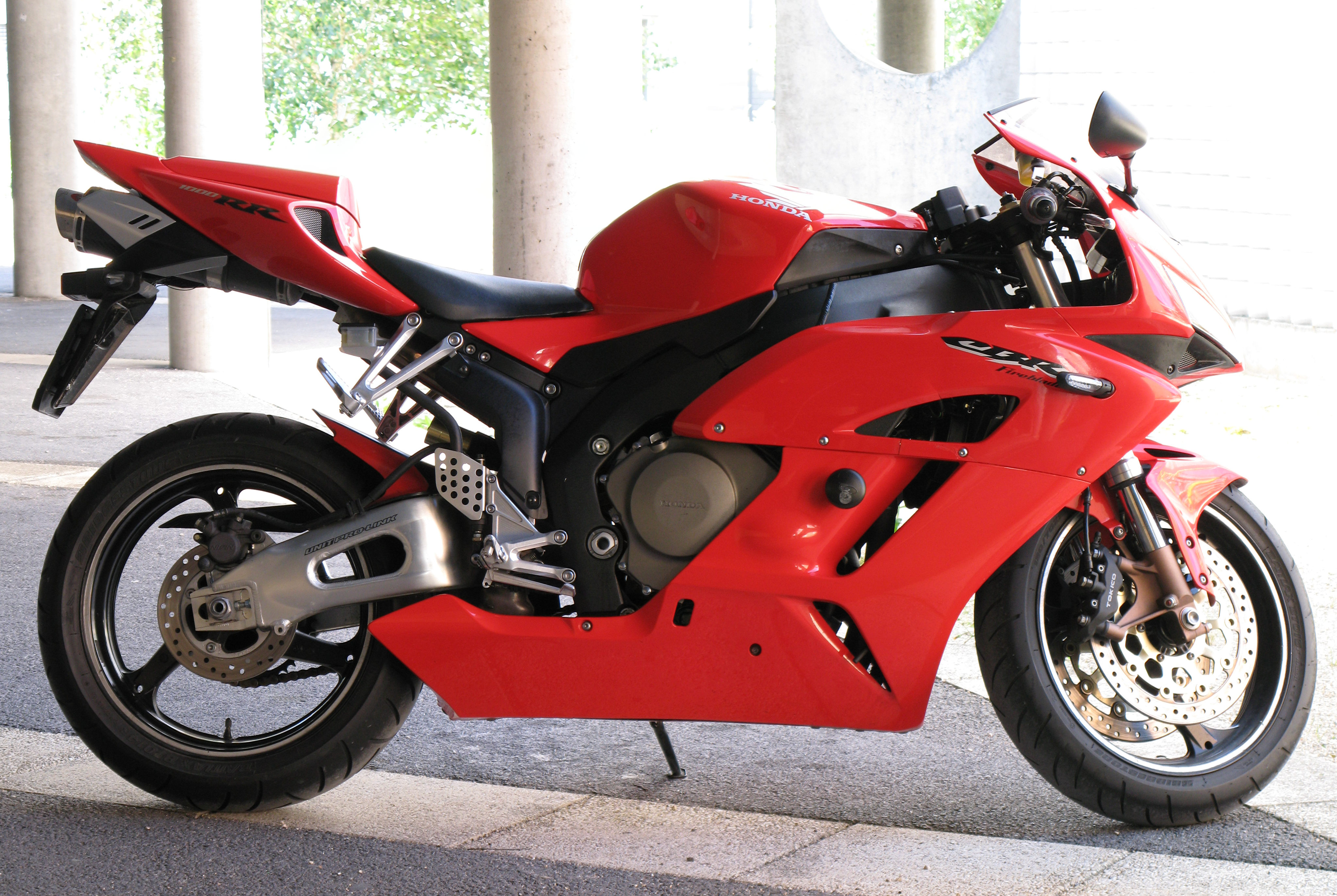
Honda CBR1000RR（英语：Honda CBR1000RR） sport bike
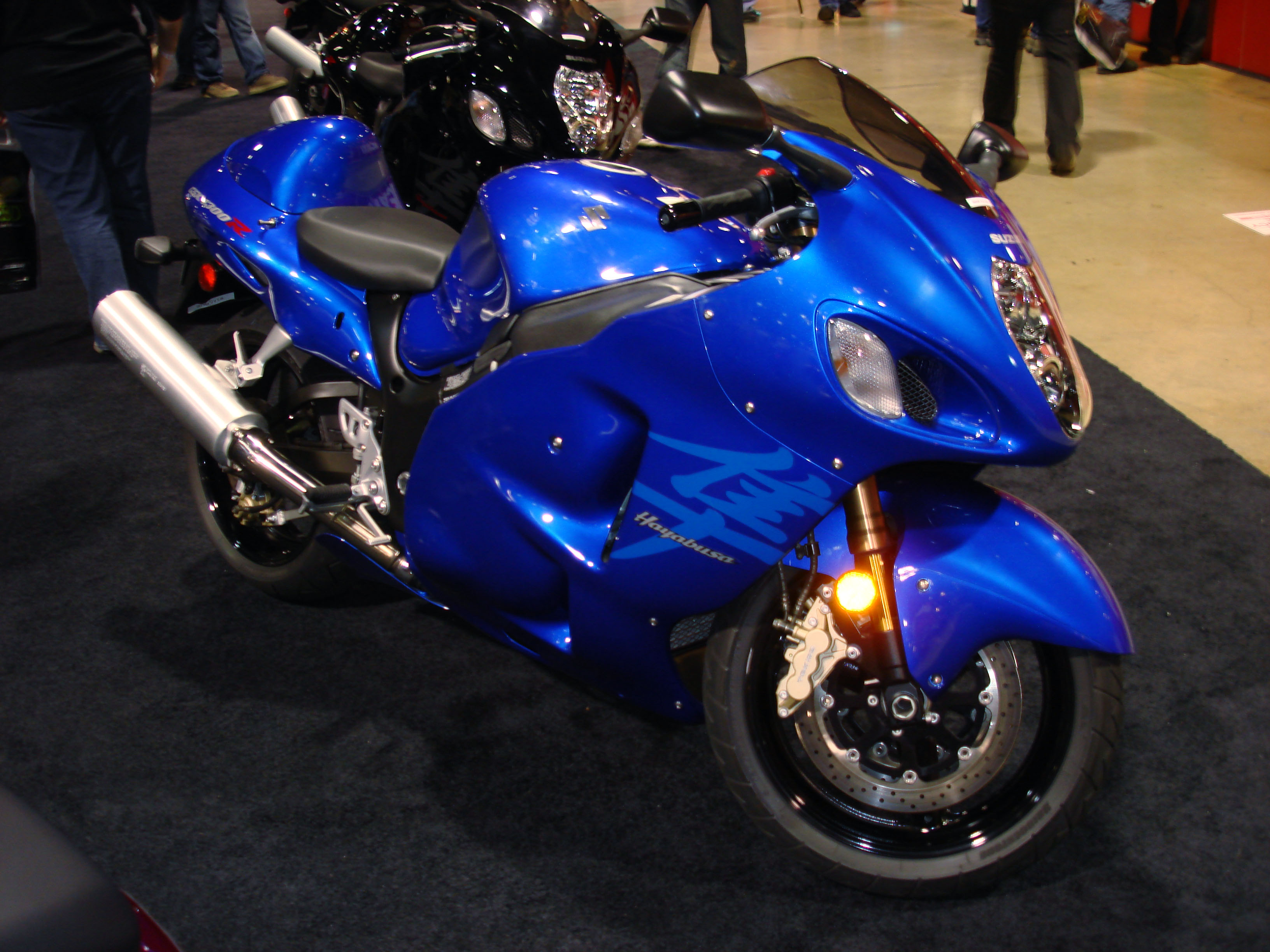
Suzuki GSX1300R mega sportbike
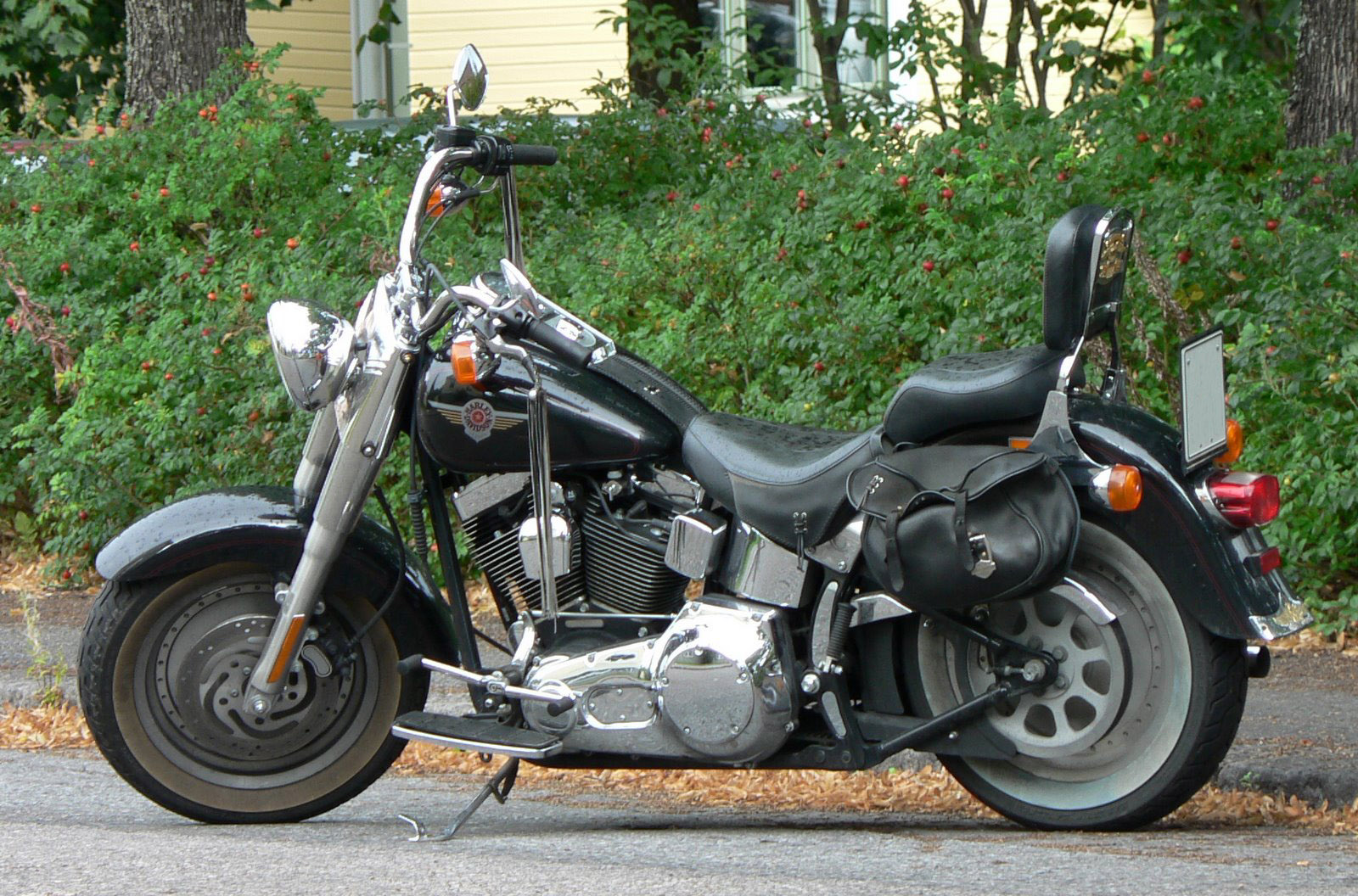
Harley-Davidson cruiser
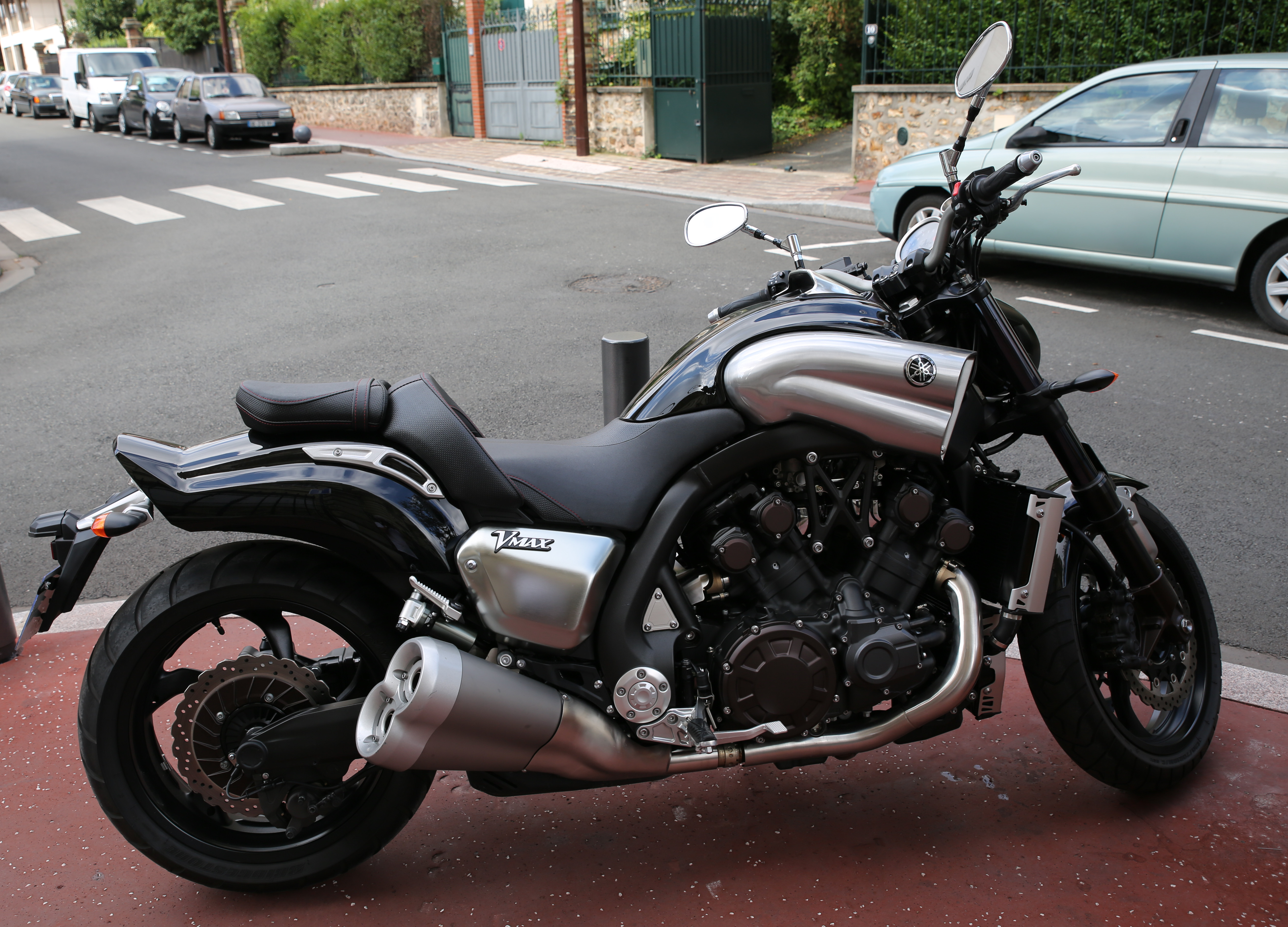
Yamaha VMAX（英语：Yamaha VMAX） power cruiser
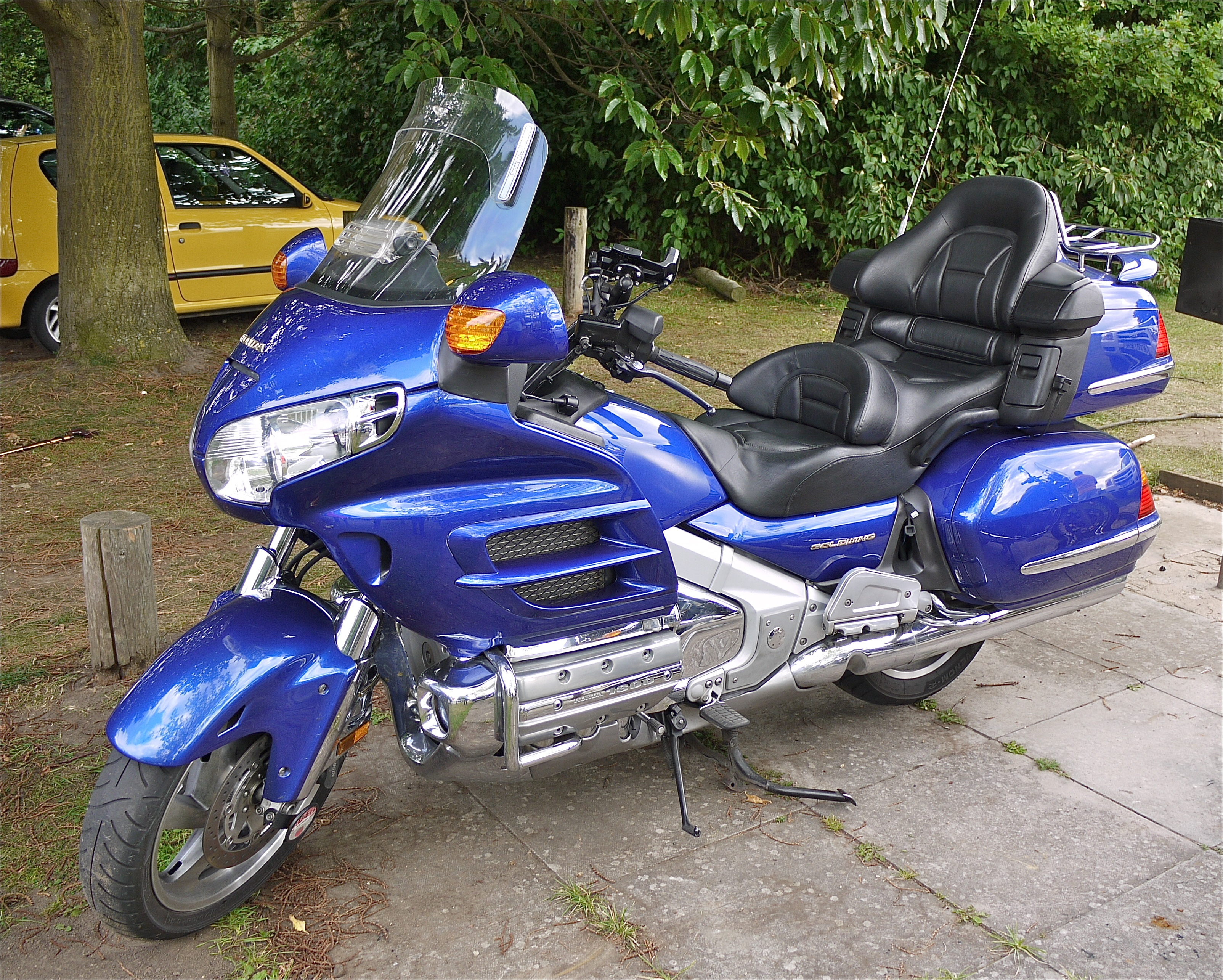
Honda Goldwing mega touring
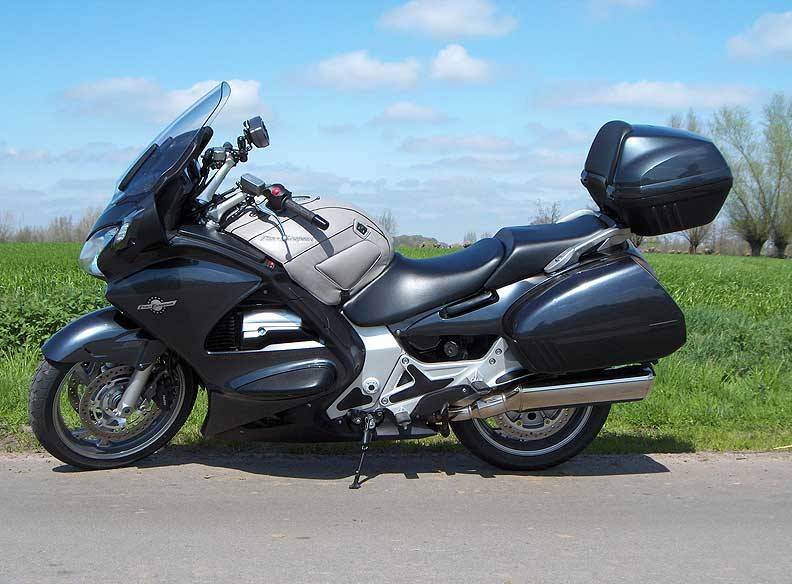
Honda ST1300（英语：Honda ST1300） sport touring
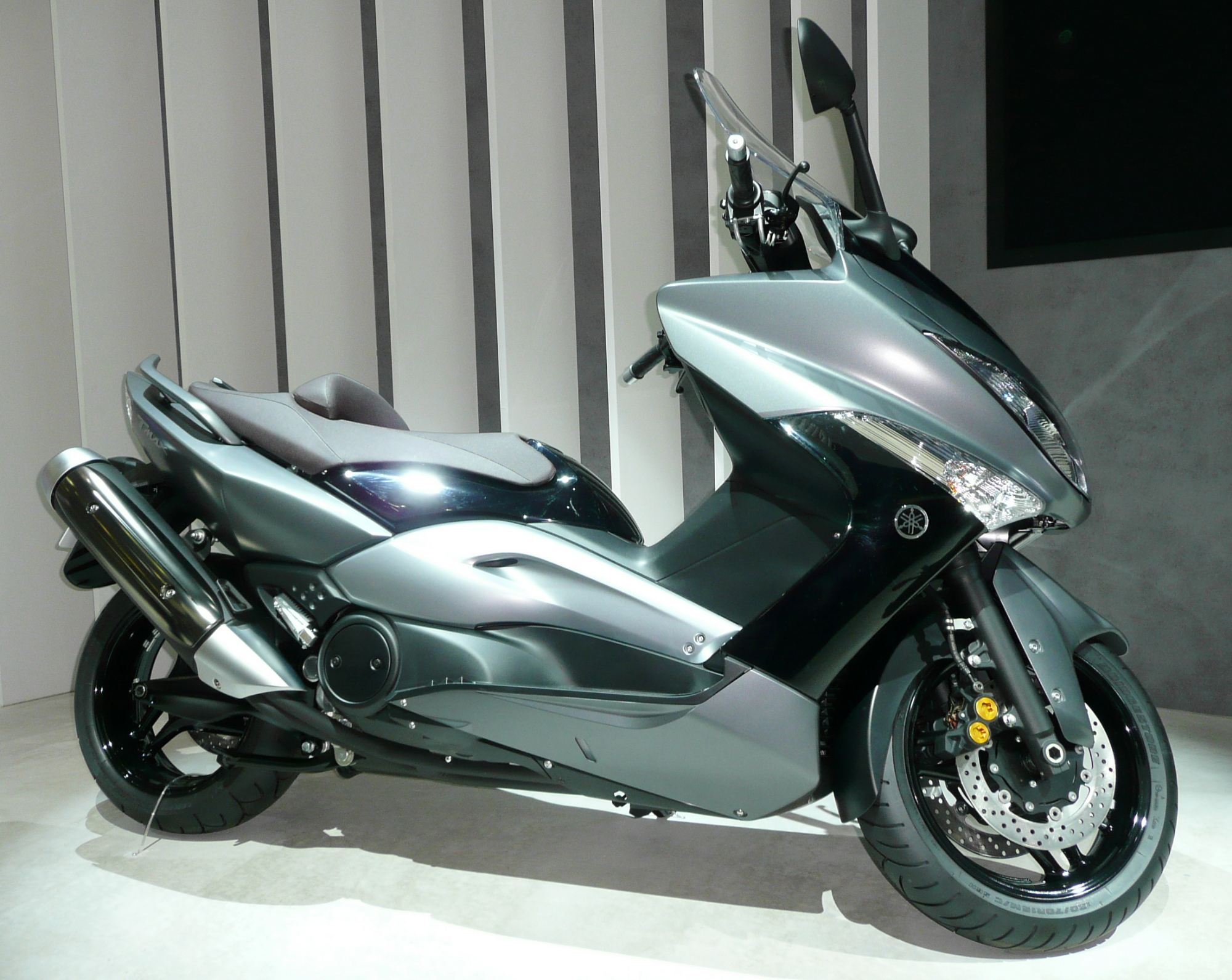
Yamaha TMAX maxi scooter

## 多功能摩托車

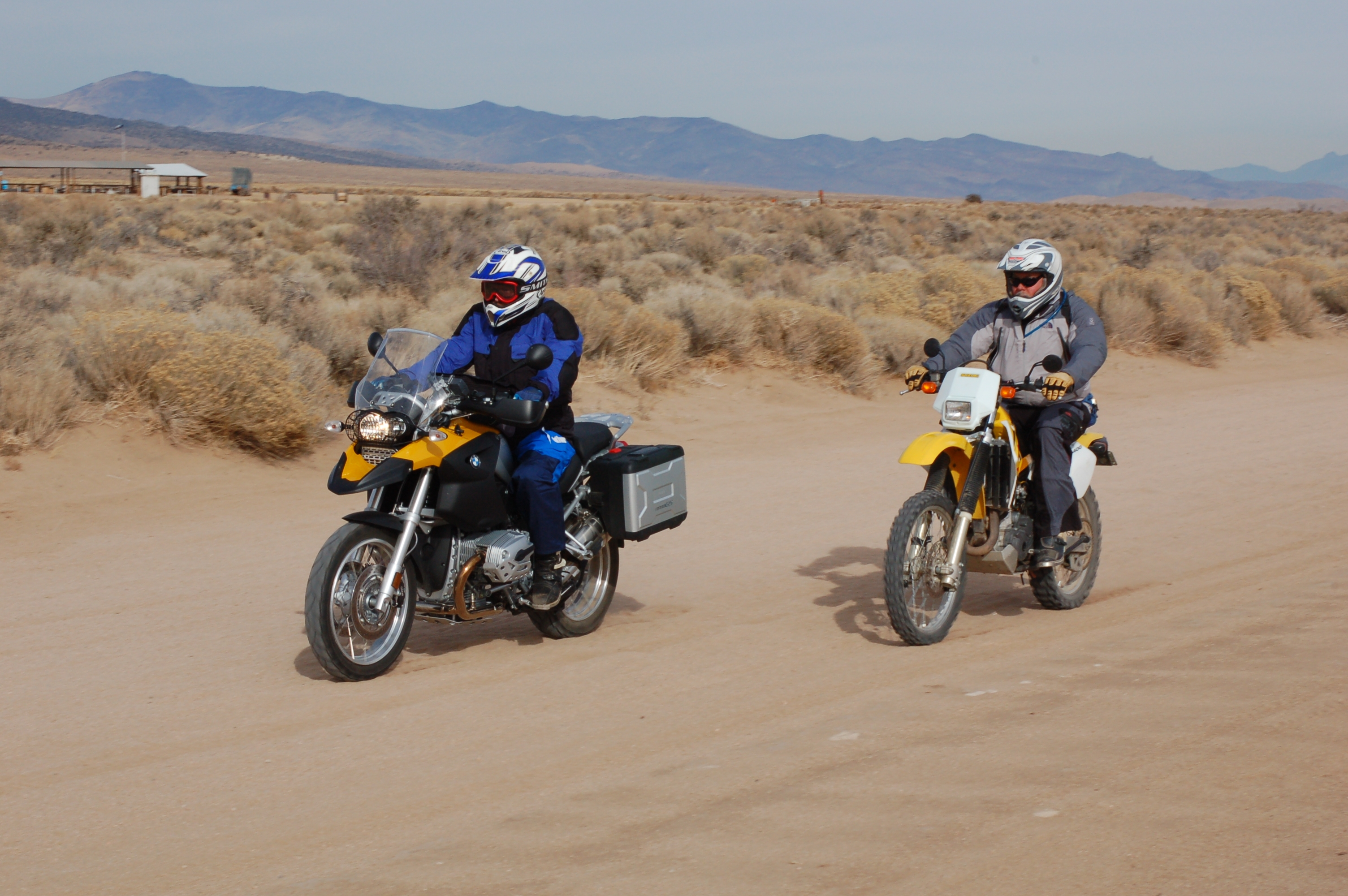
越野騎乘

多功能摩托車或兩用型摩托車（Dual-sport, dual-purpose, all-road, on/off-road bike）是介於道路和越野之間的類型，可以行駛在公路、野外及山區等各種路面。
- 多功能車（生產代號可能有「X」的字樣）

典型的多功能車是基於越野摩托車的骨架，裝置法規必備的大燈、喇叭、望後鏡和燈光號誌等行車設備，相比起道路摩托車，它擁有更高的重心、離地間距和懸掛行程。 從體積上來說，輕型多功能車約在110－140kg、中型多功能車約在140－160kg、重型多功能車約在160kg以上。
- 農用車（Agricultural, farm bike）

農用車指的是比較樸實、廉價和低規格的多功能車。
- 探險車（英语：Adventure touring）（Adventure, adventure touring bike, adventure tourer）

探險車（簡稱「ADV」，台灣俗稱「大鳥」）也就是適合在未鋪裝道路長時間行駛的旅行摩托車，比起多功能車有較大的體積、輪胎尺寸和承重能力，在常規道路能表現出更佳的穩定性，但在非常規道路的操控感遜色於多功能車。
- 滑胎車（Supermoto, super-motard）

滑胎車（簡稱「SM」）是裝上細花紋輪胎的多功能車或越野車，兼具公路賽（速度）、場地滑胎賽（滑胎技巧）和越野賽（跳躍能力）的騎乘技術於一體，比起其它類型的多功能車，它在一般道路上有最好的操控感。

## 越野摩托車

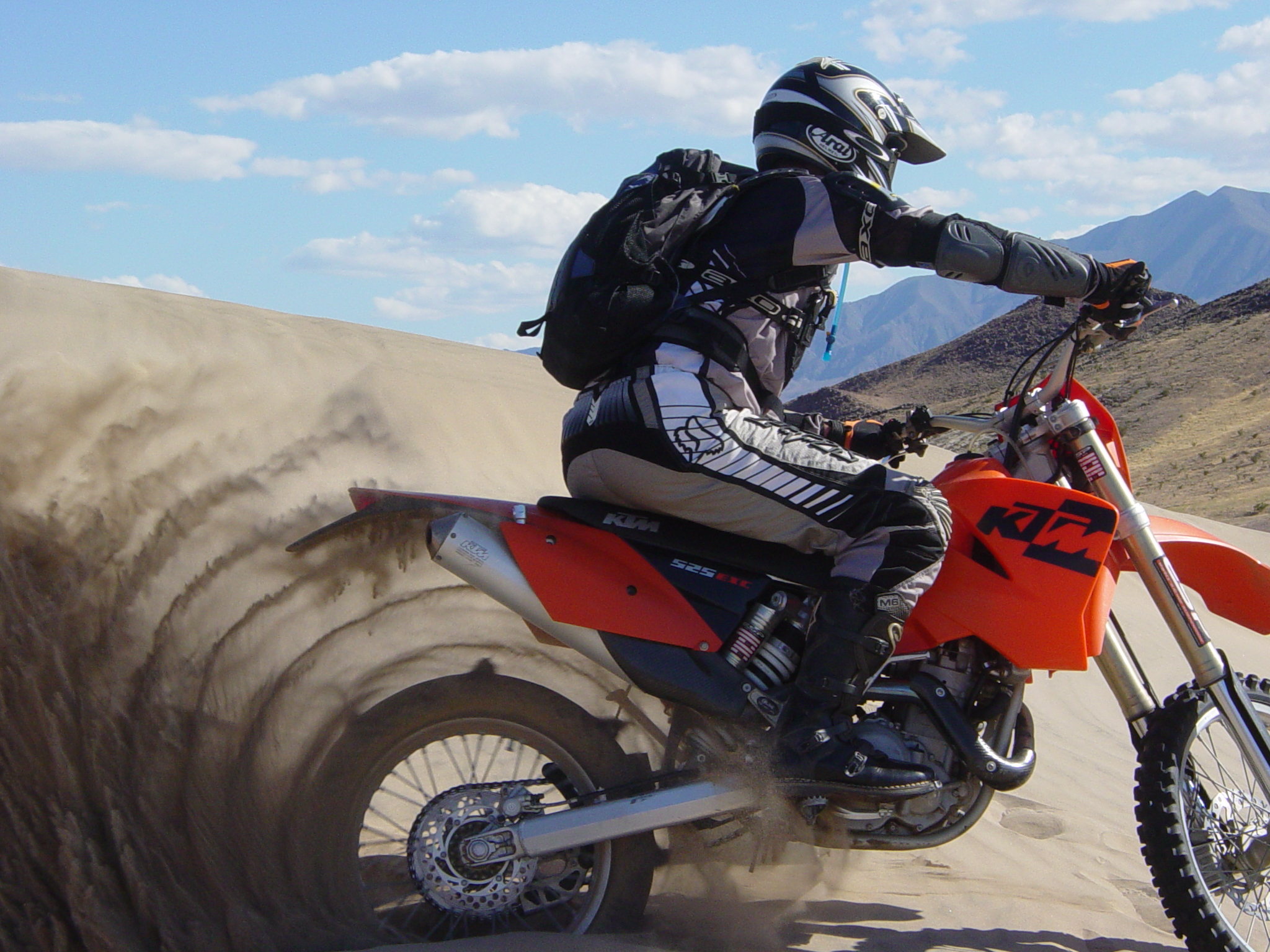
A KTM dirt bike with a paddle tire

越野摩托車（Off-road bike, off-roader, dirtbike）是為越野用途而生產的摩托車，可以在沙地、石礫、河流、雪地、泥濘等粗糙路面穩定行駛；與道路摩托車相比，越野摩托車會更加簡單和輕巧，具有粗花紋輪胎、長懸掛行程、高離地間隙、細小車身和堅固的結構。摩托騎士在駕駛時，有時須要站高起來做平衡動作，所以在中國大陸也稱為「高賽」。
- 場地越野車（Motocross, scrambler）

場地越野車（簡稱「MX」）是在障礙賽道行駛的摩托車，這類型的摩托車有輕便和緊湊的燃料箱，長行程懸掛有利於高速跳躍，通常裝置單缸兩衝程或四衝程的引擎，大排氣量的場地越野車也稱為「超級越野車」（supercross，簡稱「SX」），附邊車的越野車甚至會裝置雙缸四衝程的引擎，場地越野車也用做「自由式越野車」（freestyle motocross，簡稱「FMX」）。
- 林道越野車（Enduro）

林道越野車也稱為「耐力車」，適用於長途的林道越野、克難和耐力競賽，林道越野車須要兼顧長距離和時間的行駛（可能會持續多天，例如：國際六日耐力賽），甚至會行駛在常規的路面，所以會裝置喇叭、燈光、里程表等設備。
- 長距離越野車（Rally raid, rallies）

長距離越野車也稱為「拉力摩托車」，須要兼顧超長距離的行駛，所以會裝置大排氣量引擎、衛星導航系統和高容量的燃料箱，著名的代表競賽是達喀爾拉力賽。
- 障礙攀爬越野車（Trials, observed trials）

障礙攀爬越野車也稱為「技巧車」，是一種考驗登山、攀岩和跨越人工障礙物技術的摩托車，它們已經發展成為超輕量和無座位的樣貌，騎士須要站立在上面操控摩托車，相對於場地越野車和林道越野車，它的燃料箱更小型、懸掛行程也較短。
- 場地滑胎車（Track racing）

場地滑胎車是用在高速橢圓賽道行駛的摩托車，它們通常沒有剎車和後懸掛系統，裝置長衝程的單缸四衝程引擎，變速器最多只有一或兩個排檔，有「speedway」、「flat track」、「grasstrack」、「long track」、「ice speedway」等類型。
- 小徑摩托車（Trail bike）

小徑摩托車指的是把一部道路摩托車改裝成為越野或多功能用途，由於車體不是專門為越野而設計，且是做為休閒目的，耐用度通常也及不上正規的越野摩托車。
- 雪地摩托車（Snow bike）

雪地摩托車使用類似雪上摩托車（snowmobile）的履帶系統取代後輪，大型滑雪板取代前輪，擁有比雪上摩托車更靈活的操控，而且轉彎半徑更小。

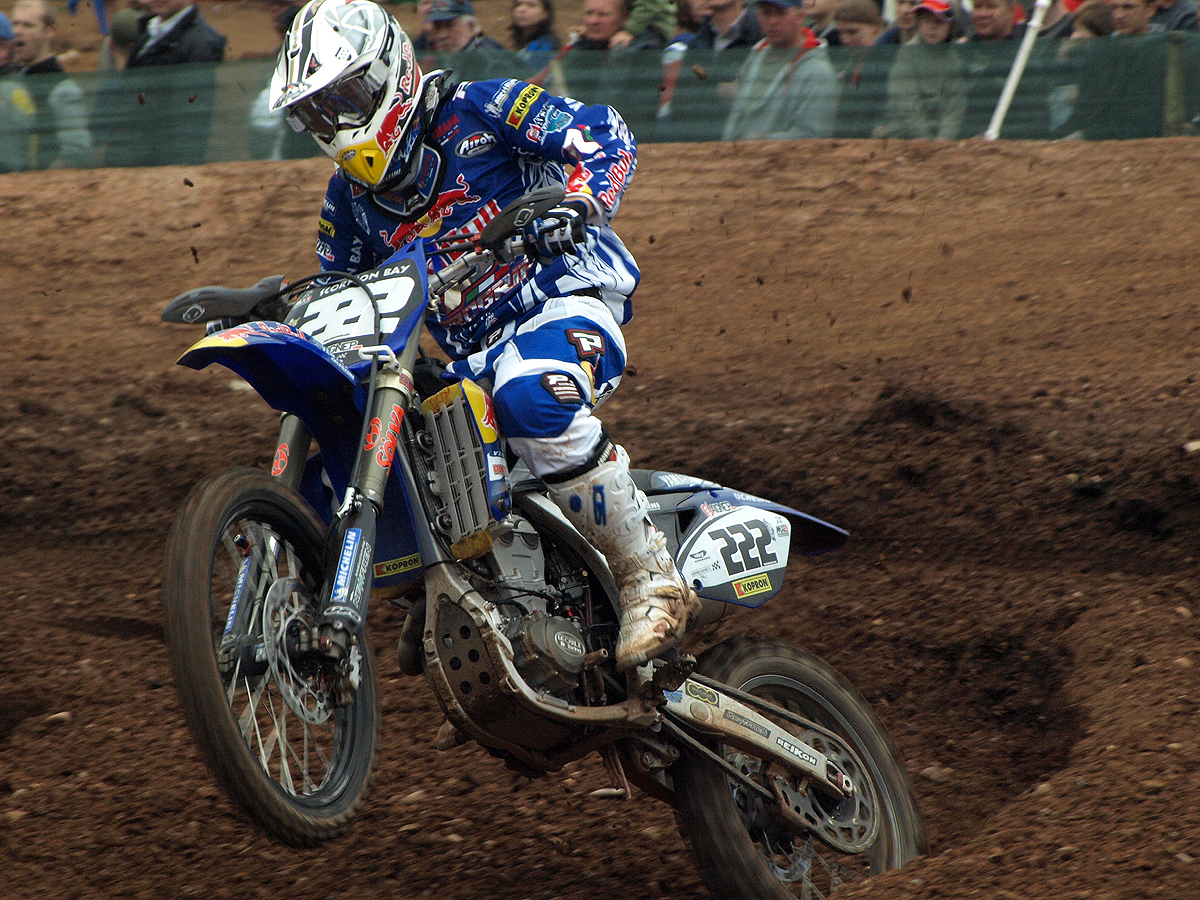
Yamaha FIM MX
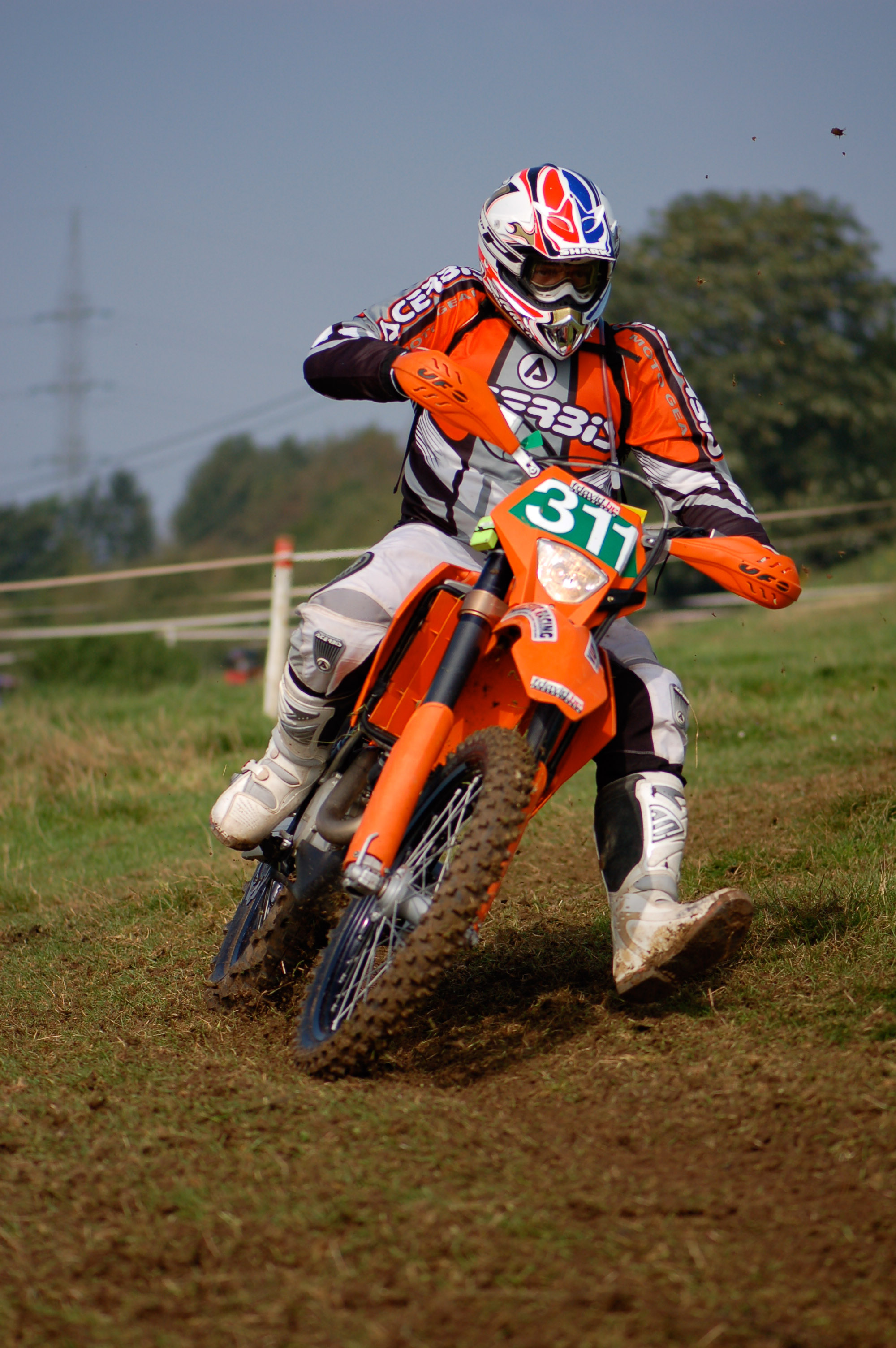
KTM 525 EXC enduro
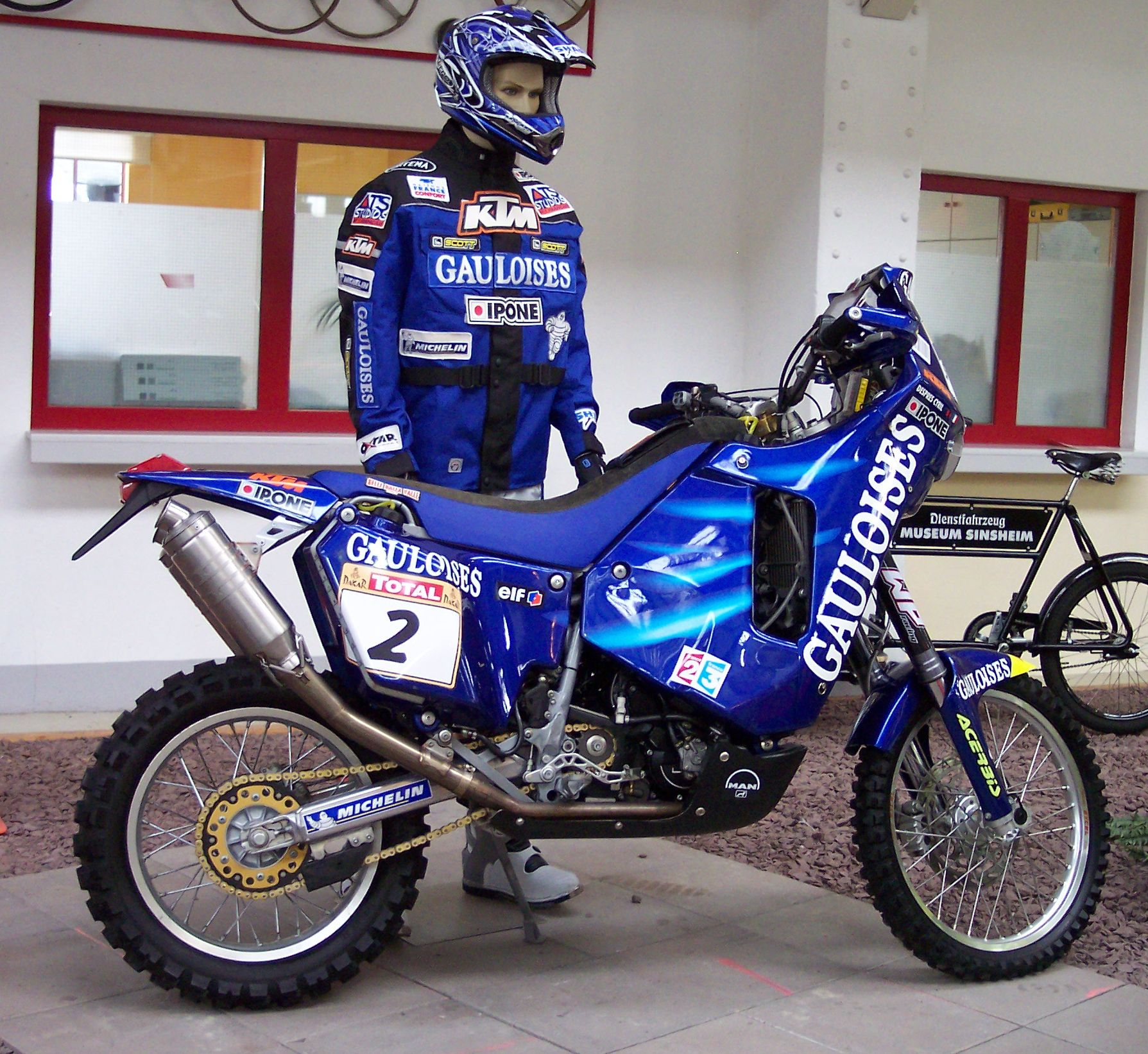
KTM 660 Rallye Dakar
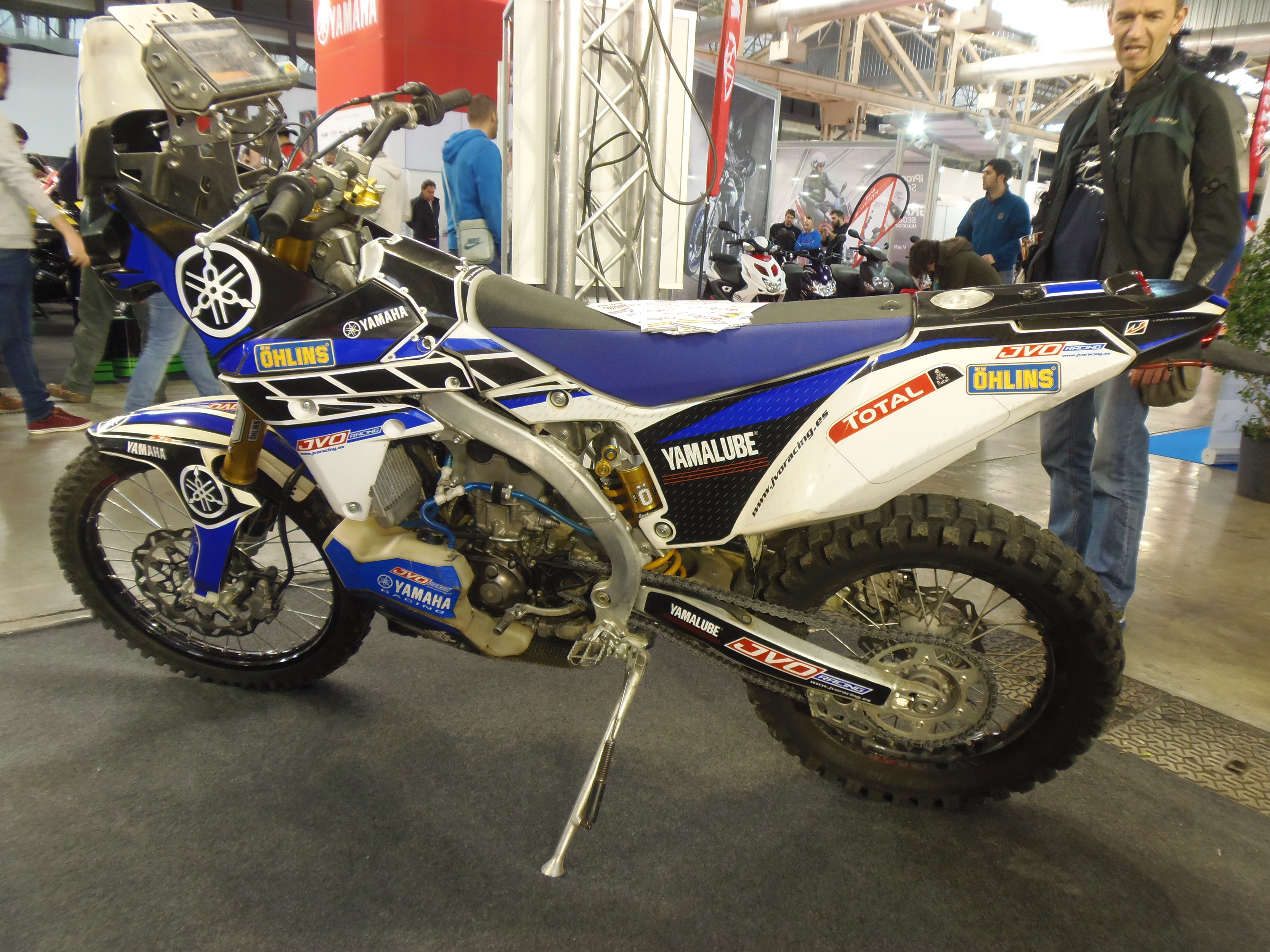
Yamaha YZ450F（英语：Yamaha YZ450F） Dakar Rally
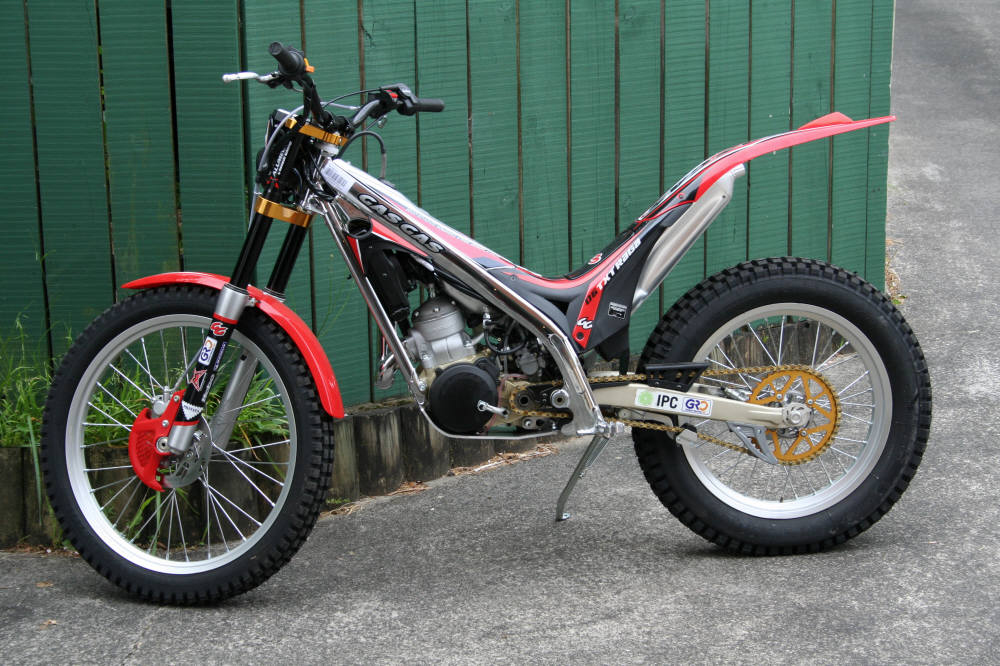
Gas Gas（英语：Gas Gas） Raga edition trials bike
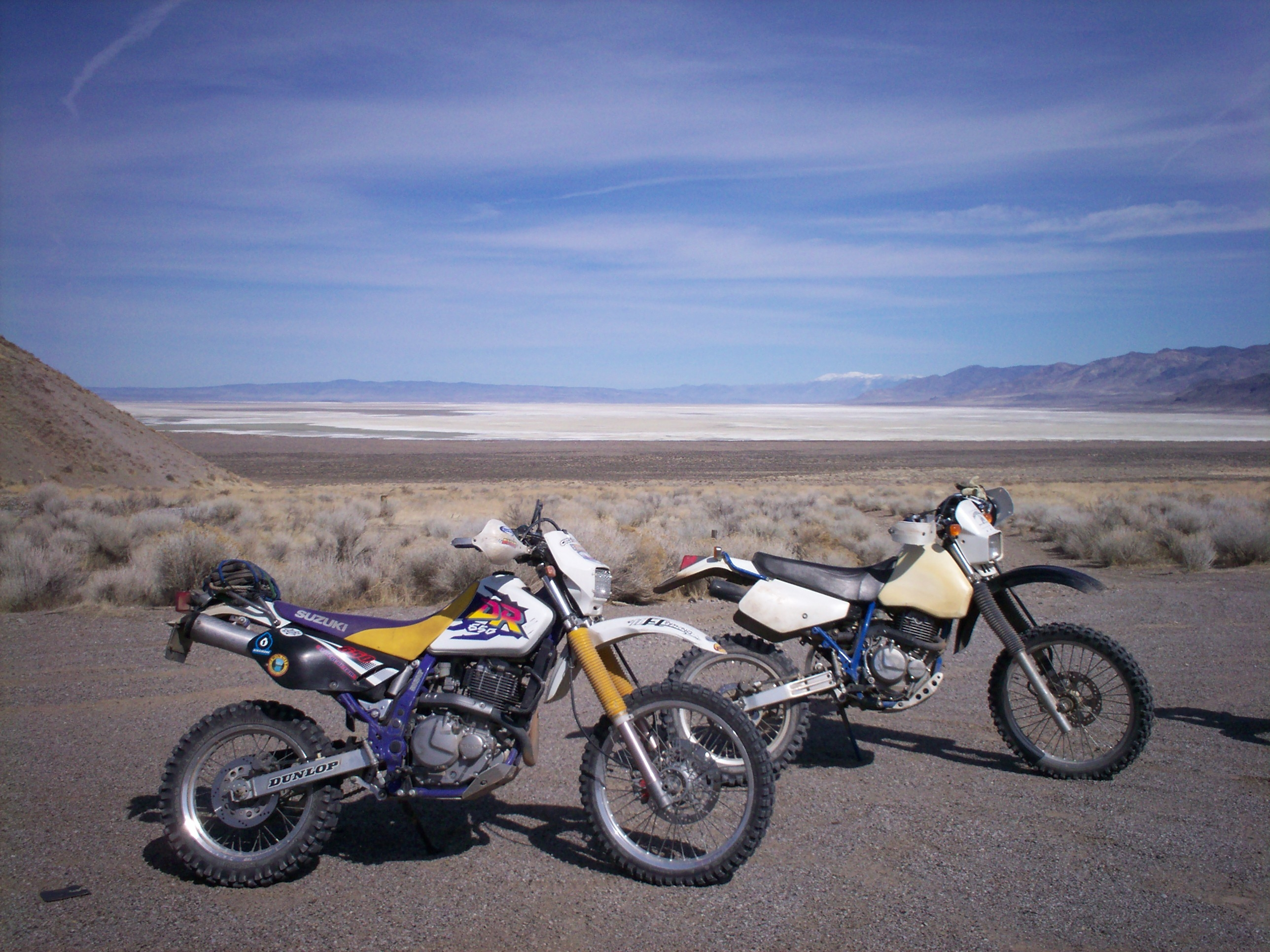
Suzuki DR650（英语：Suzuki DR650） & Suzuki DR350（英语：Suzuki DR350） dual sport
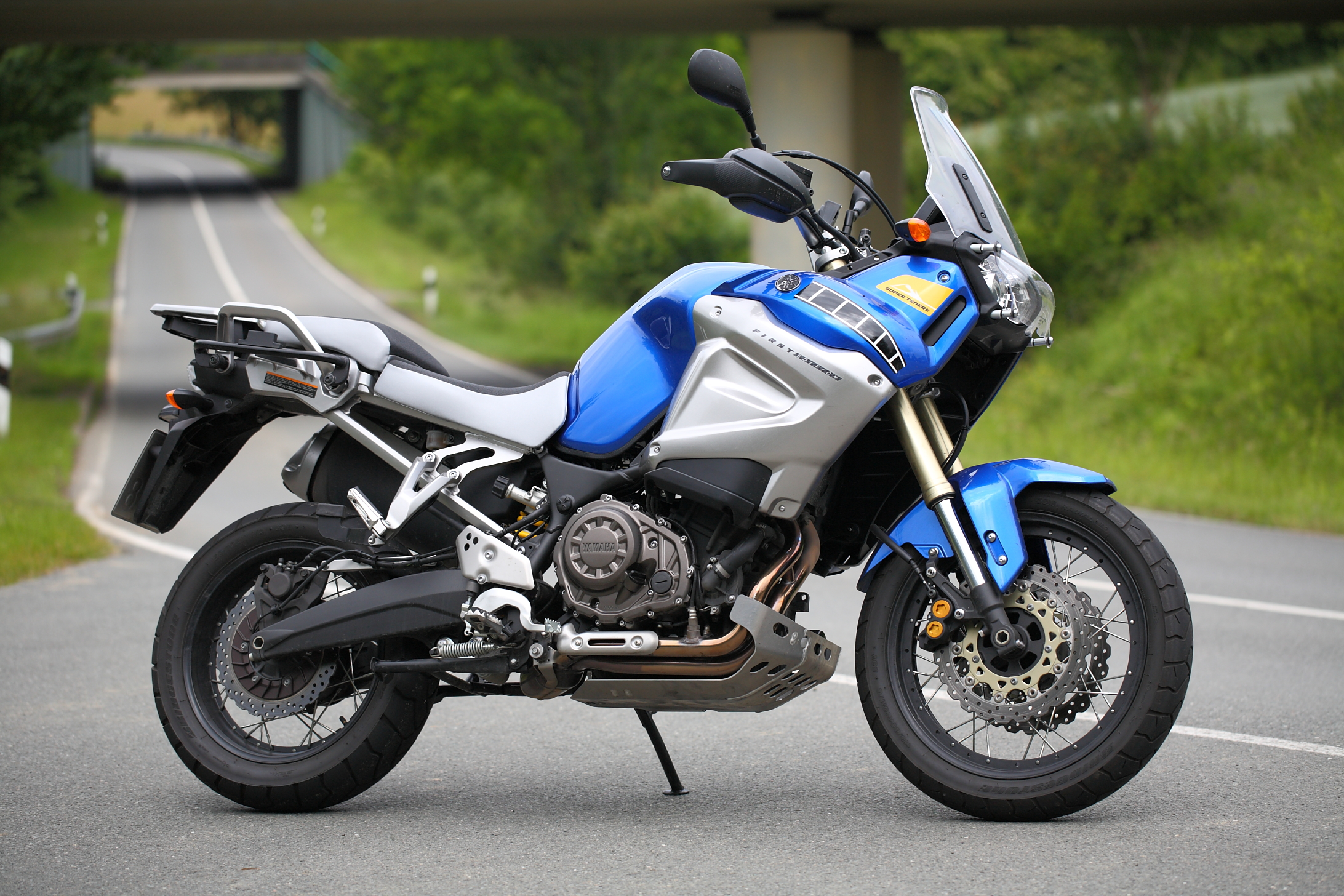
Yamaha XT1200Z Super Ténéré（英语：Yamaha XT1200Z Super Ténéré） dual purpose
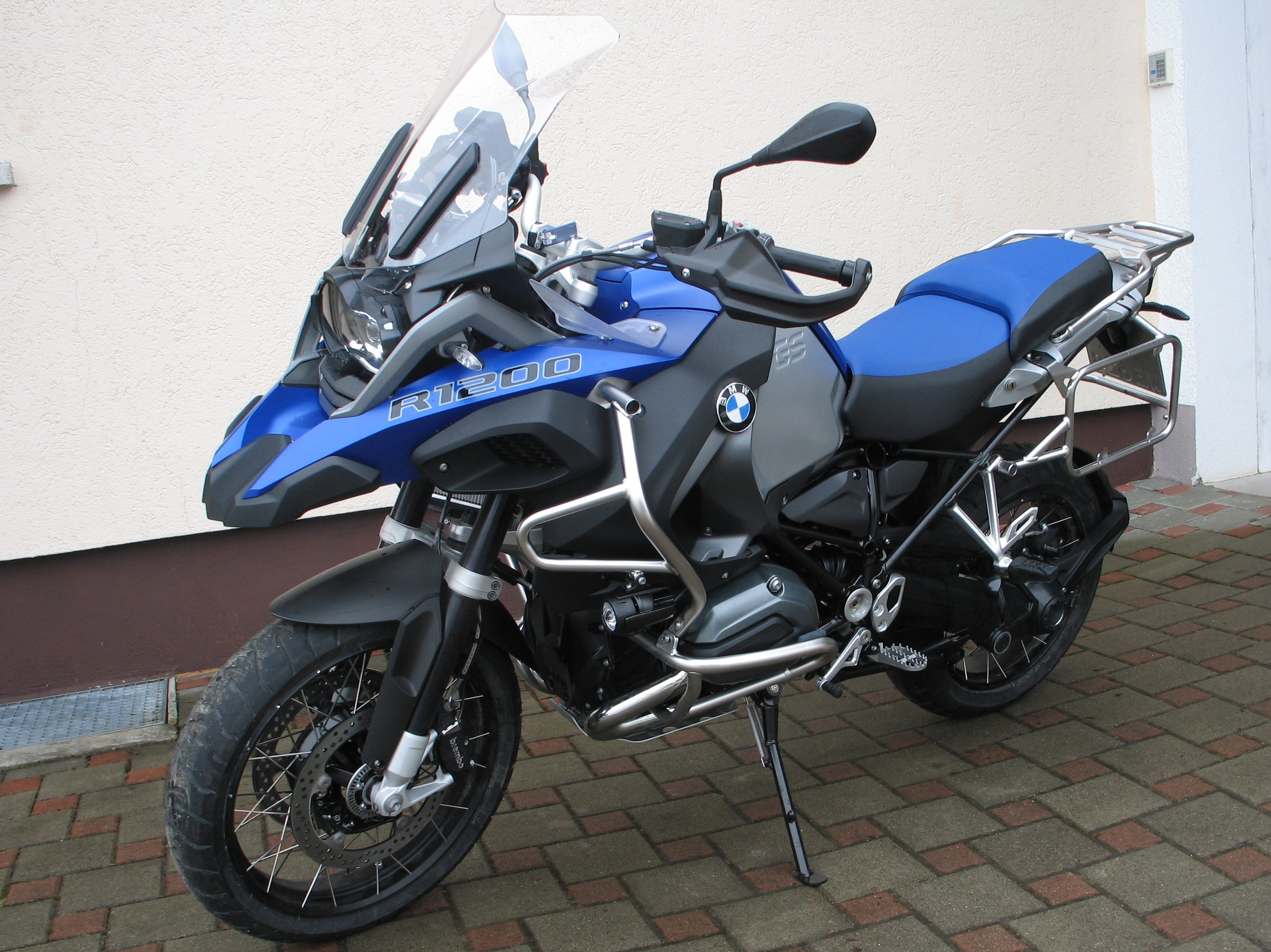
BMW R1200GS（英语：BMW R1200GS） adventure
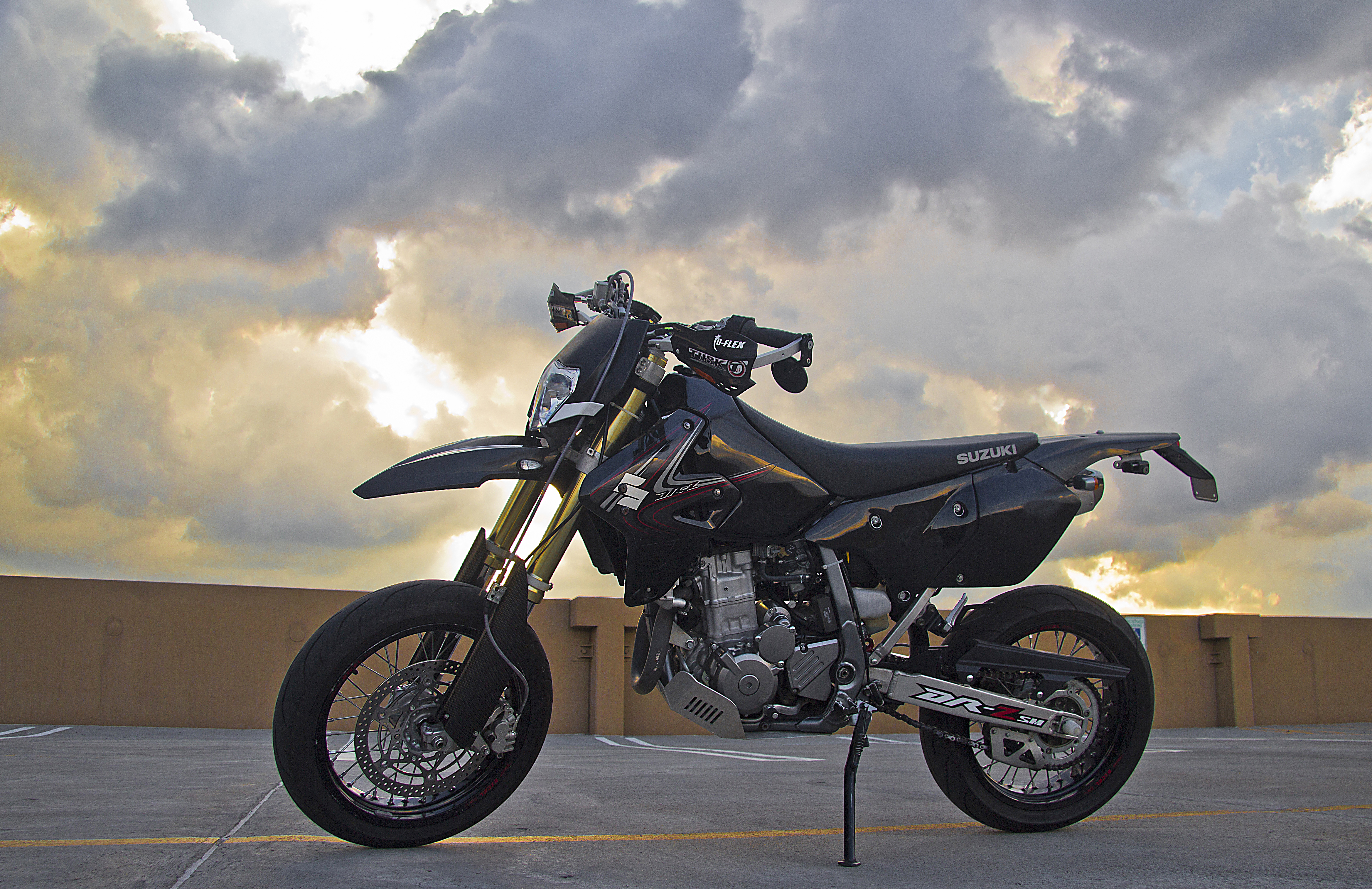
Suzuki DR-Z400SM（英语：Suzuki DR-Z400SM） supermoto
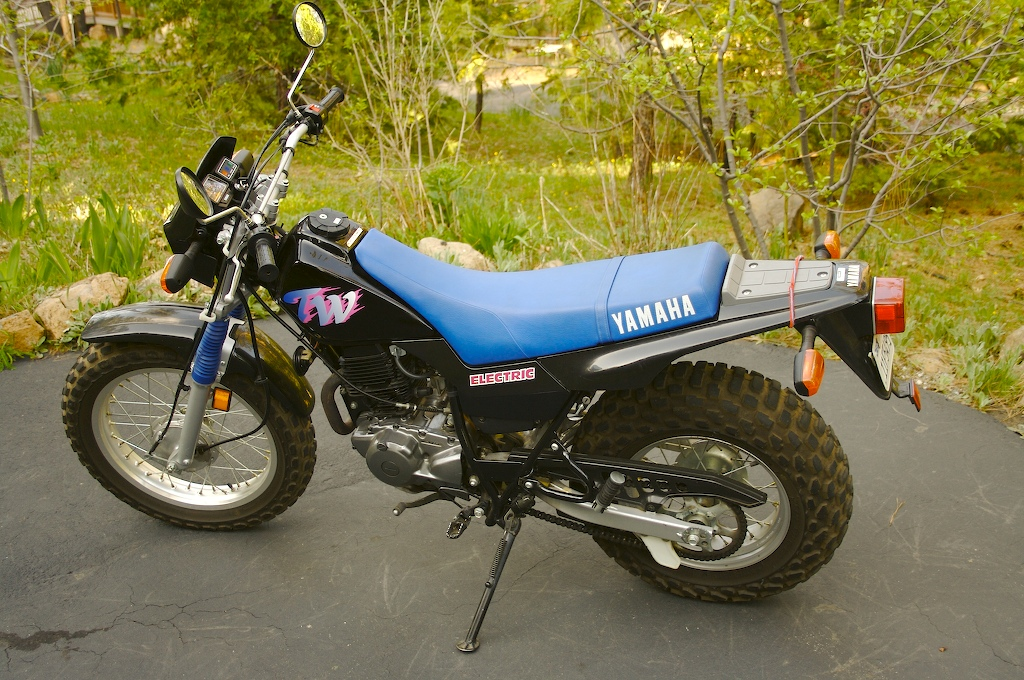
Yamaha TW200（英语：Yamaha TW200） farm bike

## 輕型摩托車

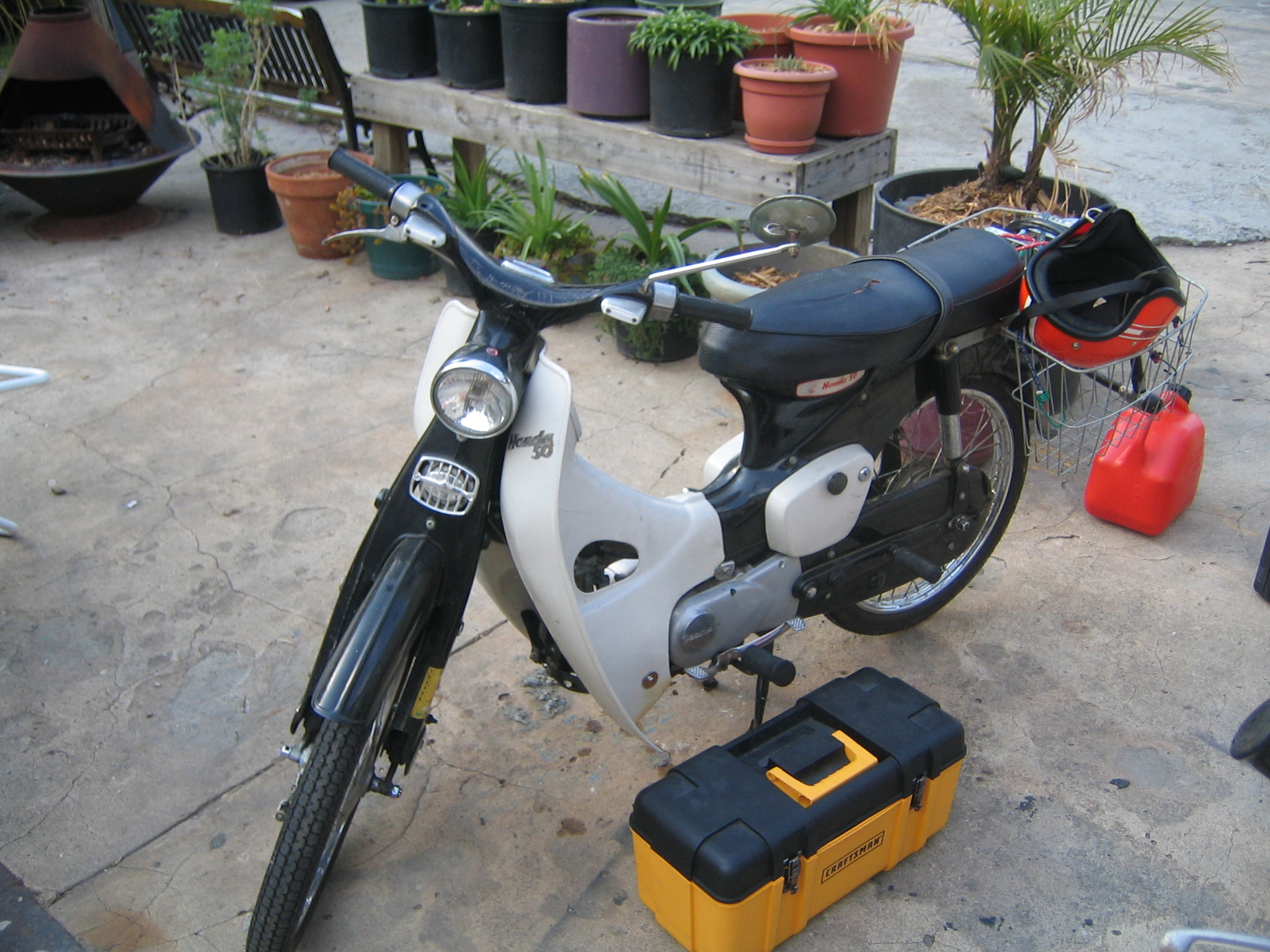
Honda Super Cub

速克達（Scooter）也稱為「摩托踏板車」、「小踏板」、「小綿羊」或「塑膠車」，特徵是有全包圍式的車殼、前置腳踏板和使用無段自動變速傳動系統，擁有高機動性和低成本的優點； 最著名的速克達品牌是偉士牌和蘭美達，這兩個品牌也是英國次文化——「mods」的重要要素。
傳統上的速克達擁有小輪徑的輪胎，是適合穿梭在城市街道的摩托車，後來發展出有大排氣量引擎（250cc以上）的類型，在摩托車文化中稱為「maxi scooter」，以及適合行駛非常規道路的「adventure scooter」；「大輪徑速克達」則是介於速克達和彎梁車之間的類型。
彎梁車（Underbone）也稱為「低骨架摩托車」，是一種講求實用、耐久和經濟性的摩托車，典型代表是本田小狼，在東南亞國家稱為「kapcai」或「cub bike」，歐美國家也可以被歸類為「摩踏」。它的外型可以分為車頭有側邊罩體的「bebek」和車頭沒有側邊罩體的「ayago」，類似於速克達，但在把手和座位之間有副框架、使用大輪徑輪胎和側置的腳踏，在東南亞也發展出強調性能和操控的「sport cub」版本。

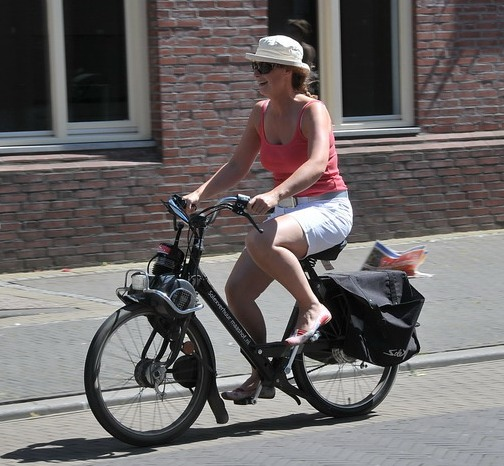
Black'n Roll S4800 moped, replica of the Velosolex S3800

摩踏（Moped）也稱為「助力車」或「代步車」，是介於腳踏車和摩托車之間的交通工具，這個名詞是「摩托」（Motor）和「腳踏」（Pedal）的合成詞，顧名思義就是同時有發動機（50cc以下的機動引擎或電動引擎）和腳踏板的摩托車；「sport moped」則是有運動型摩托車外型、追求高性能輸出的類型，某些款式甚至改裝上50cc－125cc的引擎。不同的國家對「摩踏」也有不同的定義，駕駛這類摩托車可能有比較寬鬆的規定，甚至不需要正式的摩托車駕照。
輕型摩托車的相關術語有「matic bike」、「commuter bike」、「electric bike」、「street bike」、「step-through bike」和「women's bike」，基本上就是適合用於通勤、通學、「買菜」的輕便摩托車。

其他類型的袖珍型摩托車還有「gas scooter」、「minibike」、「minimoto」、「mini chopper」、「monkey bike」、「pit bike」和「Welbike」，這些摩托車類似於玩樂性的工具，無法領牌上路，通稱為「pocket bike」。

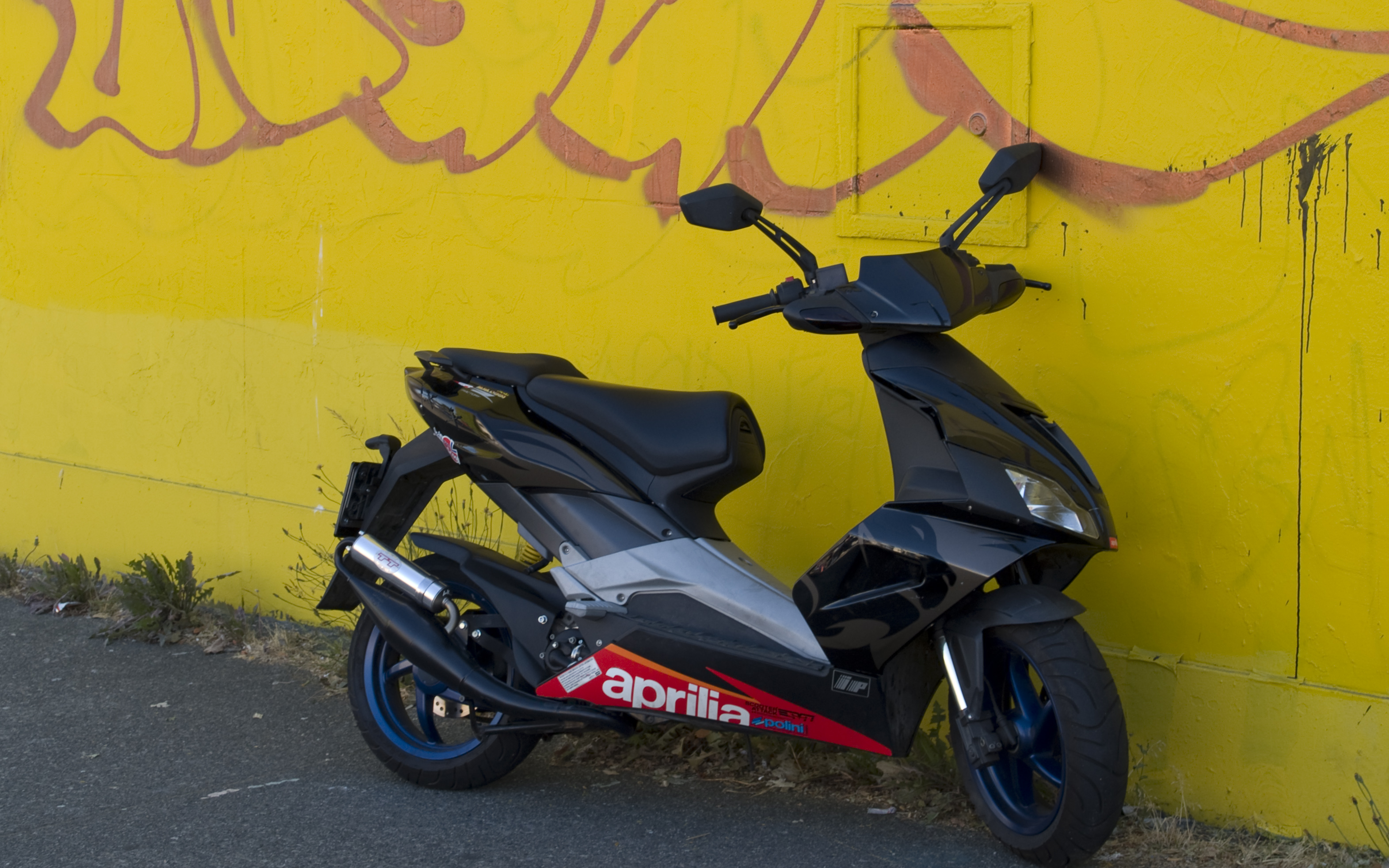
Aprilia SR50（英语：Aprilia SR50） scooter
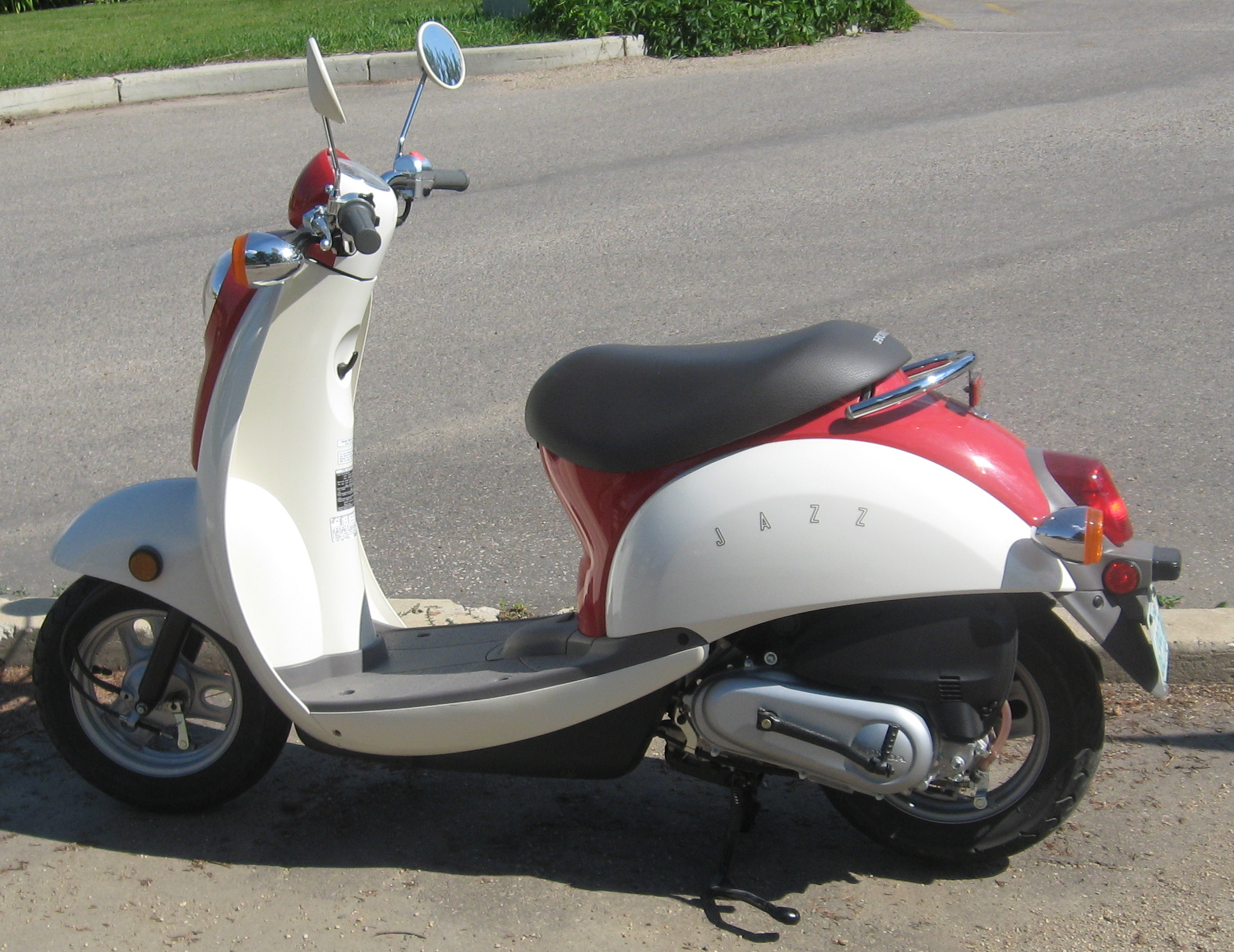
Honda CHF50（英语：Honda CHF50） scooter
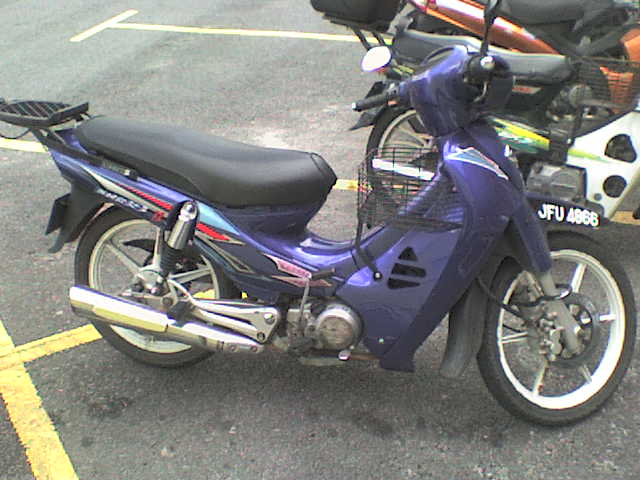
Modenas Kriss（英语：Modenas Kriss） underbone
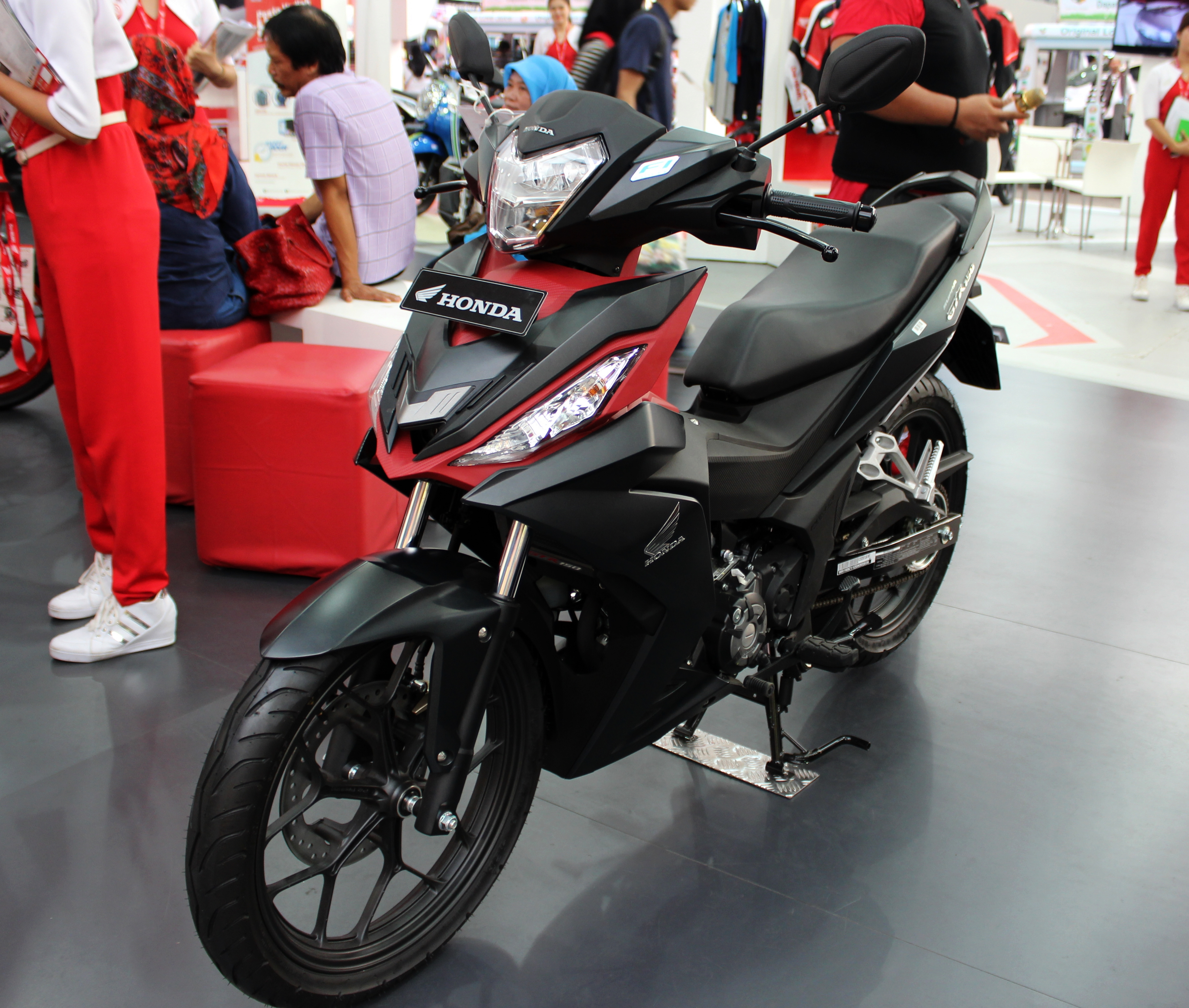
Honda Winner（英语：Honda Winner） sport cub
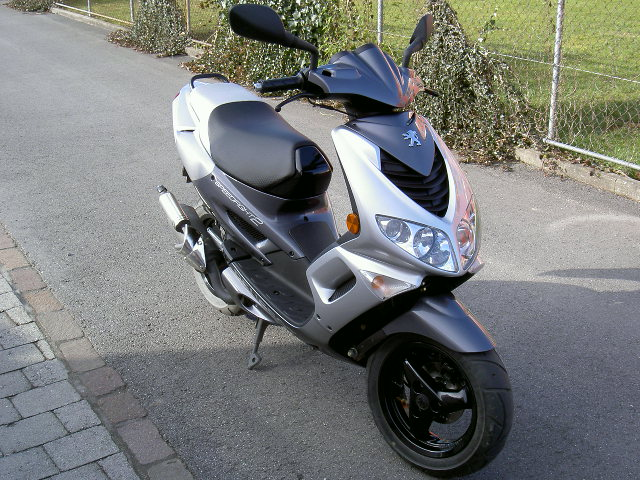
Peugeot Speedfight（英语：Peugeot Speedfight） scooter
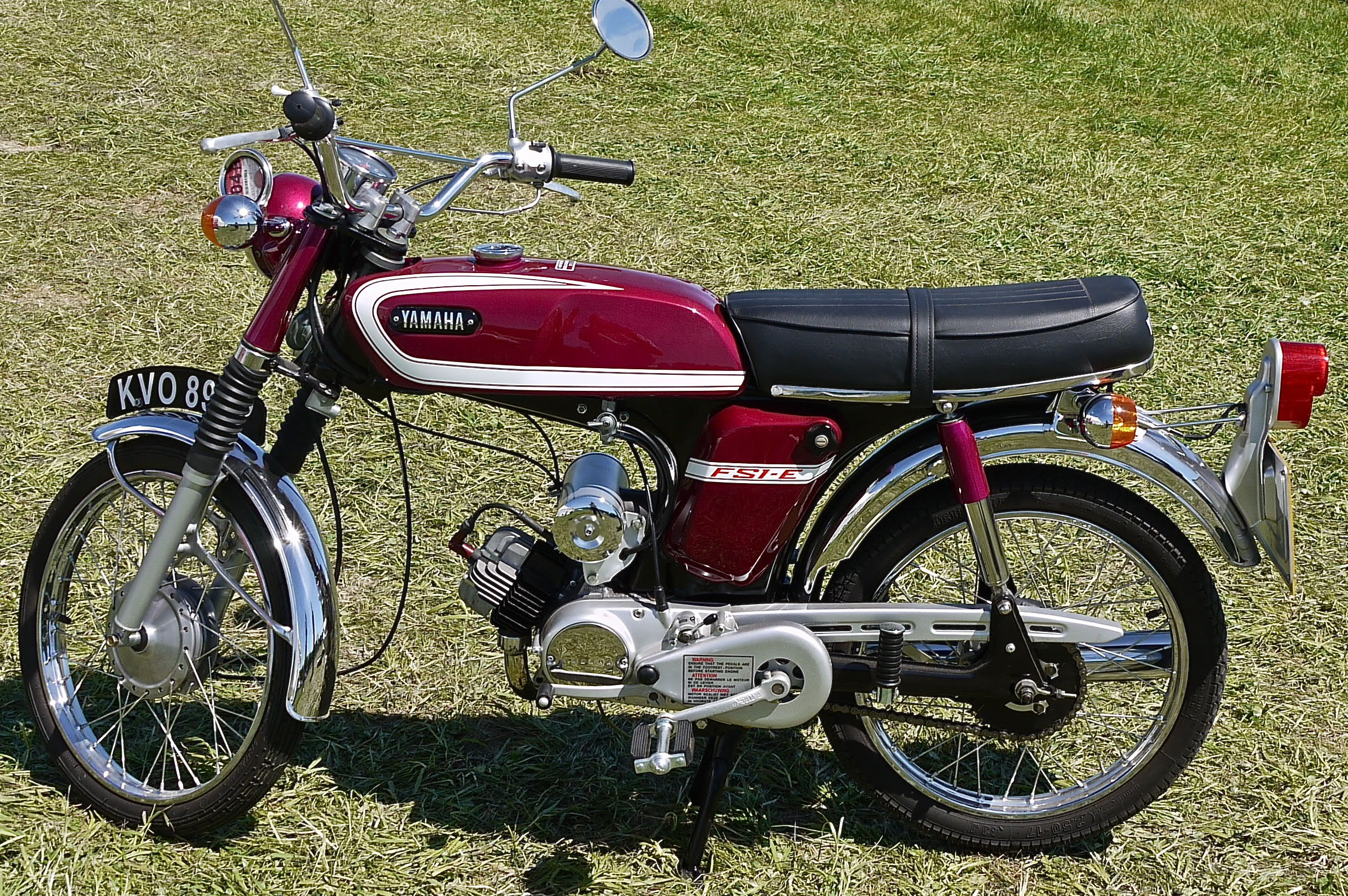
Yamaha FS1（英语：Yamaha FS1） moped
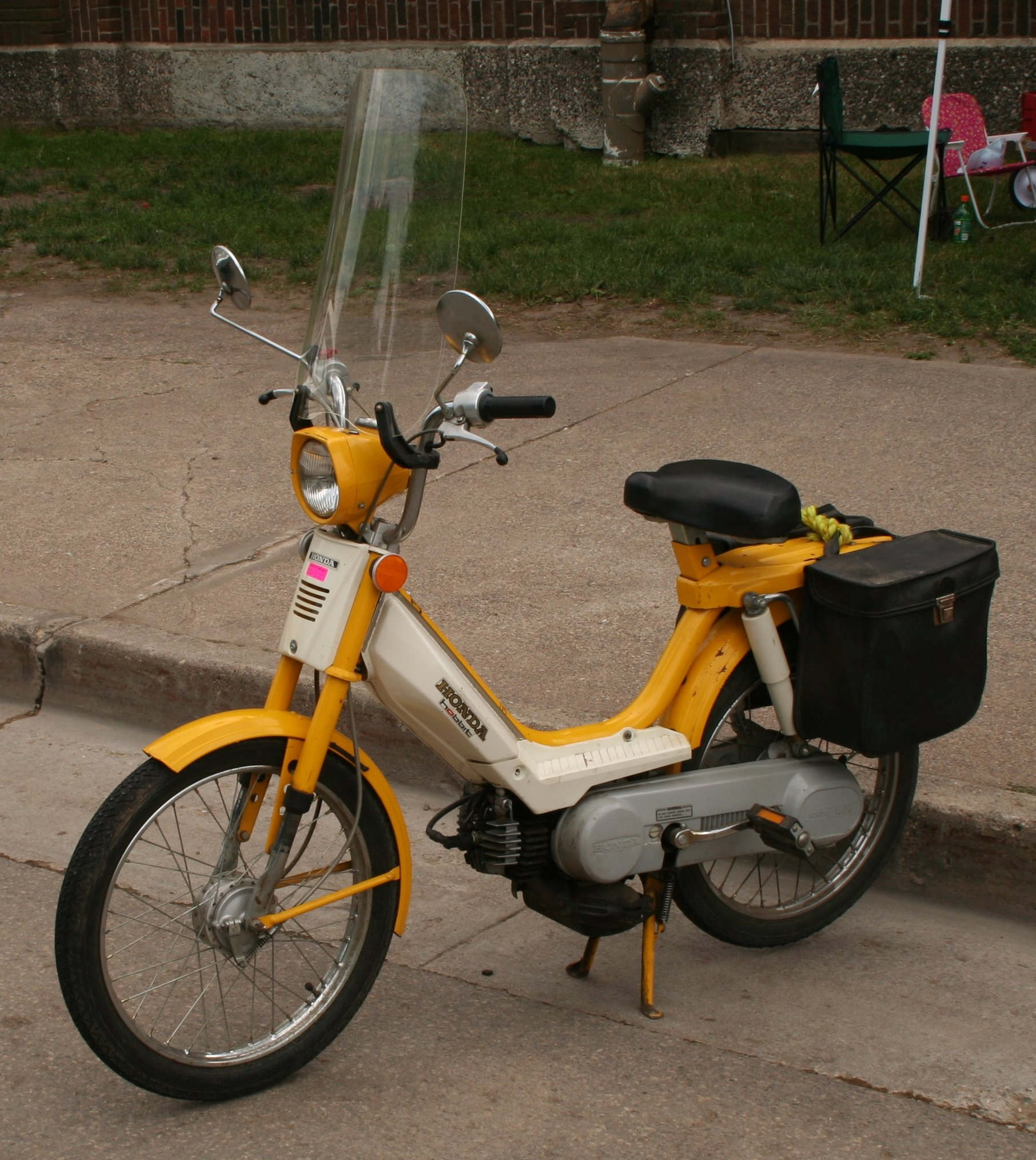
Honda PA50（英语：Honda PA50） moped
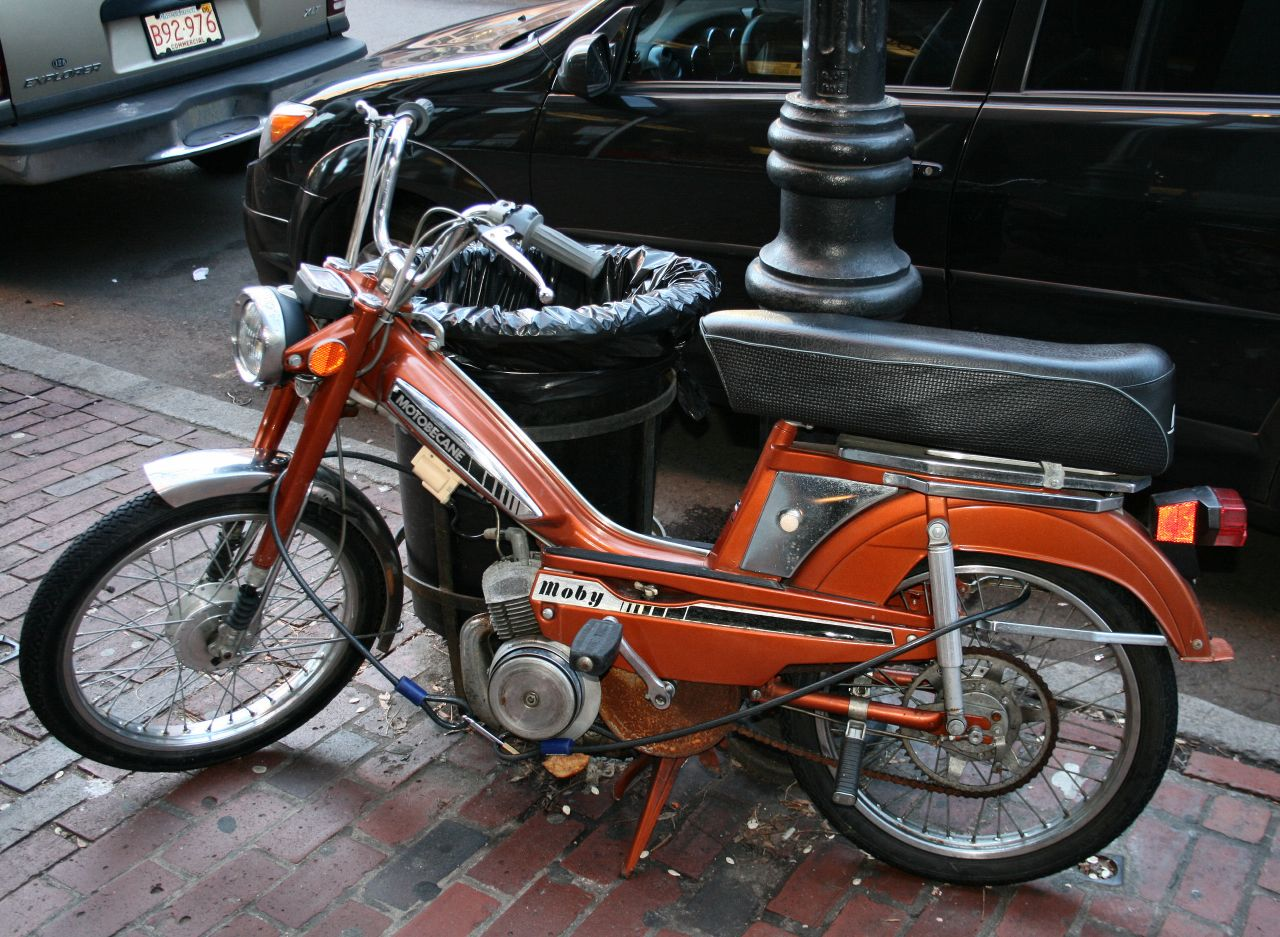
Motobécane（英语：Motobécane） Moby moped
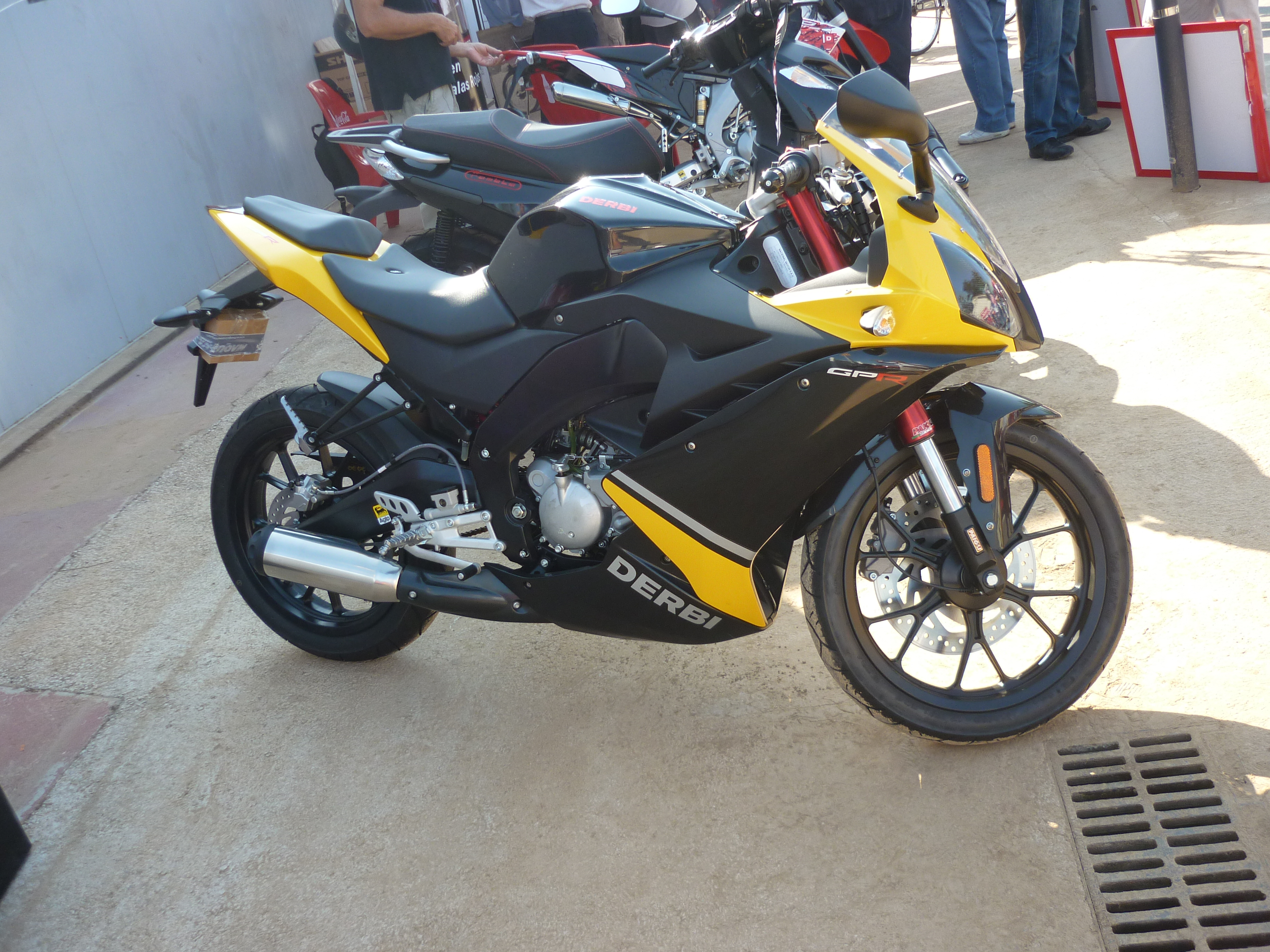
Derbi（英语：Derbi） GPR 50 sport moped
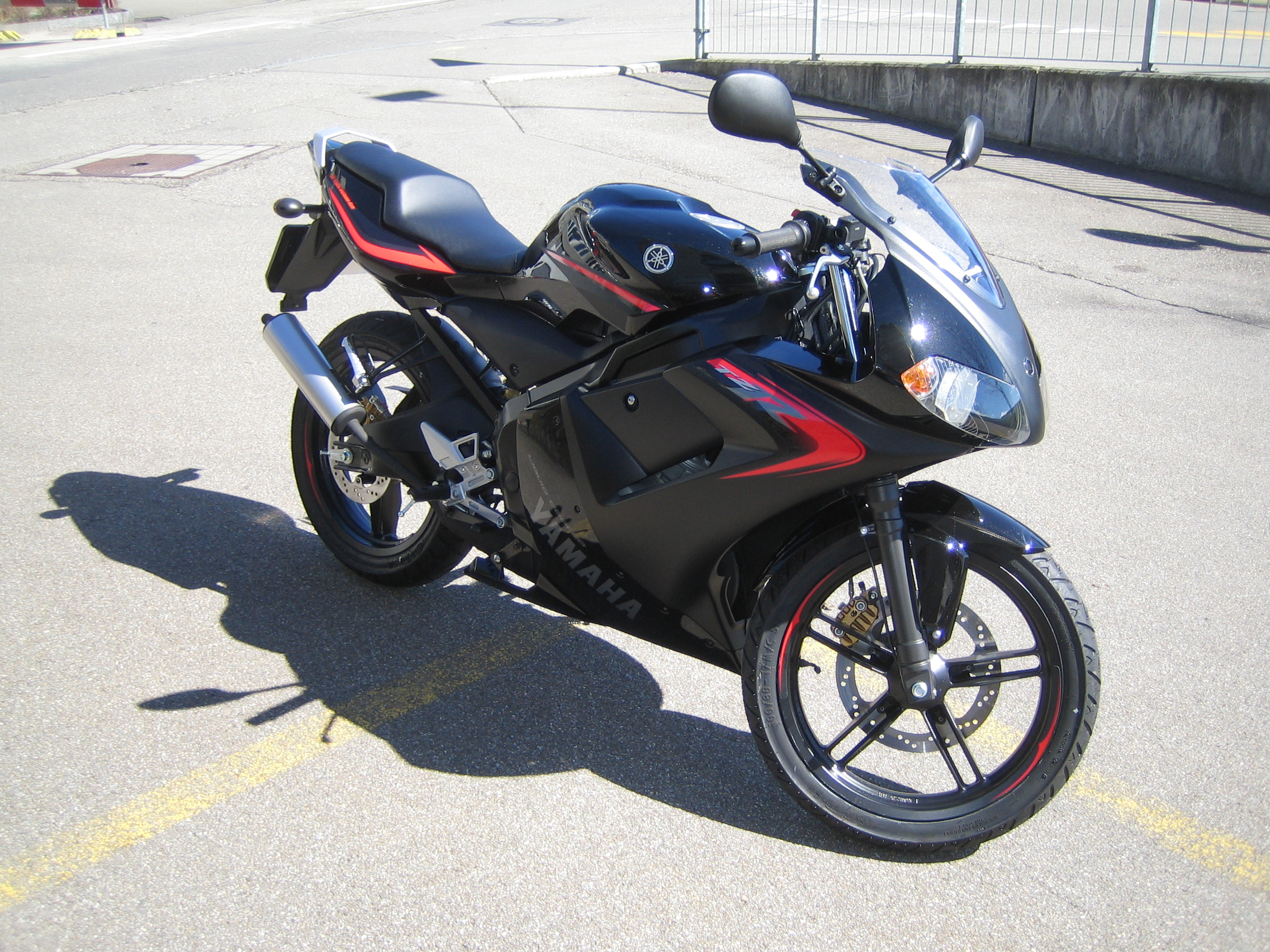
Yamaha TZR 50 sport moped

## 三輪摩托車
三輪摩托車是指一個輪胎在前、兩個輪胎在後的摩托車，倒三輪摩托車則是指兩個輪胎在前、一個輪胎在後的摩托車，這類型的摩托車可以是基於電動車、摩托車、速克達或汽車引擎，但仍保留許多自行車、摩托車或速克達的工藝設計。

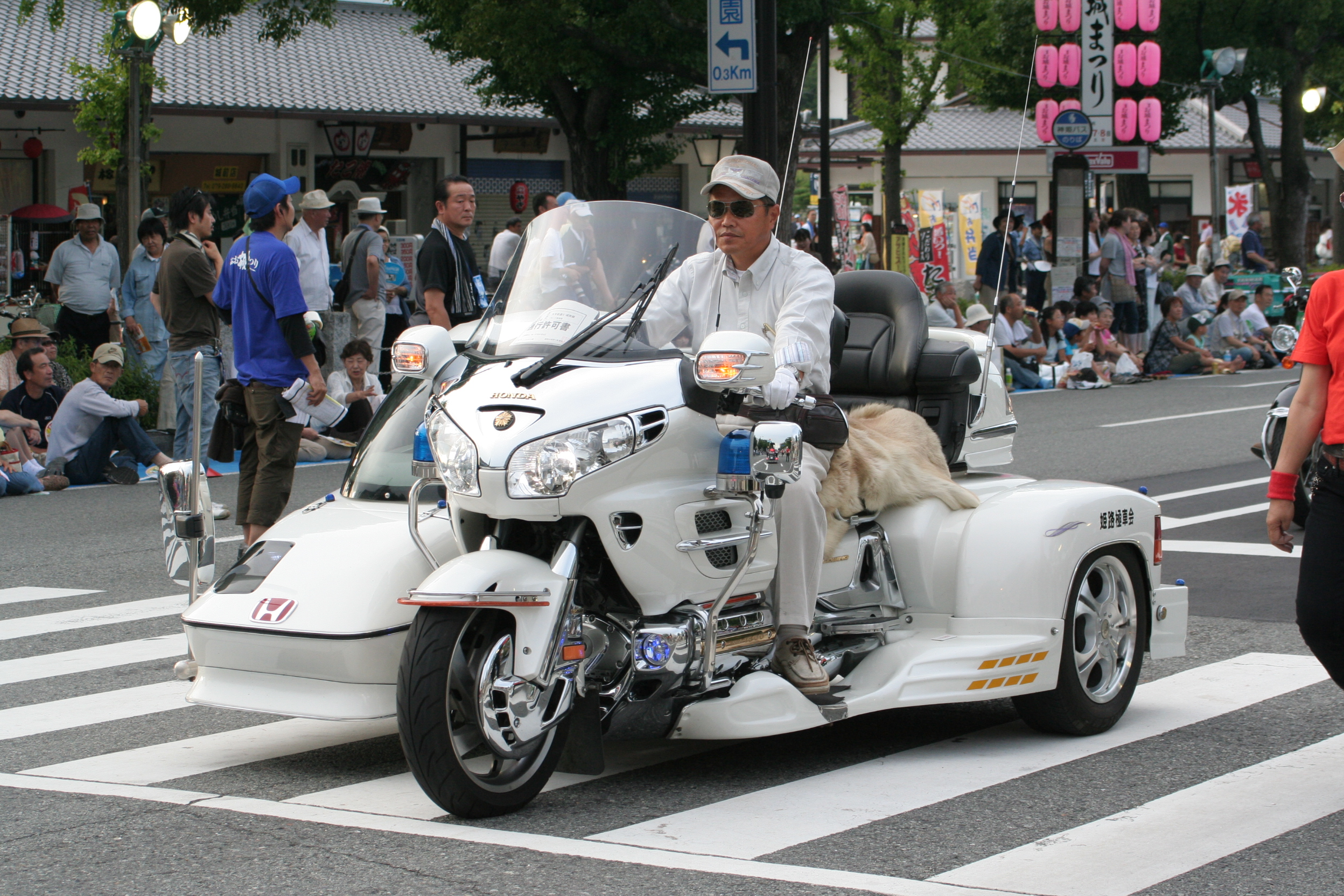
本田三輪摩托車附邊車

邊車是指在二輪摩托車側邊加裝挎斗的摩托車，附邊車的摩托車稱為「附側車摩托車」、「挎斗摩托車」或「邊三輪摩托車」，俗稱「邊三」或「挎子」；嘟嘟車則是指東南亞、南亞、非洲和中南美洲等地區的三輪出租車，有部份是從摩托車改裝而成，也稱為「機動人力車」。

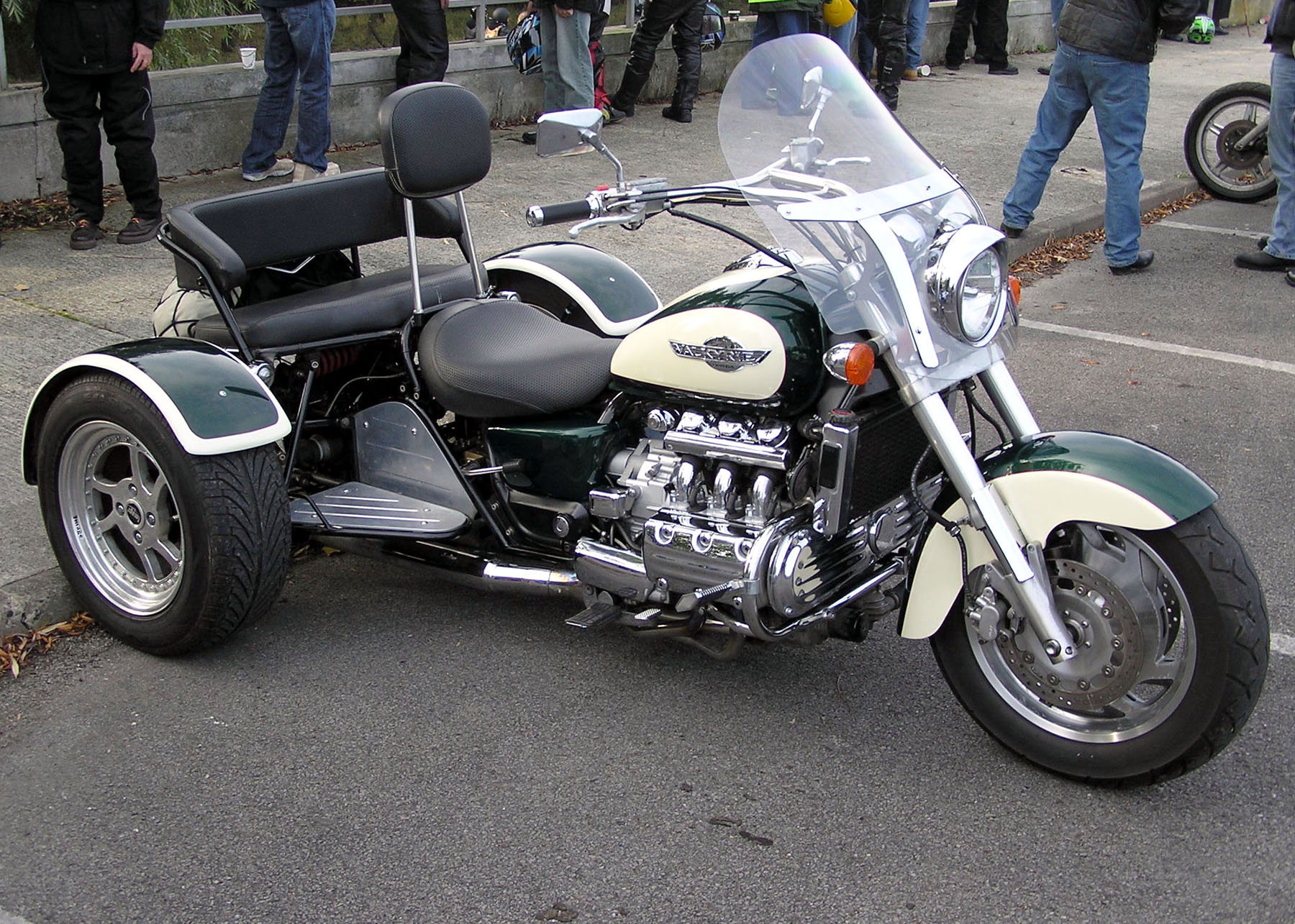
Honda Valkyrie（英语：Honda Valkyrie） trike
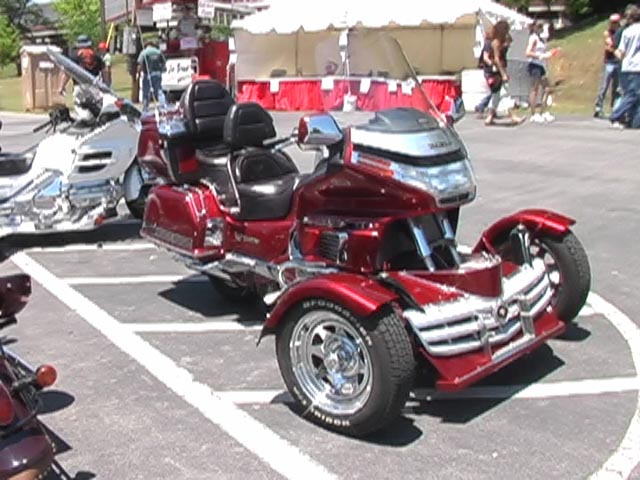
Honda Gold Wing reverse trike
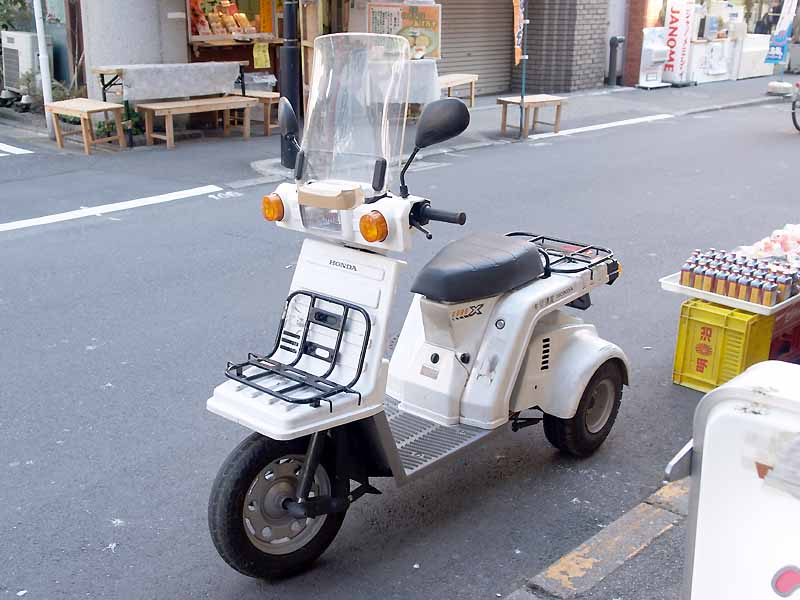
Honda Gyro-X
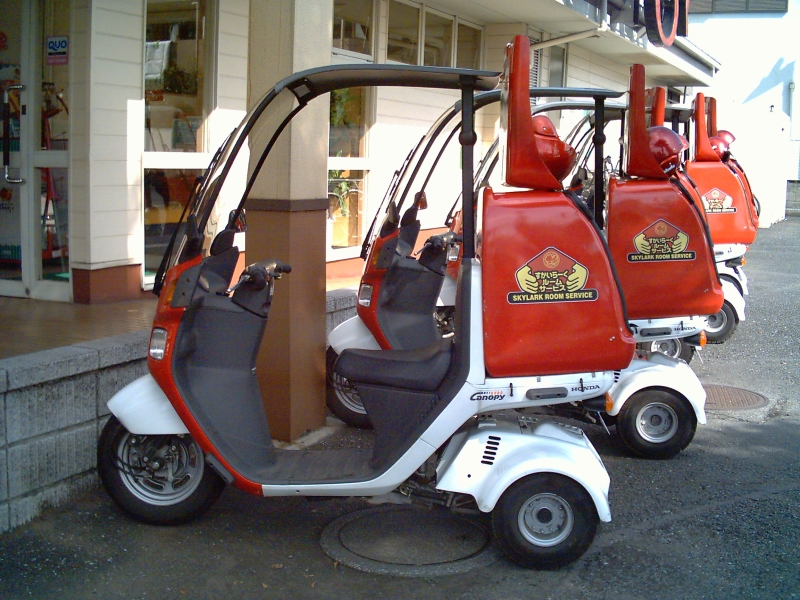
Honda Gyro Canopy
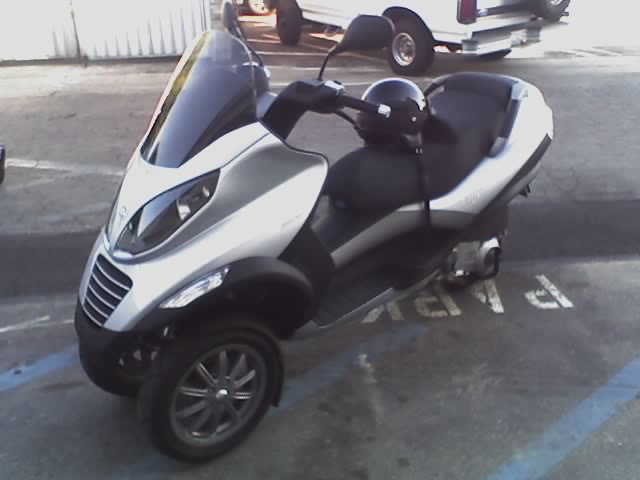
Piaggio MP3（英语：Piaggio MP3）
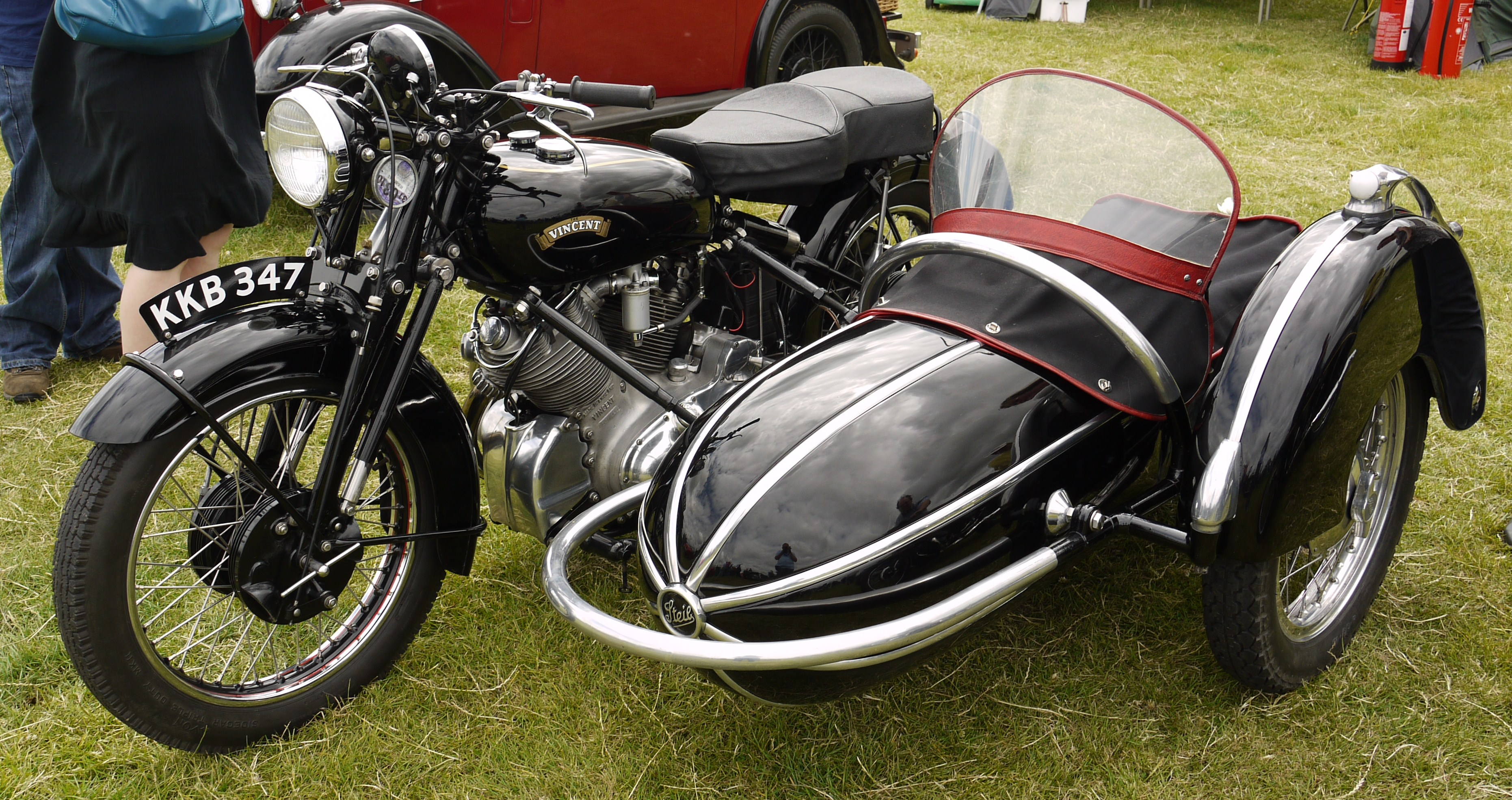
英國摩托車附邊車
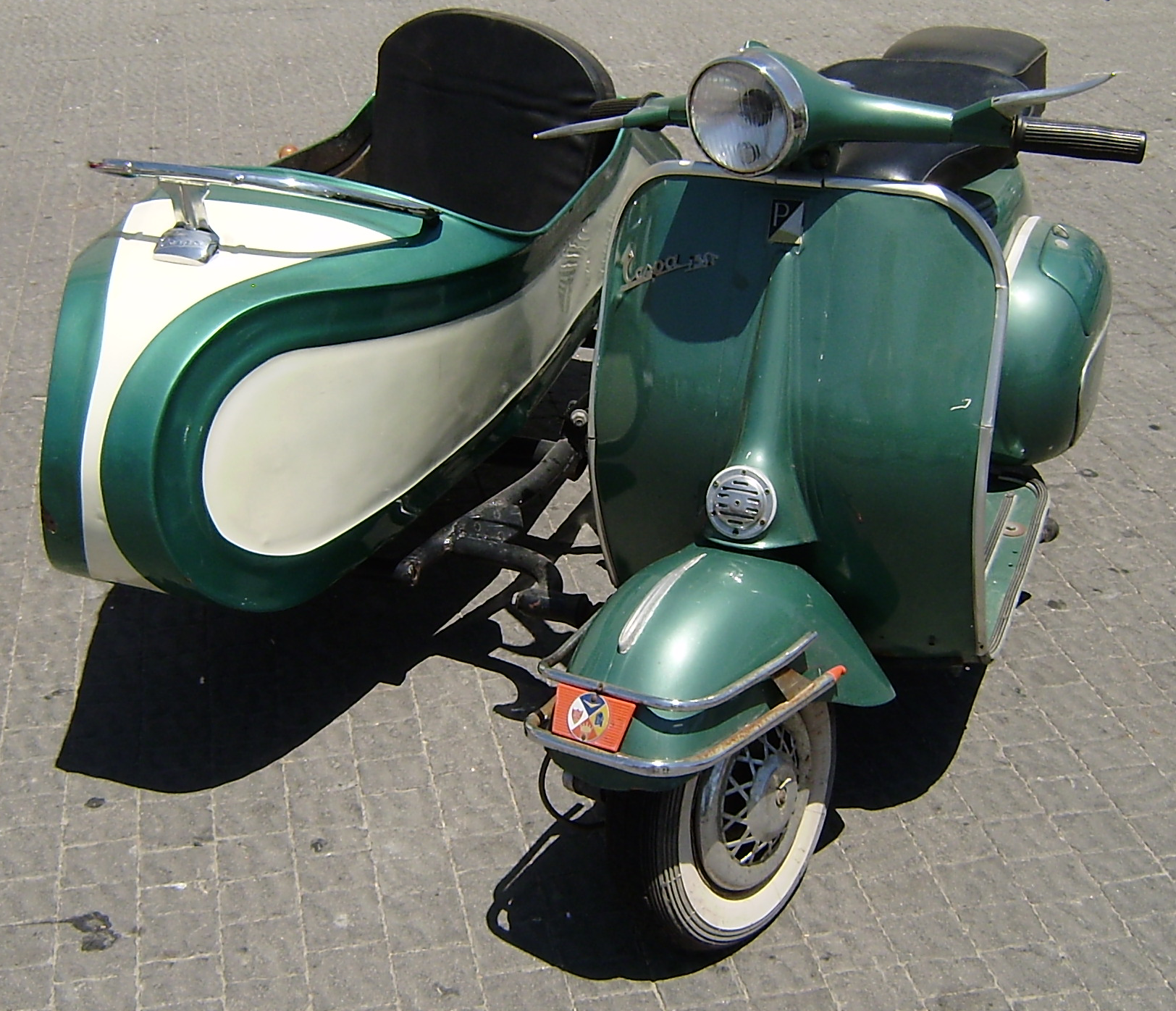
偉士牌摩托車附邊車

## 復古和改裝摩托車

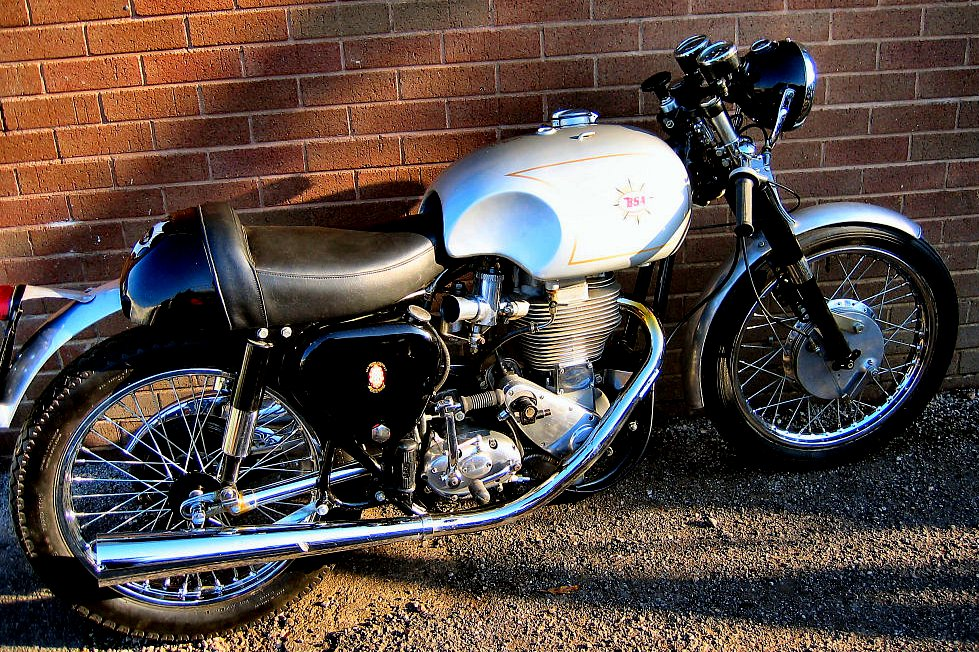
BSA Goldstar 500 café racer

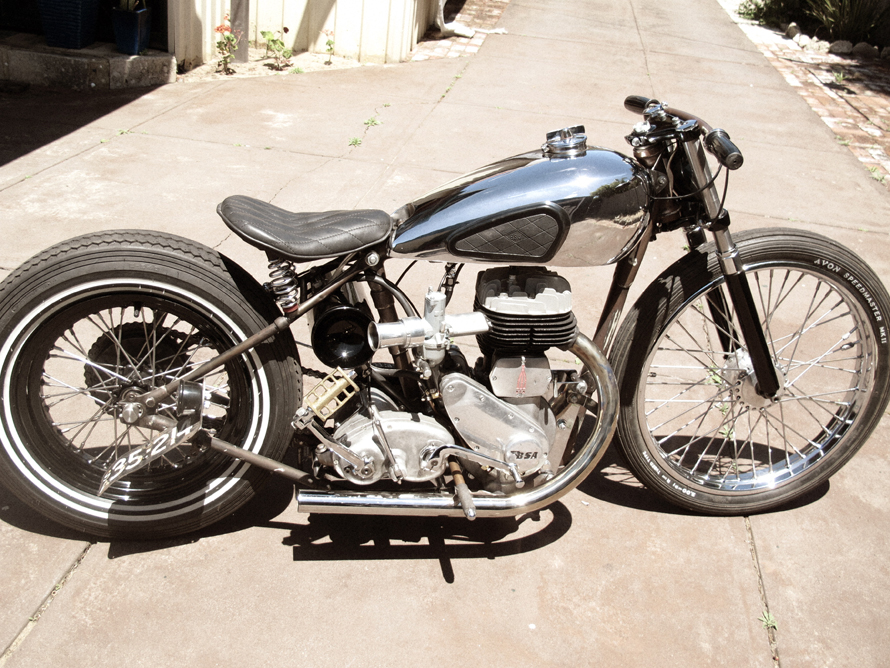
BSA M20 bobber

復古、復刻或仿古摩托車是模仿「舊式」或「經典」摩托車風格的款式，可以是量產車型的改裝，或是經典摩托車型號的復刻版，相關的形容詞稱為「retro bike」、「vintage-style」、「modern-classic」、「old-look」、「old school」、「classic」、「vintage」或「older bike」等；歐美復古摩托車的風格有「cafe racer」、「scrambler」、「tracker」、「brat-style」、「chopper」、「bobber」等類型。
- Café racer — 源自英國的摩托車文化，追求的是輕量化、速度和操控感，特徵是細長而有凹陷的油缸、較低的車把和單座的駝峰座位。[23]
- Scrambler — 有高置的排氣喉和粗花紋的輪胎，也就是復古的越野摩托車。
- Tracker — 源自美國的賽車文化——「track racing」，有強調操控感的寬把手和細小的油缸，現在通常指的是「street tracker」。
- Brat-style、brat-bob — 源自日本的改裝文化，主要是日本製造的摩托車，以細窄和小巧為美。
- Chopper — 源自美國的摩托車文化，有超長前叉、超高車頭、縮小油缸、靠背座位和短車尾的巡航車。[24]
- Bobber — 拆除前擋泥板和多餘的車身設備、縮短後擋泥板，並強調輕量化的巡航車，後來發展出「American bobber」、「European bobber」和「Japanese bobber」的類型；「美國」着重於視覺衝擊、「歐洲」趨向於速度、「日本」會較為細窄。[25]
- Street cub — 復古改裝的本田小狼。
- Mod style — 復古改裝的偉士牌或蘭美達摩托車。
- Bullet bike — 舊時用來形容追求高性能的公路摩托車。
- Rat bike（英语：Rat bike） — 強調實用性和低廉成本，因此產生出暗啞、破舊和低調的風格。
- Streetfighter（英语：Streetfighter (motorcycle)） — 拆除整流罩、加裝大前燈、直立車把、響亮消音器的運動型摩托車。

2000年代初期的日本復古摩托車是由日劇《美麗人生》引領風潮，劇中男主角木村拓哉駕駛一部改裝的Yamaha TW200，不僅讓這款農用摩托車紅透日、中、港、台和東南亞地區，也讓這類原本樸實、廉價和低規格的摩托車獲得騎士們的青睞，這類型的熱門車款在日本稱為「suka-tune」。
改裝文化的相關術語，有如：「custom」形容的是展示手工和個人風格的改造、「modified」着重於個人需求和性能方面的改裝、「tuning」指的則是性能方面的調校；此外，「cutdown」是以拆除車身外殼來達到輕量化為主、「low-down」的特徵是加長輪距和貼近地面的車身、「dress-up」則是展示絢麗奪目的車身彩繪和精緻的電鍍零件。

## 雙腳向前式摩托車

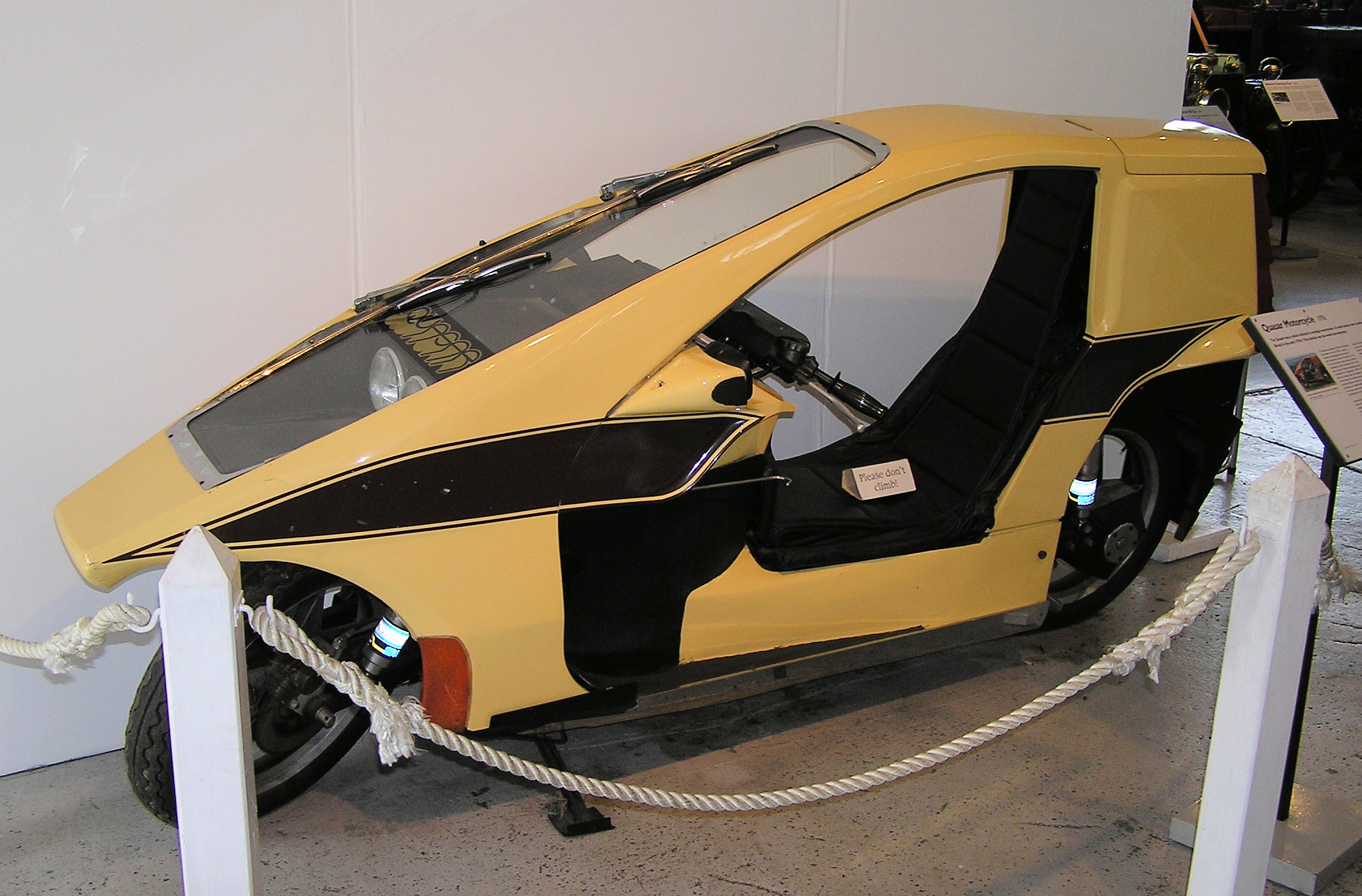
Quasar, an early FF motorcycle

雙腳向前、封閉或艙式摩托車（enclosed / feet forwards motorcycle，簡稱「FF」）是一種有車艙的二輪摩托車，駕駛者雙腳向前跨騎在摩托車時，呈現類似於開車的姿勢，包括有「包廂摩托車」和「流線型摩托車」兩種類型。
「包廂摩托車」（cabin motorcycle）有一個全罩或半罩的包廂把駕駛者保護在內，提供駕駛者一個更安全和舒適的操控環境；「流線型摩托車」（streamlined motorcycle）則是專門為摩托車速度記錄而打造的摩托車，有水滴狀外型和細小的輪胎，把駕駛者完全包覆在狹窄的車艙裏面。

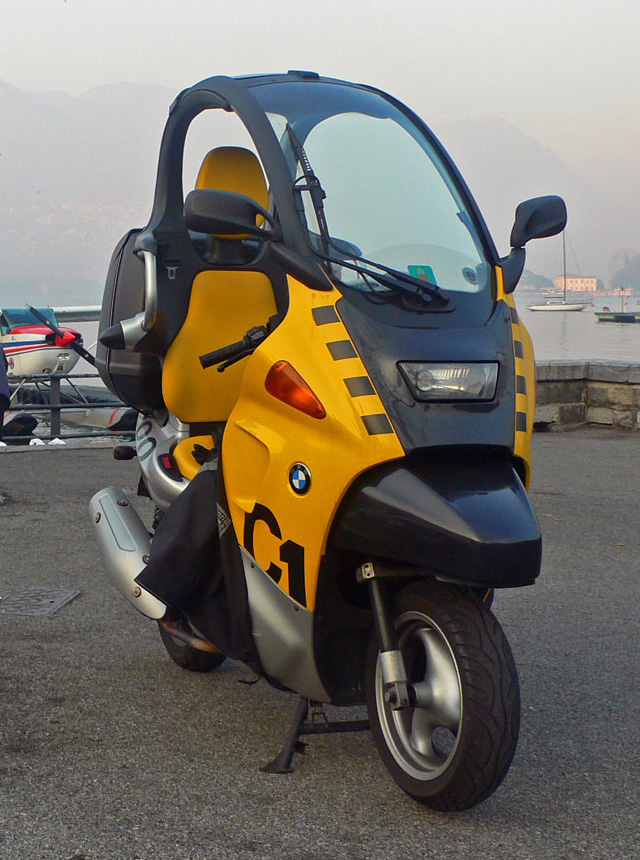
BMW C1（英语：BMW C1） cabin motorcycle
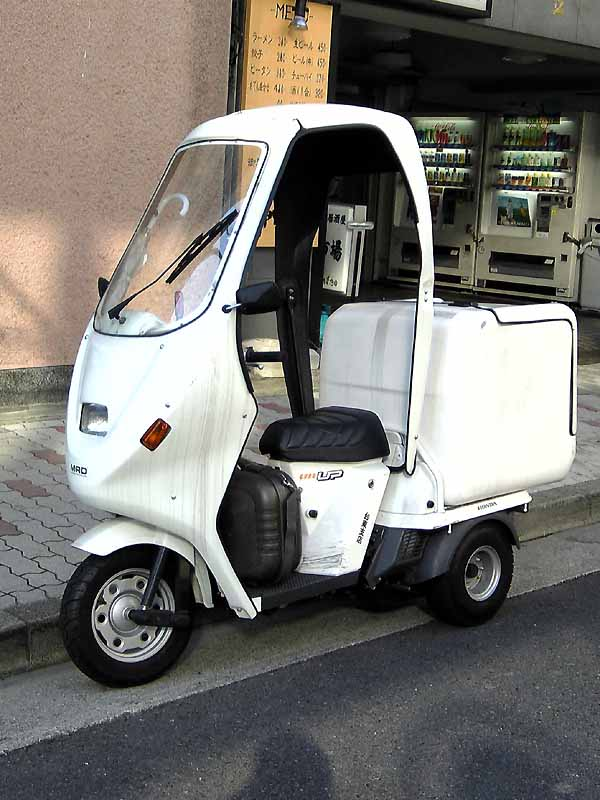
Honda Gyro UP（英语：Honda Gyro）
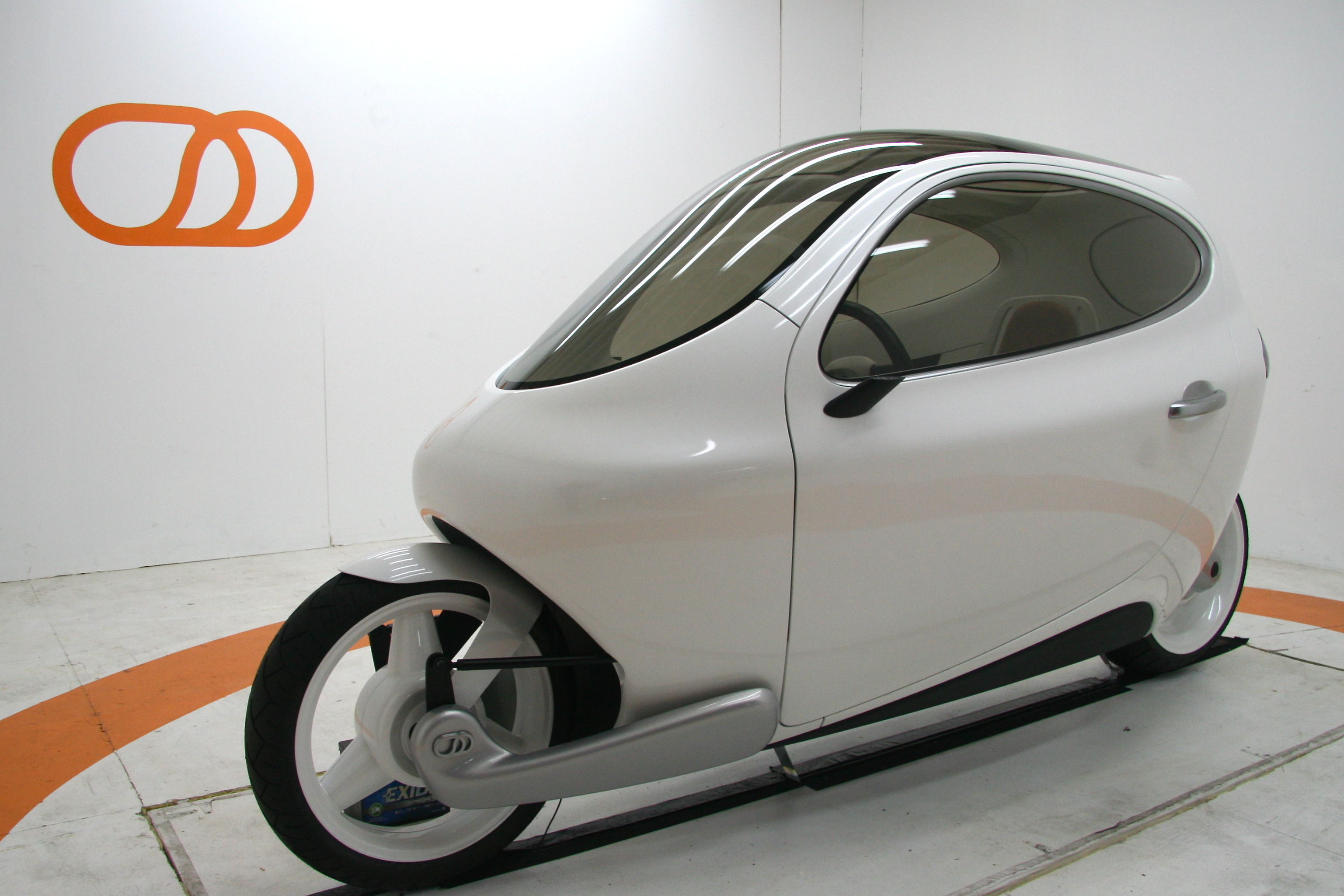
Lit Motors（英语：Lit Motors） C-1
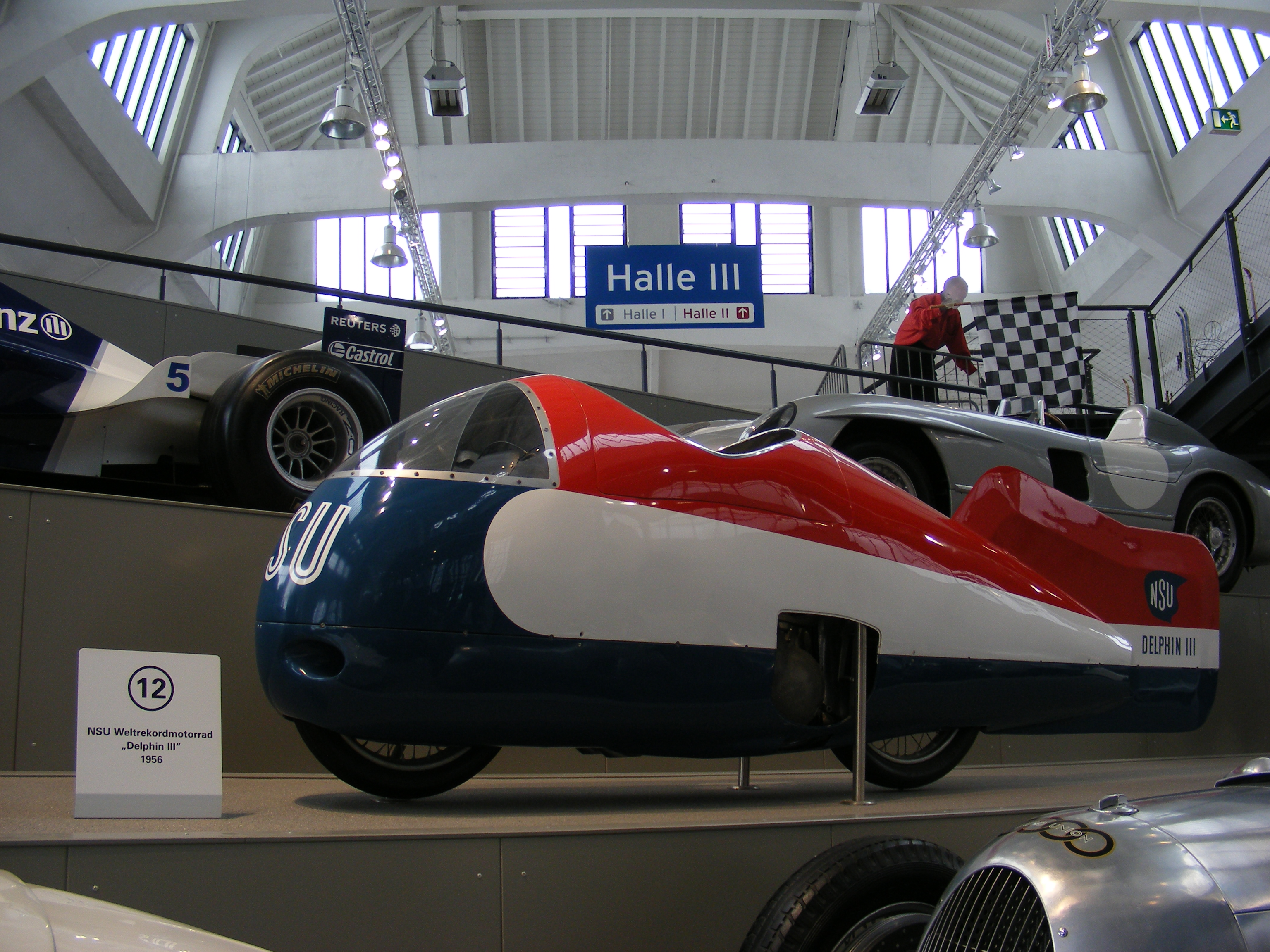
NSU Delphin III（英语：NSU Delphin III） streamliner

## 特殊用途摩托車
有些類型的摩托車是專門為特定的工作用途而生產（或改裝）的實用摩托車，例如：警車、消防車、救護車、血液車、軍用車、搶險車、郵政車、快遞車、外賣車、計程車和靈車，這類型的摩托車統稱為「公務車」或「商用車」。

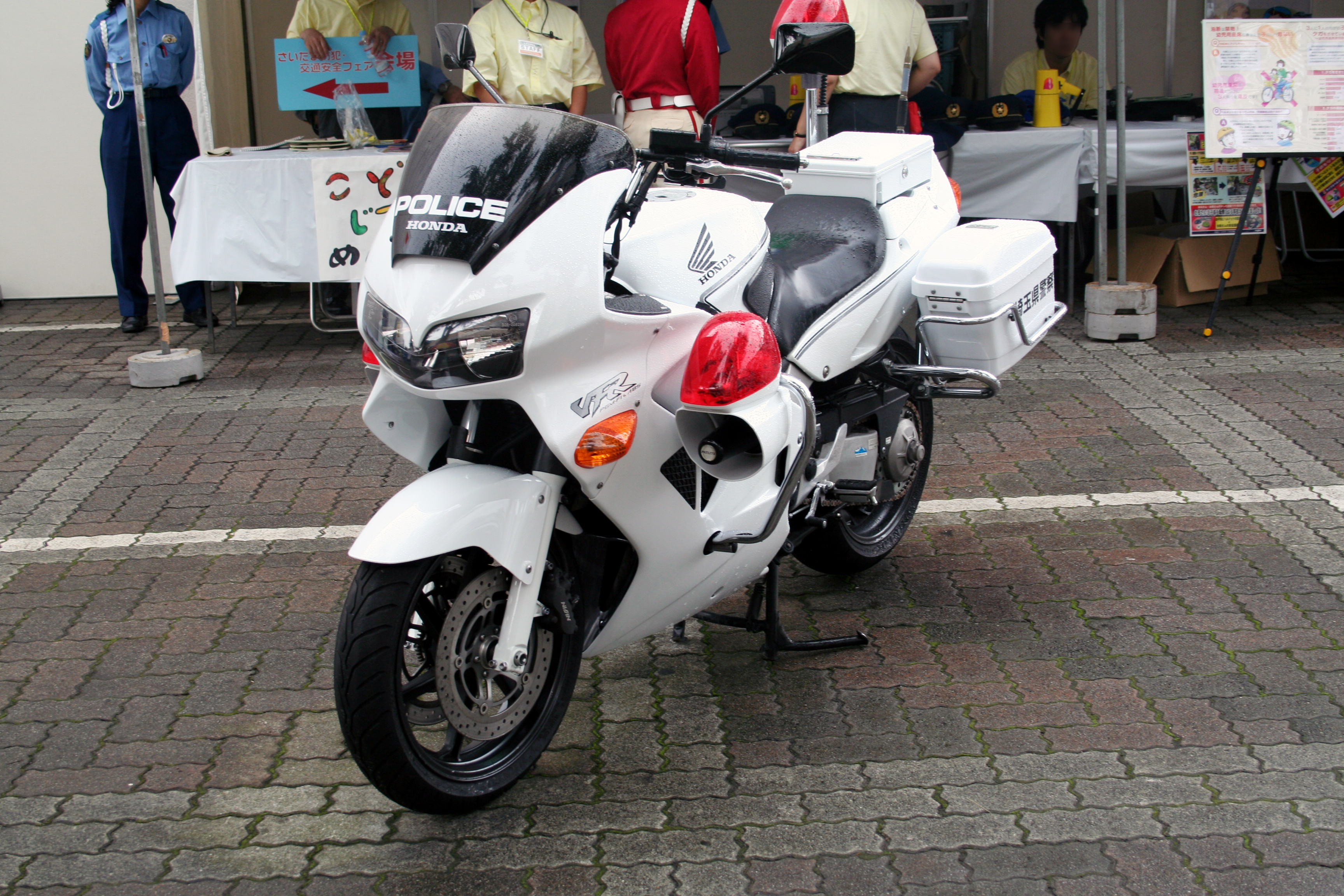
警用摩托車
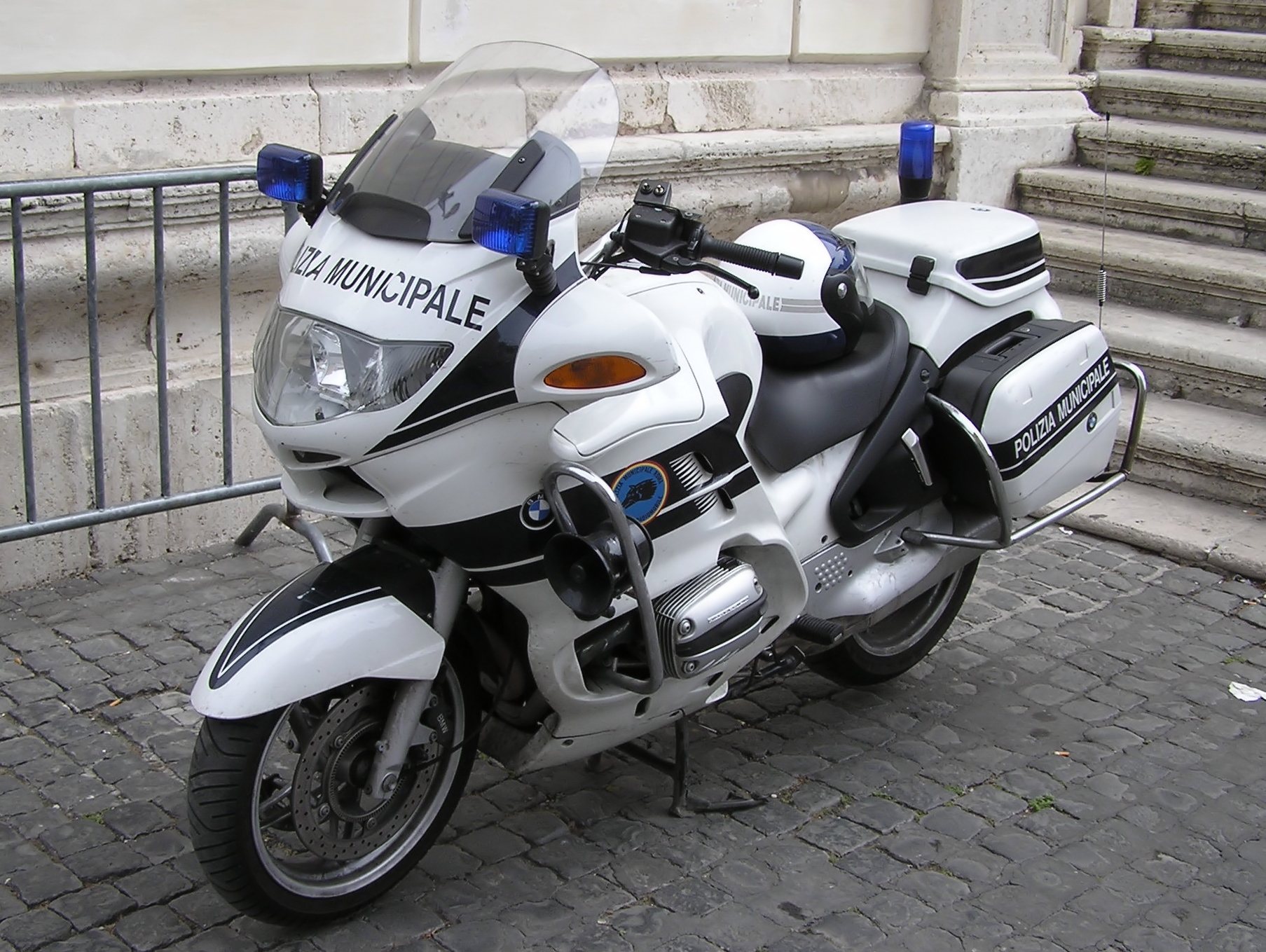
警用摩托車
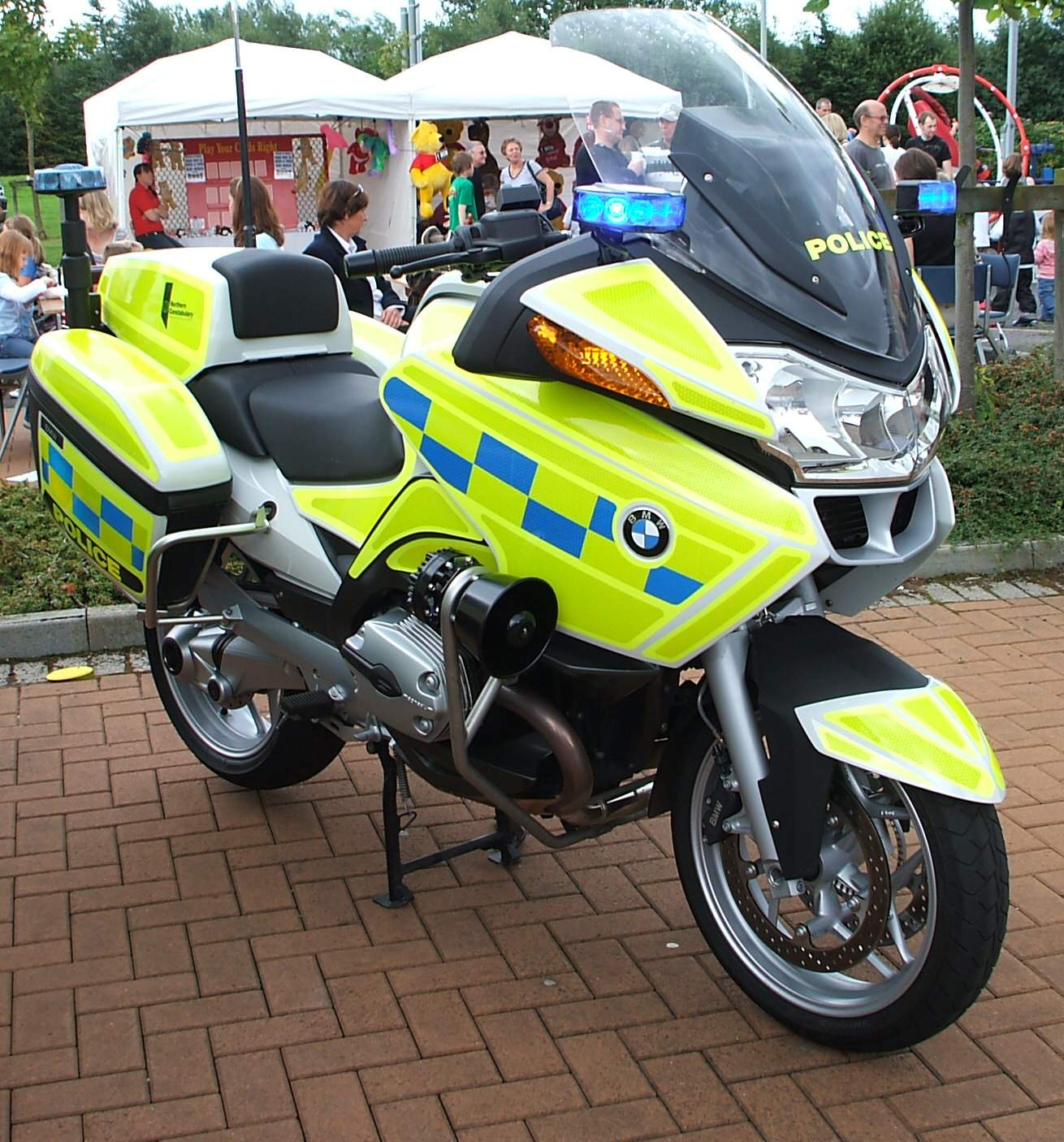
警用摩托車
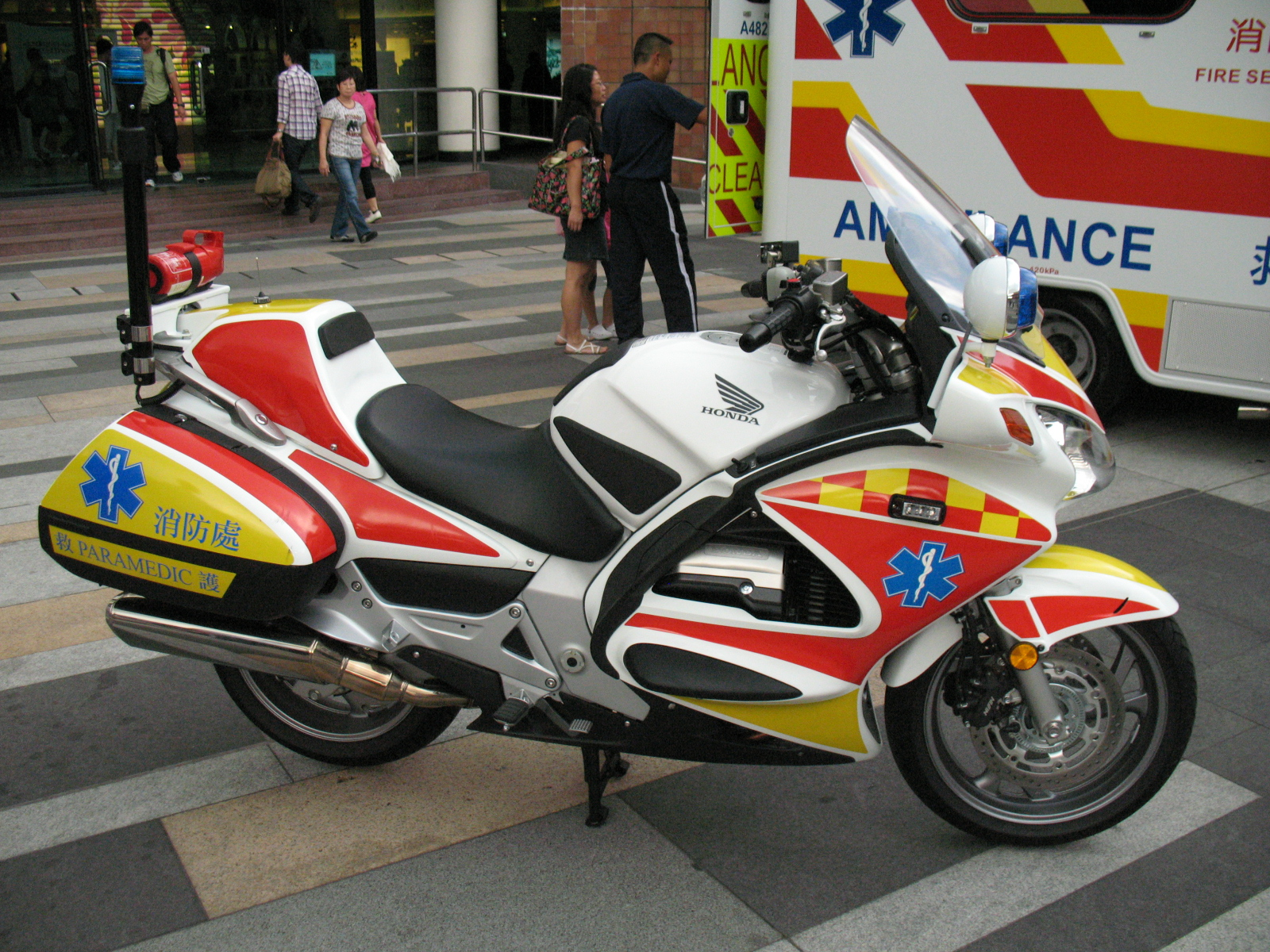
消防摩托車
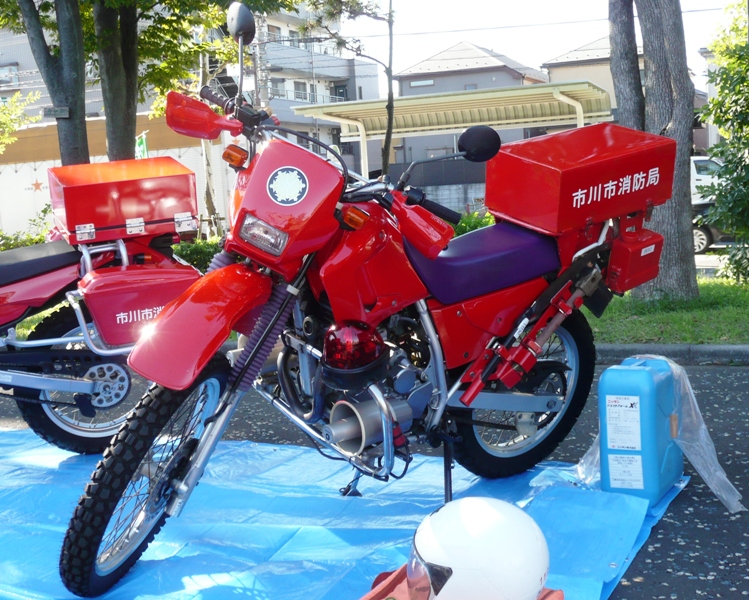
消防摩托車
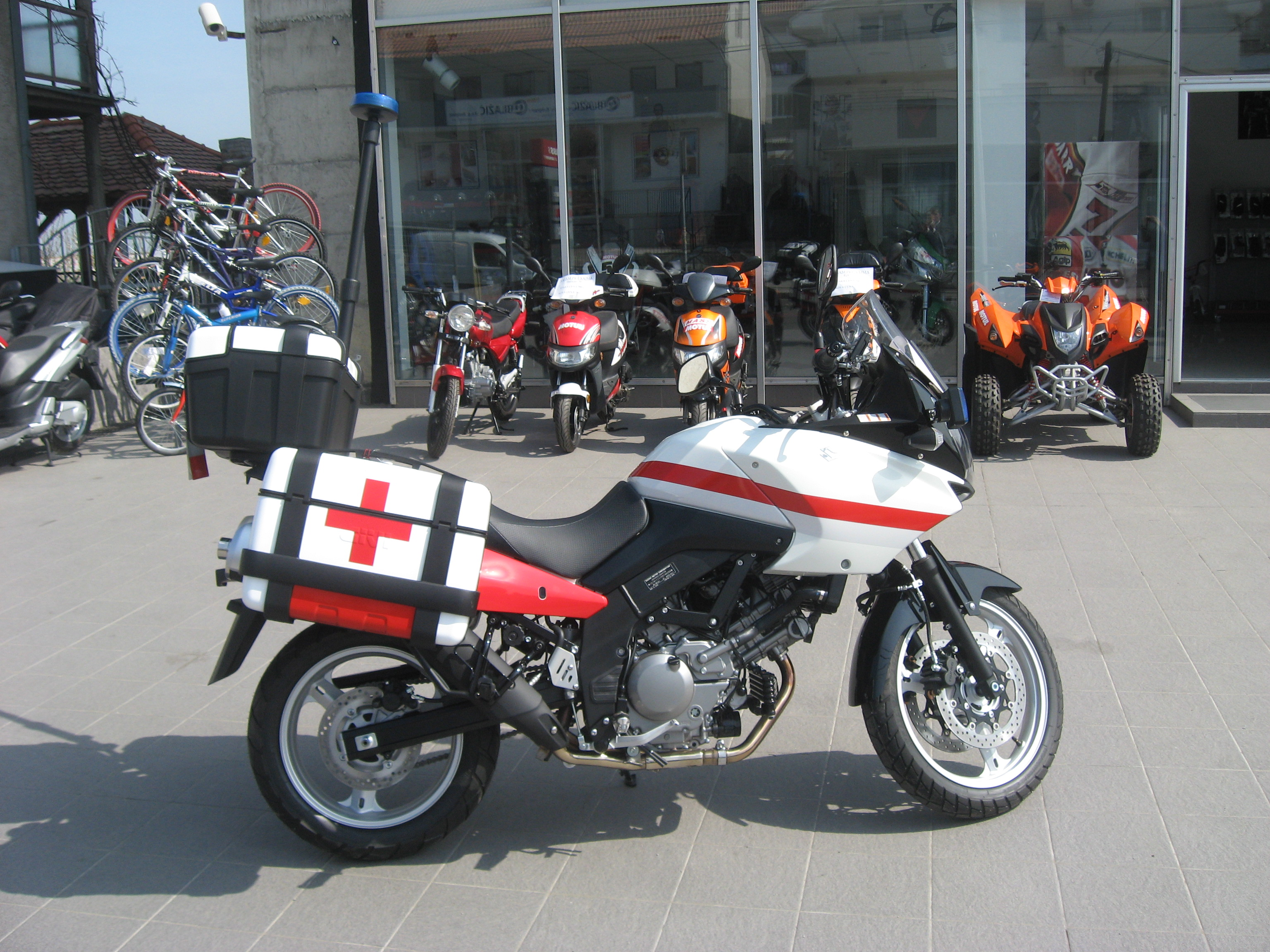
救護摩托車
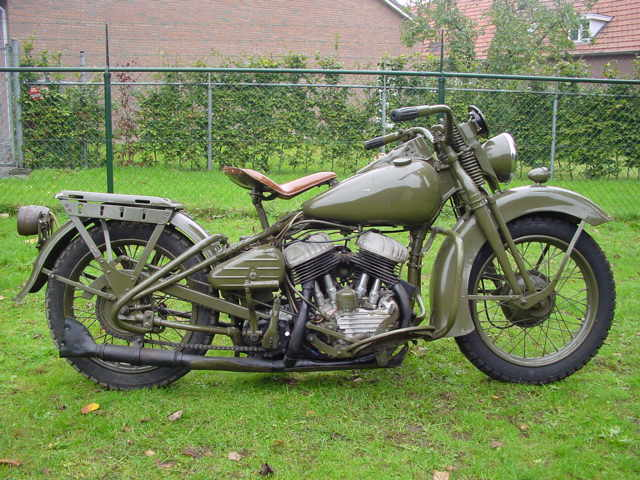
軍用摩托車
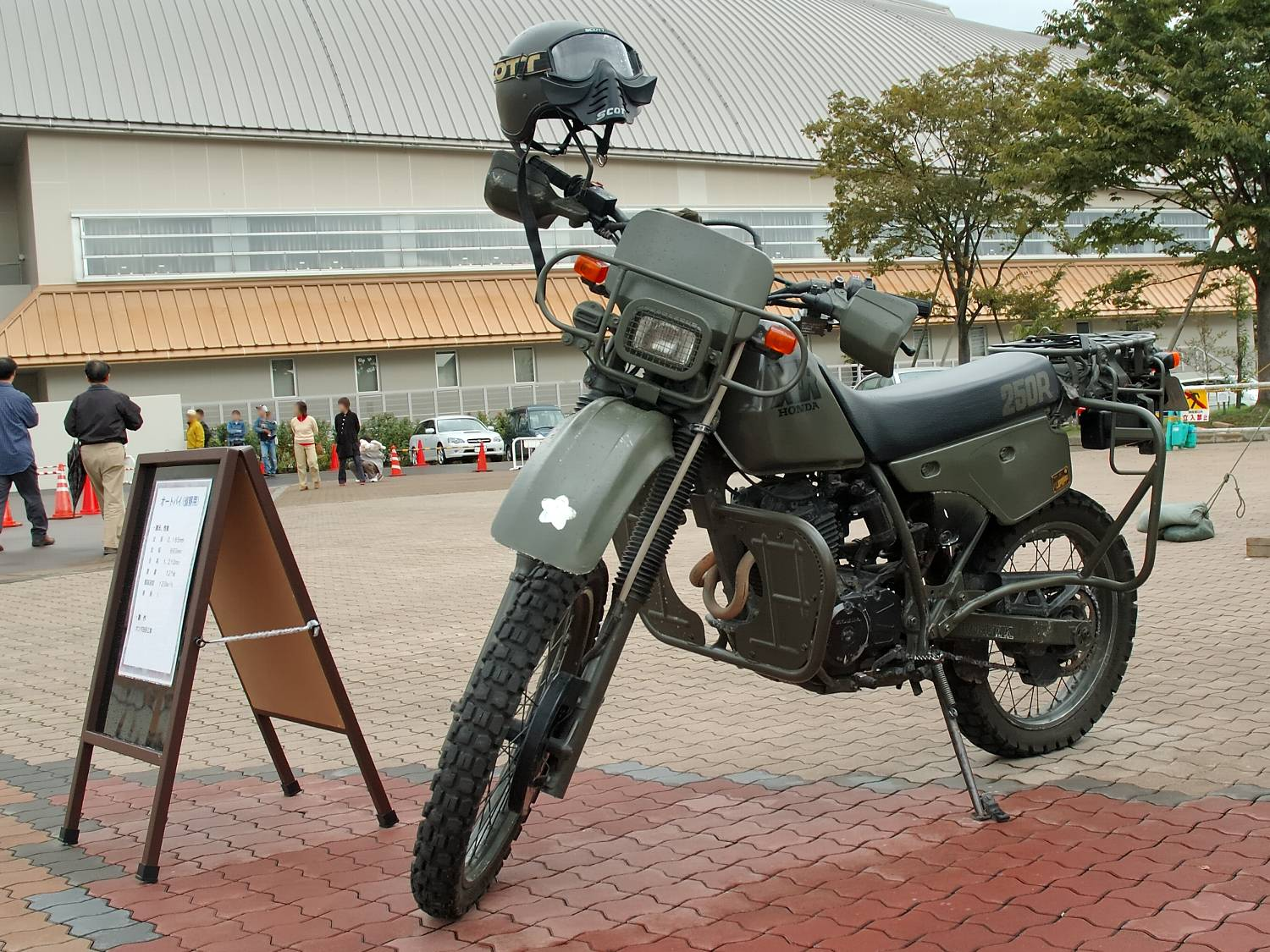
軍用摩托車
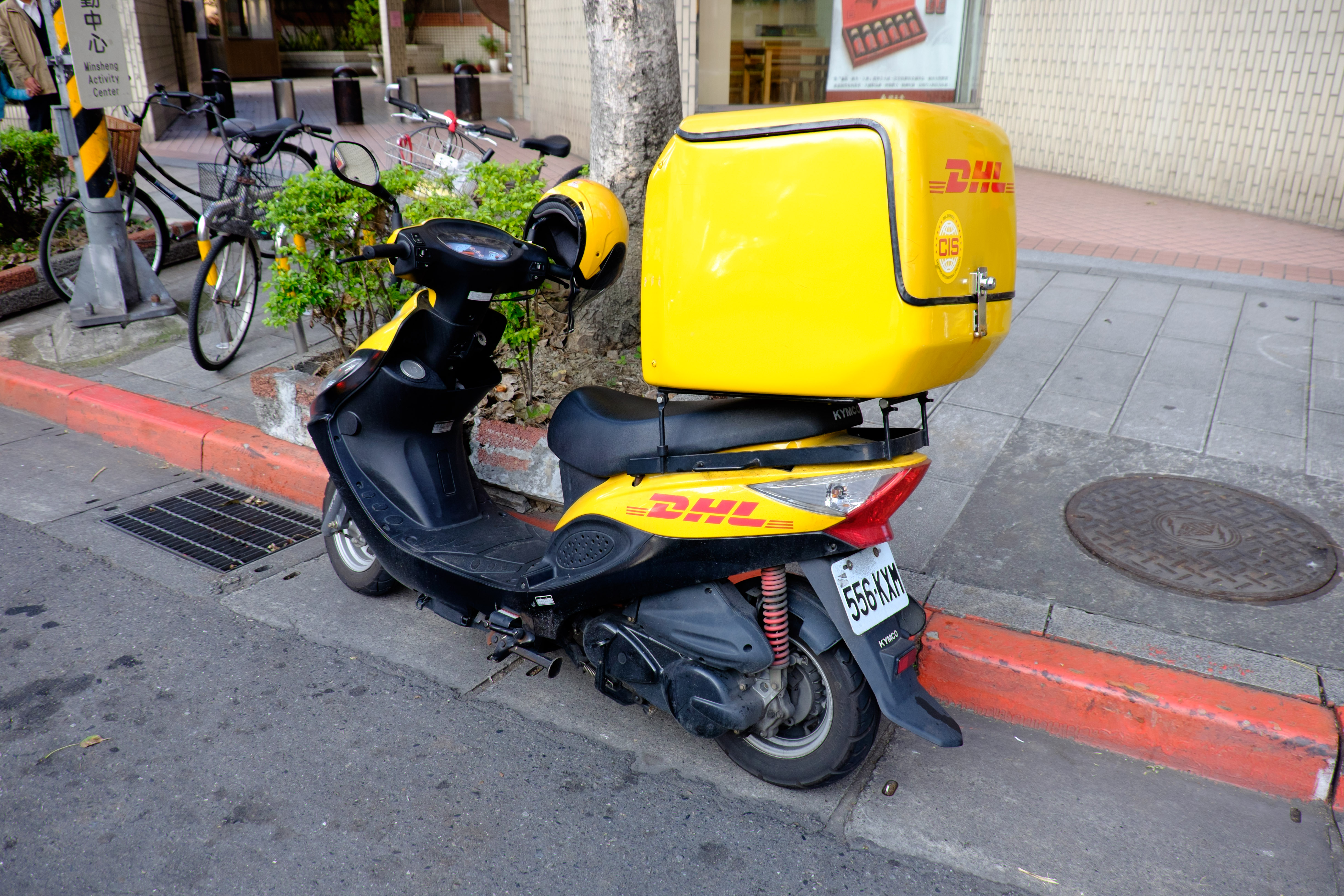
敦豪光陽快遞摩托車
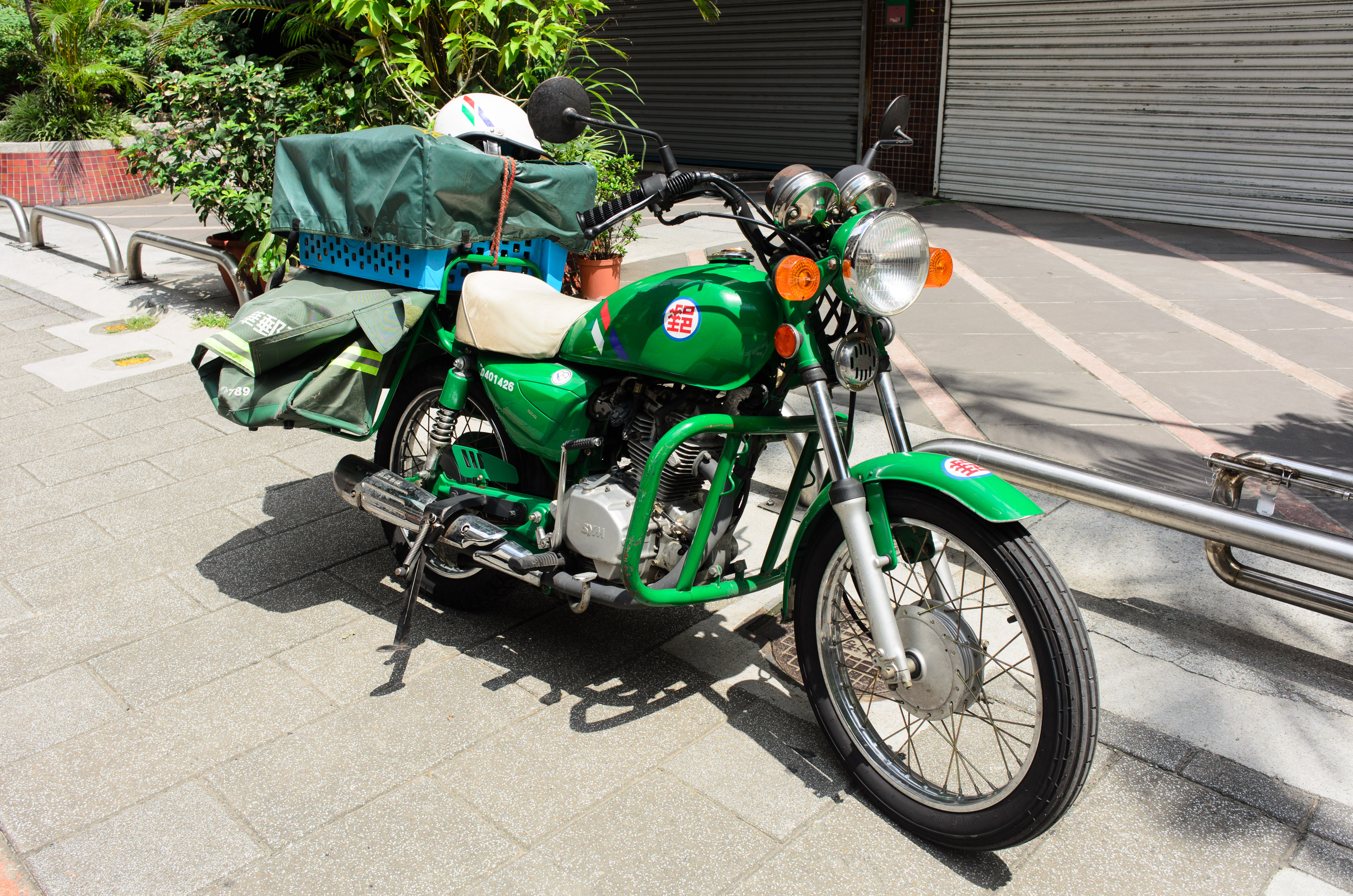
野狼125郵政摩托車
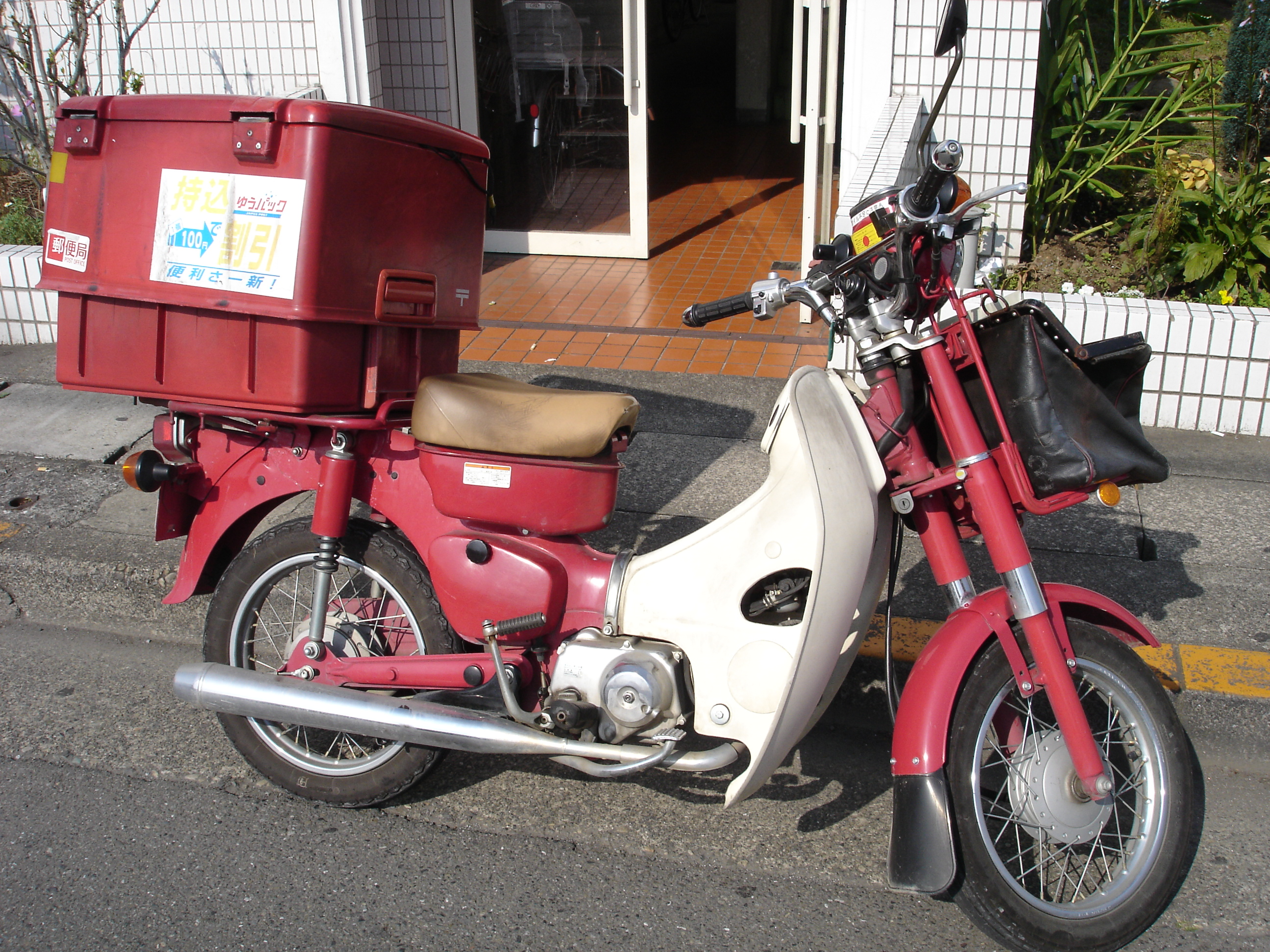
本田小狼郵政摩托車

## 其它
有些製造商生產的特殊用途車輛，或是其它類型的交通工具，具有類似於摩托車的外型和操控感，這些交通工具可能運用自行車、摩托車或速克達的工藝技術，或者是裝備了摩托車的引擎，但在法理上不能歸類（或無法完全歸類）為摩托車，其中可能也包含保險的問題。相反，一些個人代步工具在某些國家的現有法律下，被定義為動力車輛，需要接受與摩托車同等的法律規範，因不符合規例的要求而被明令禁止。

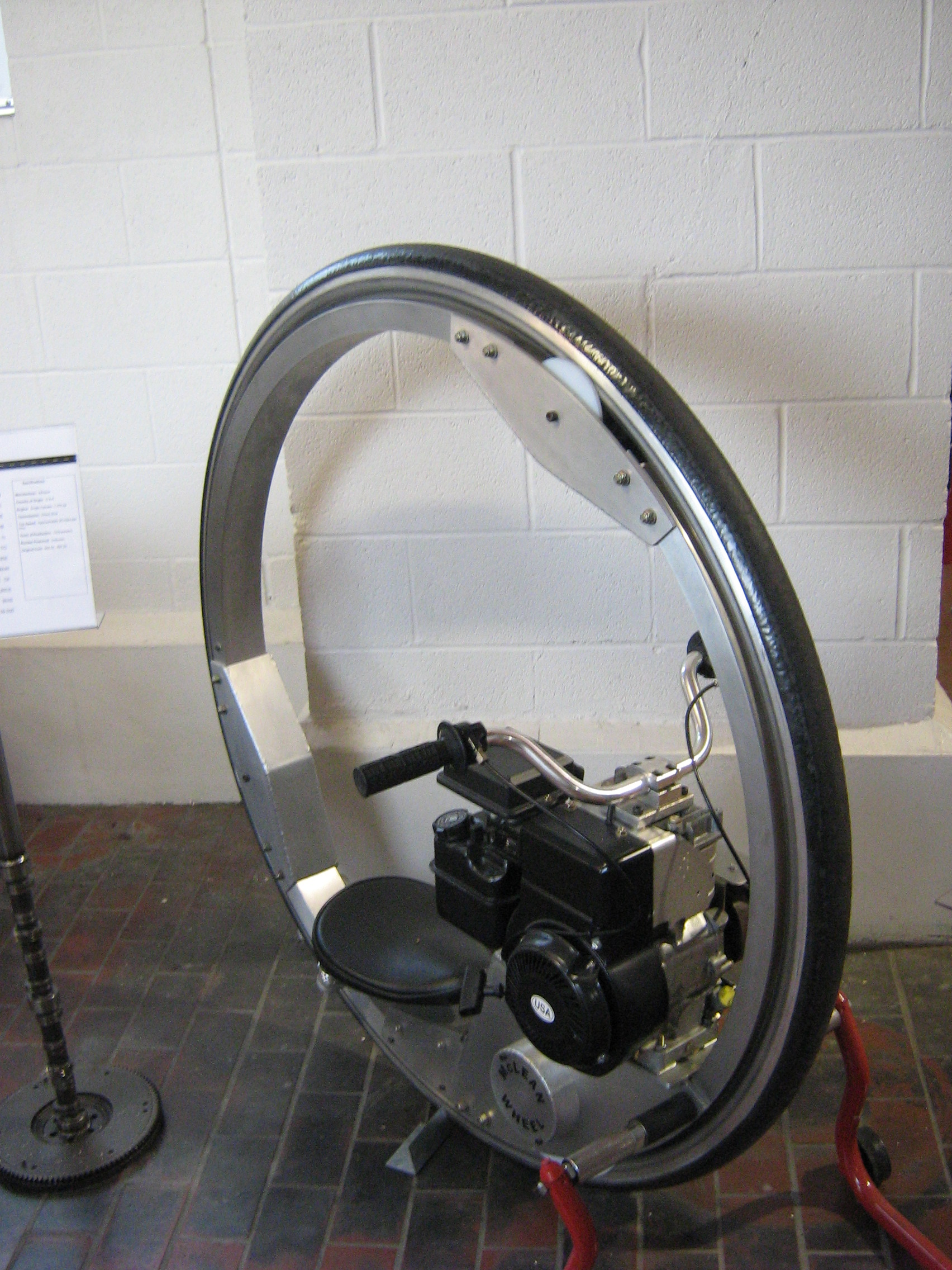
Monowheel（英语：Monowheel）
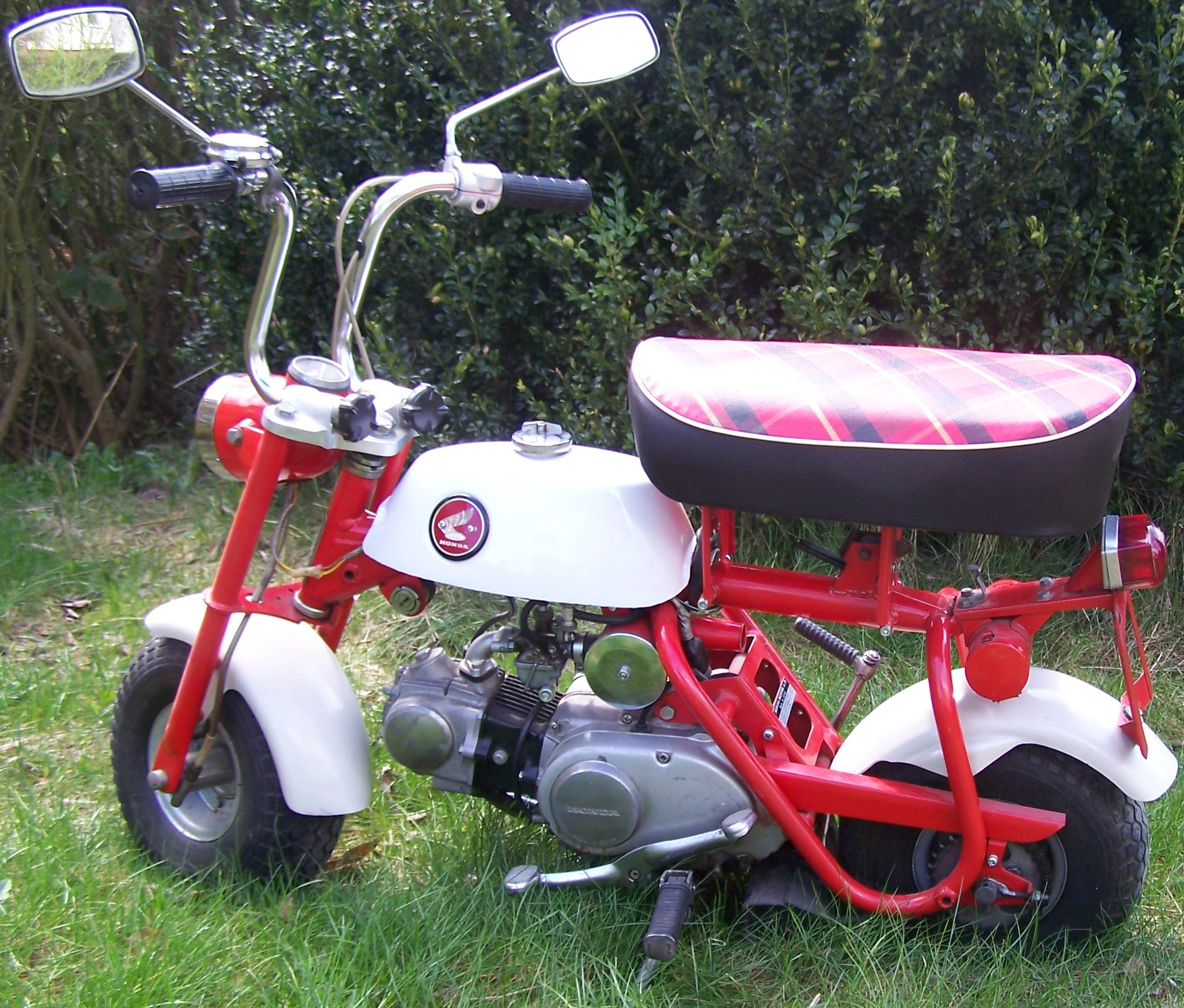
迷你摩托車
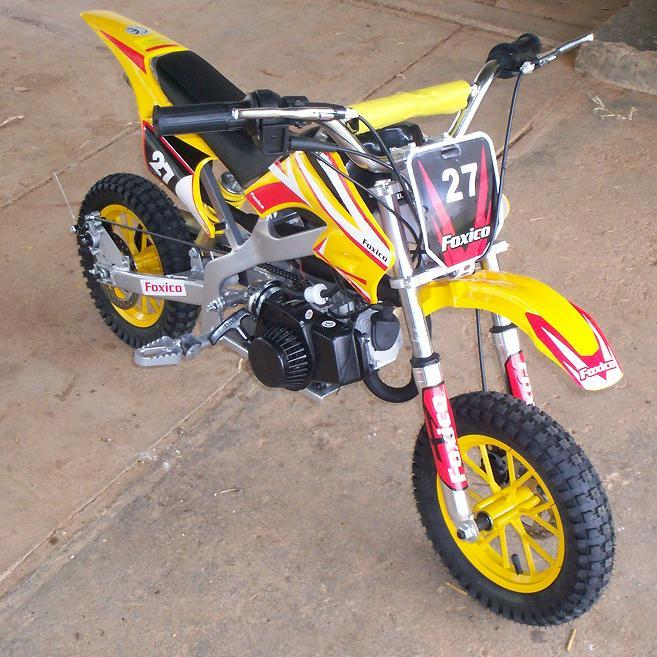
袖珍摩托車（英语：Pocket bike）
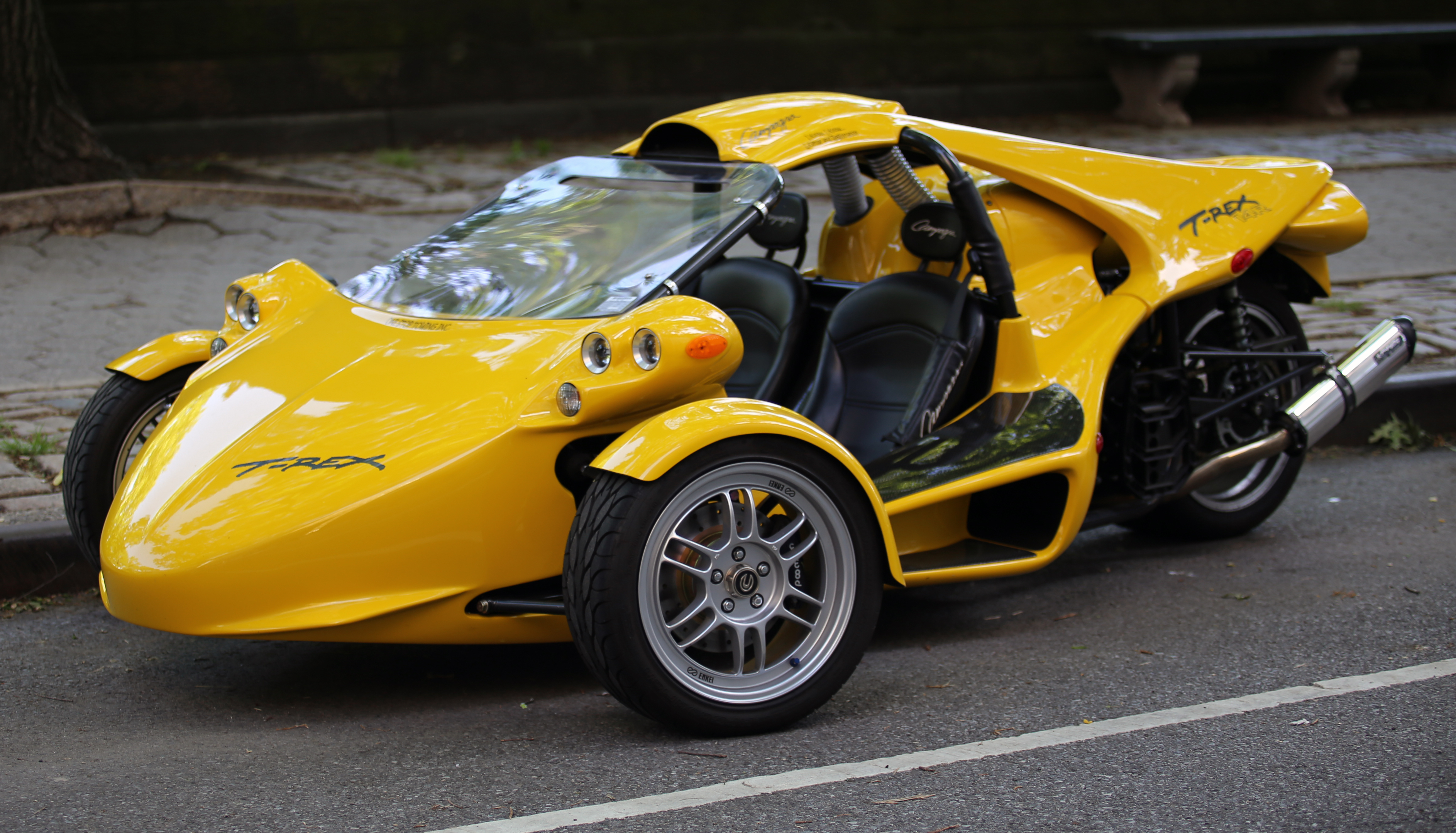
機動三輪車，部分款式歸類為摩托車、部分款式歸類為汽車
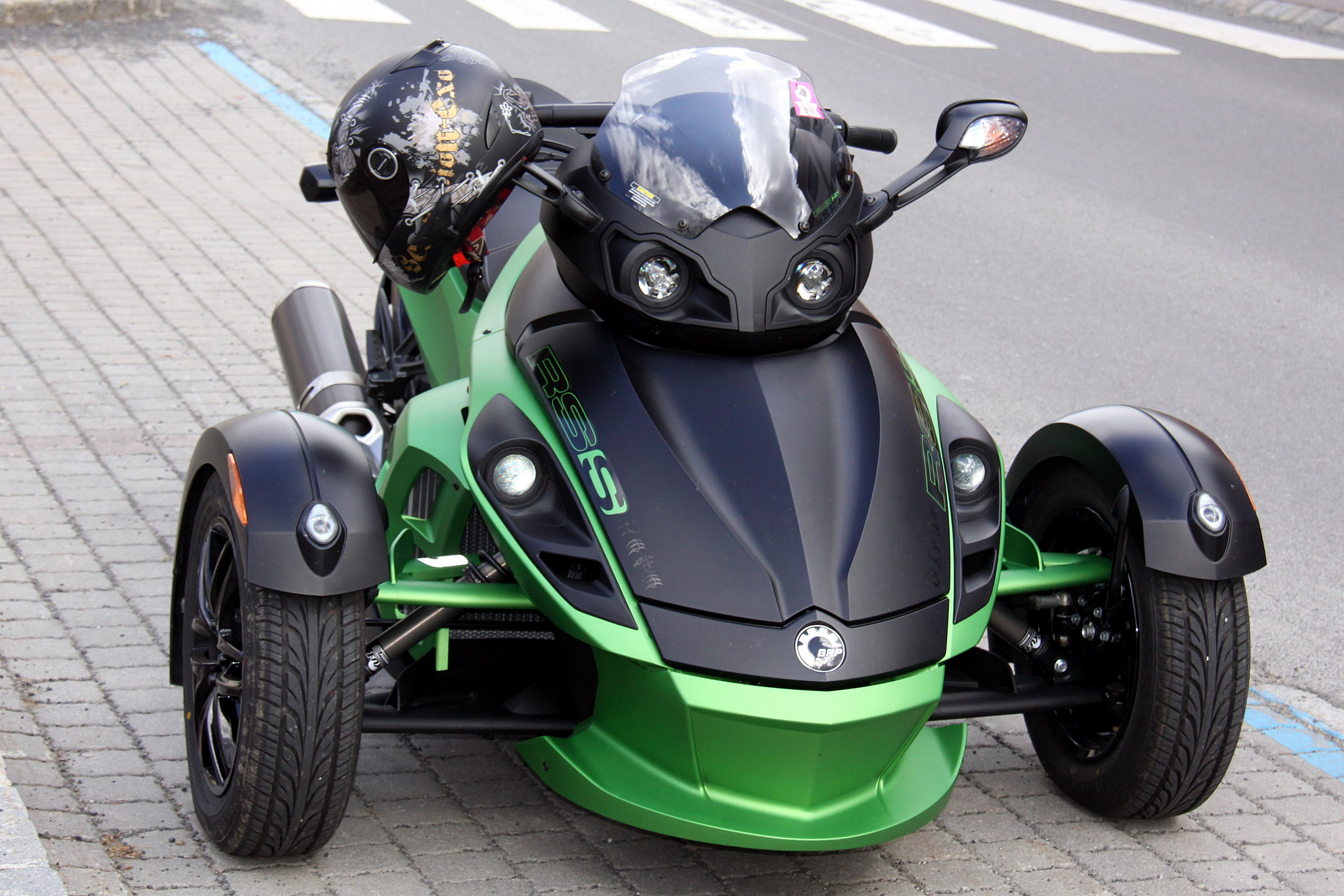
三輪摩托車（英语：Motorized tricycle），某些國家需要機動三輪車駕照（某些國家則只需要摩托車駕照）
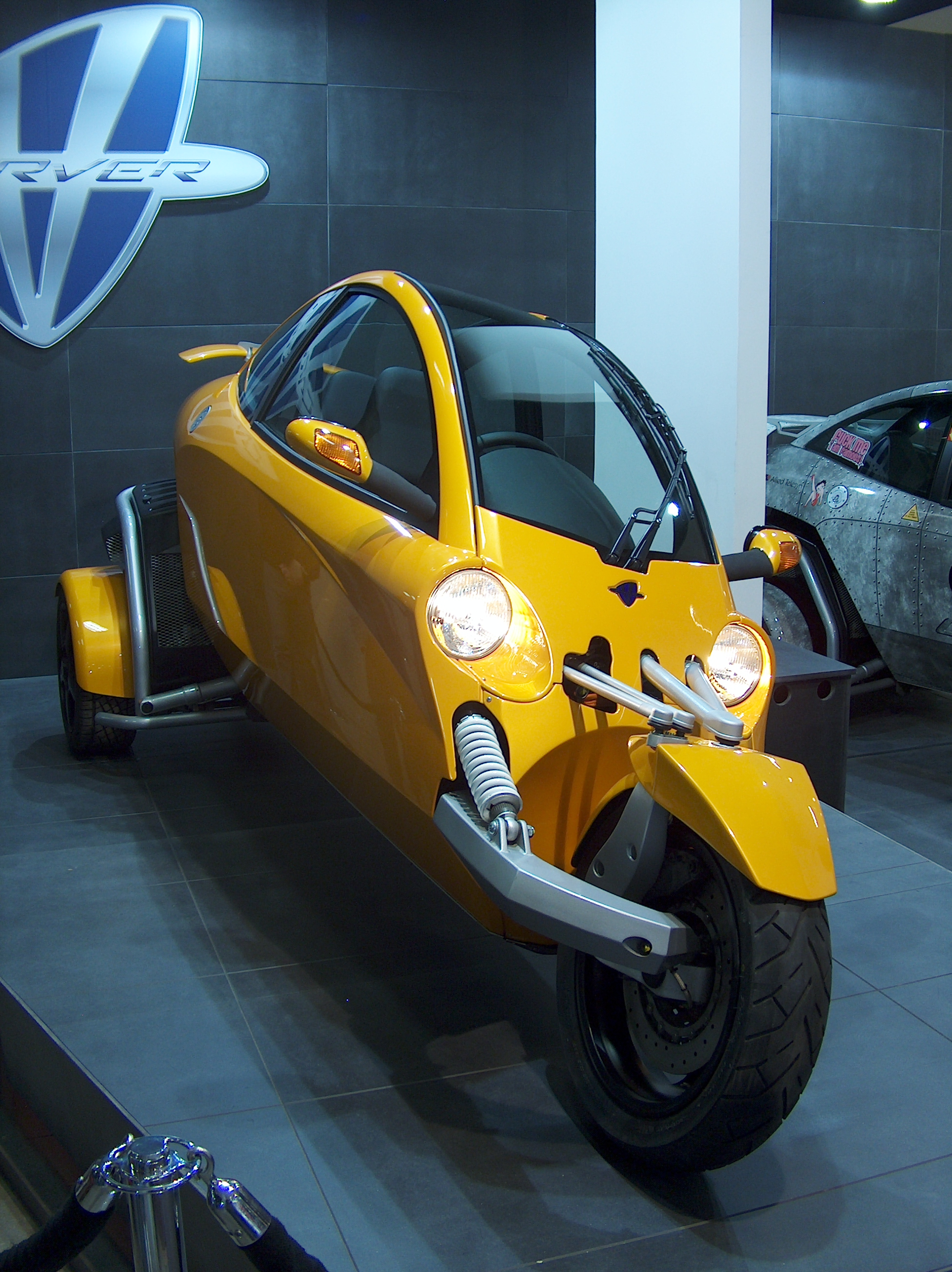
側傾式機動三輪車（英语：Tilting three-wheeler）
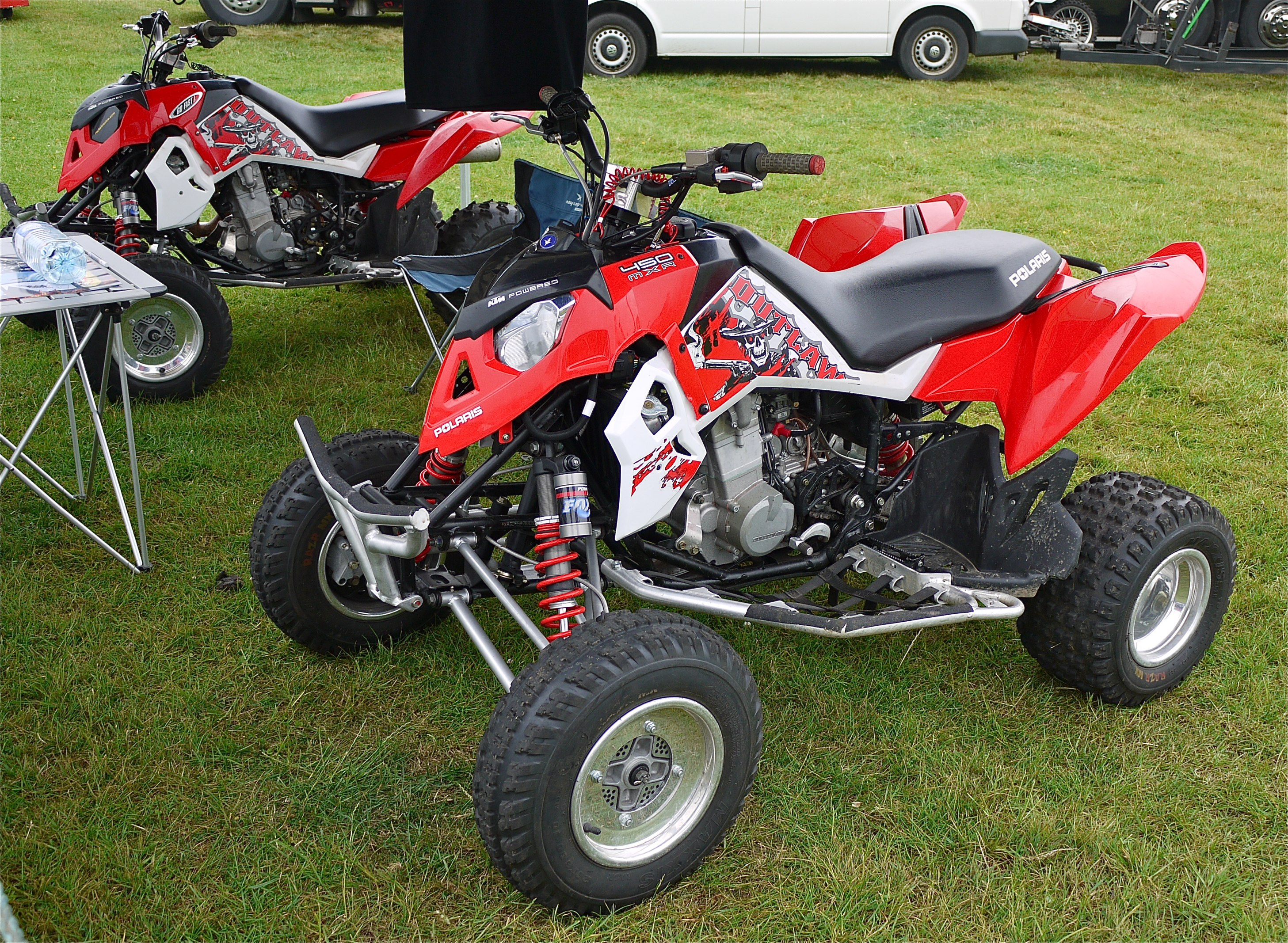
全地形車，也稱為「沙灘車」、「農夫車」、「四輪摩托車」
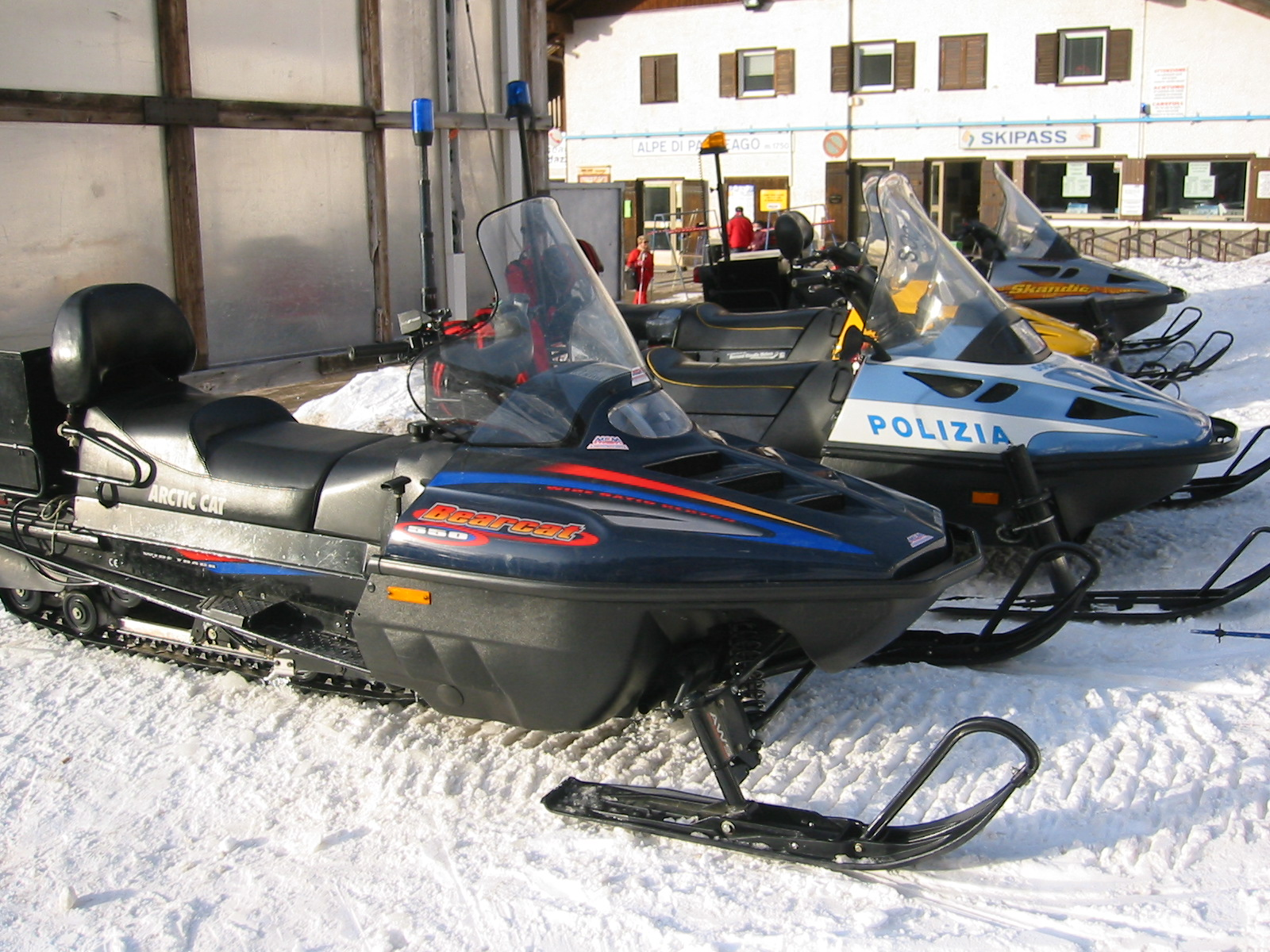
雪上摩托車
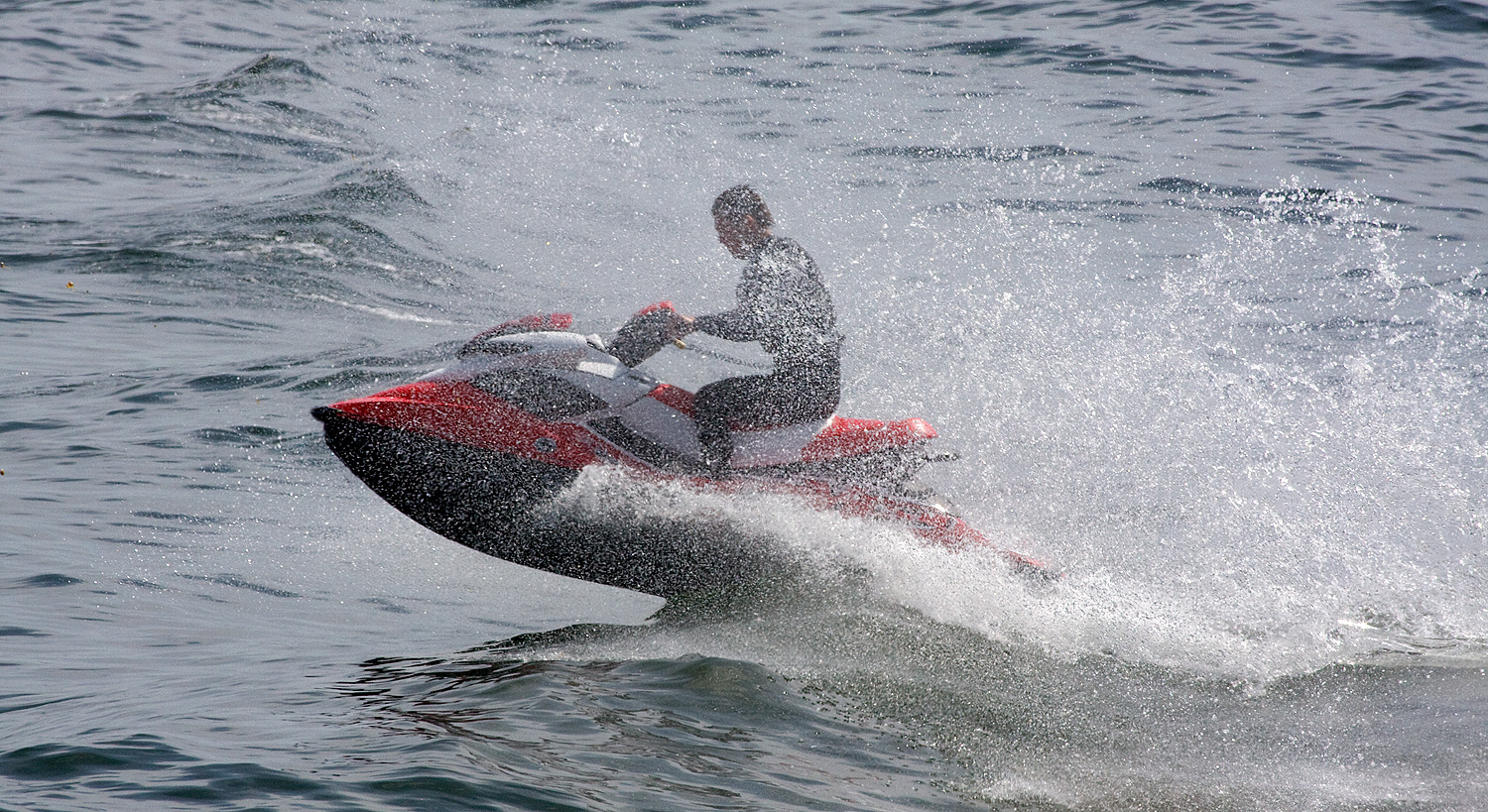
水上摩托車
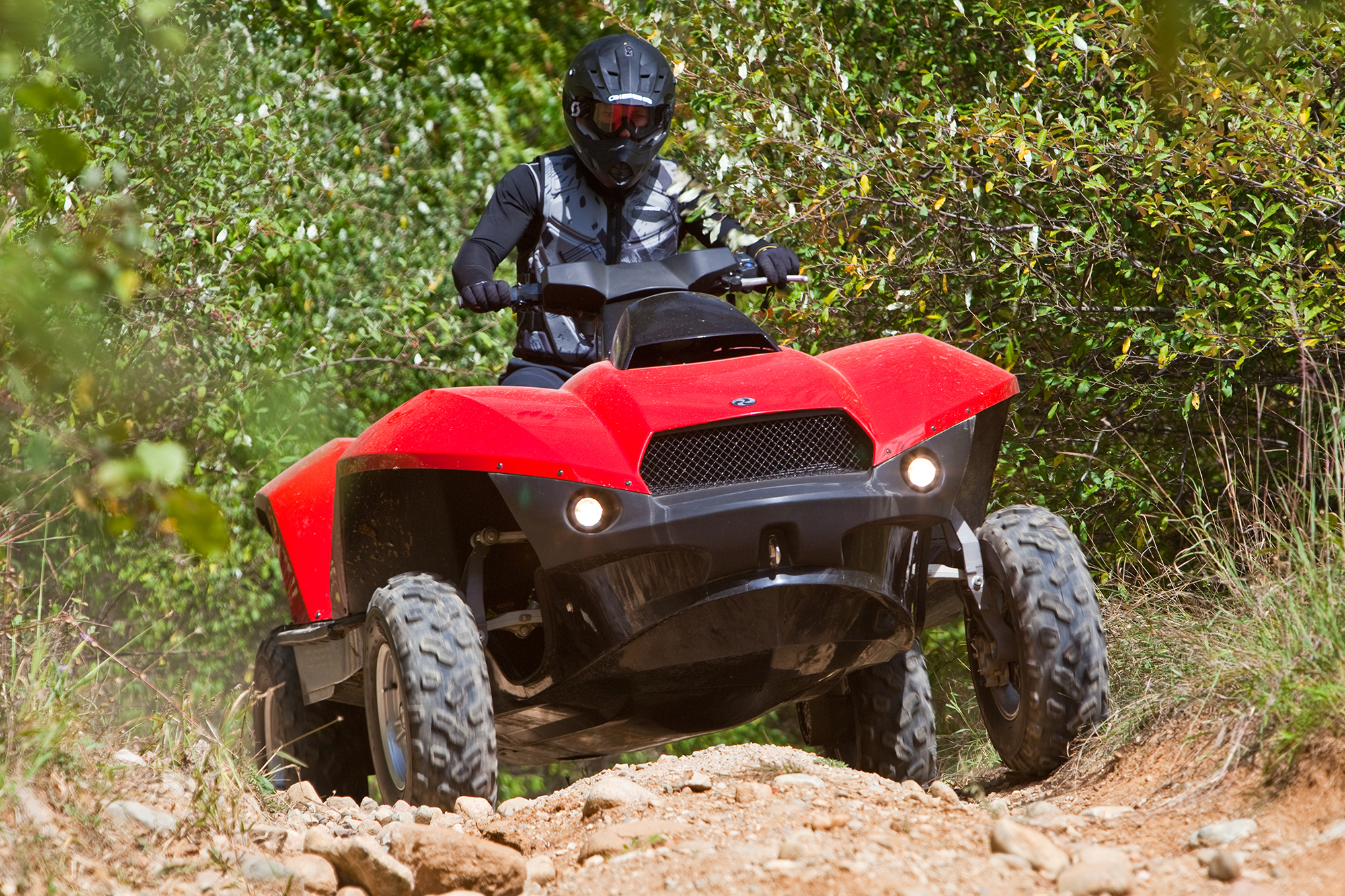
兩棲摩托車
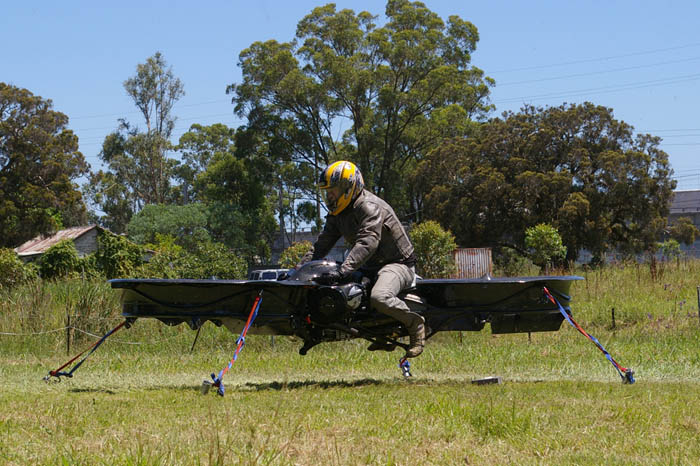
懸浮摩托車（英语：Hoverbike）
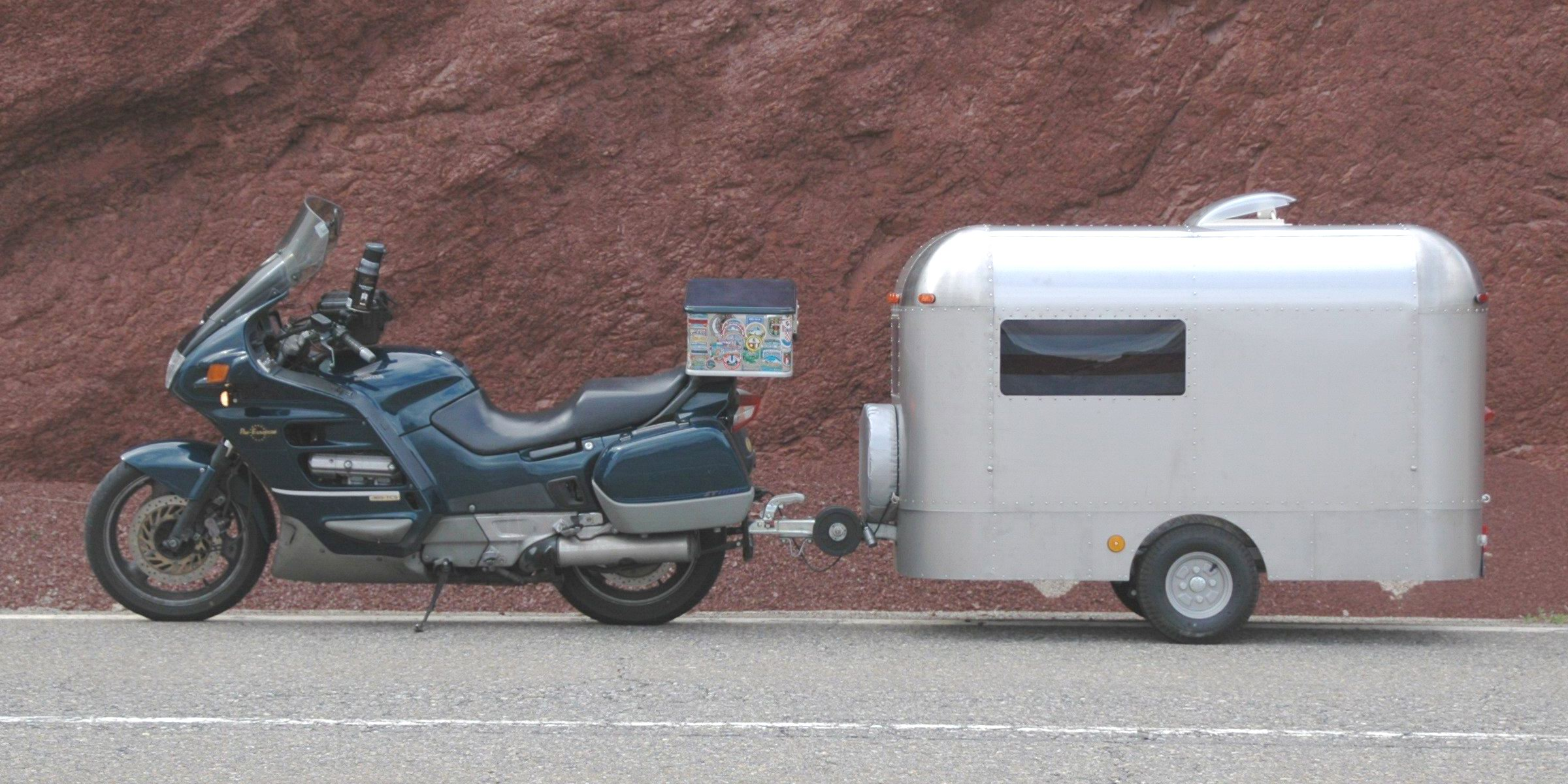
摩托車拖車（英语：Motorcycle trailer），需要有拖車駕照
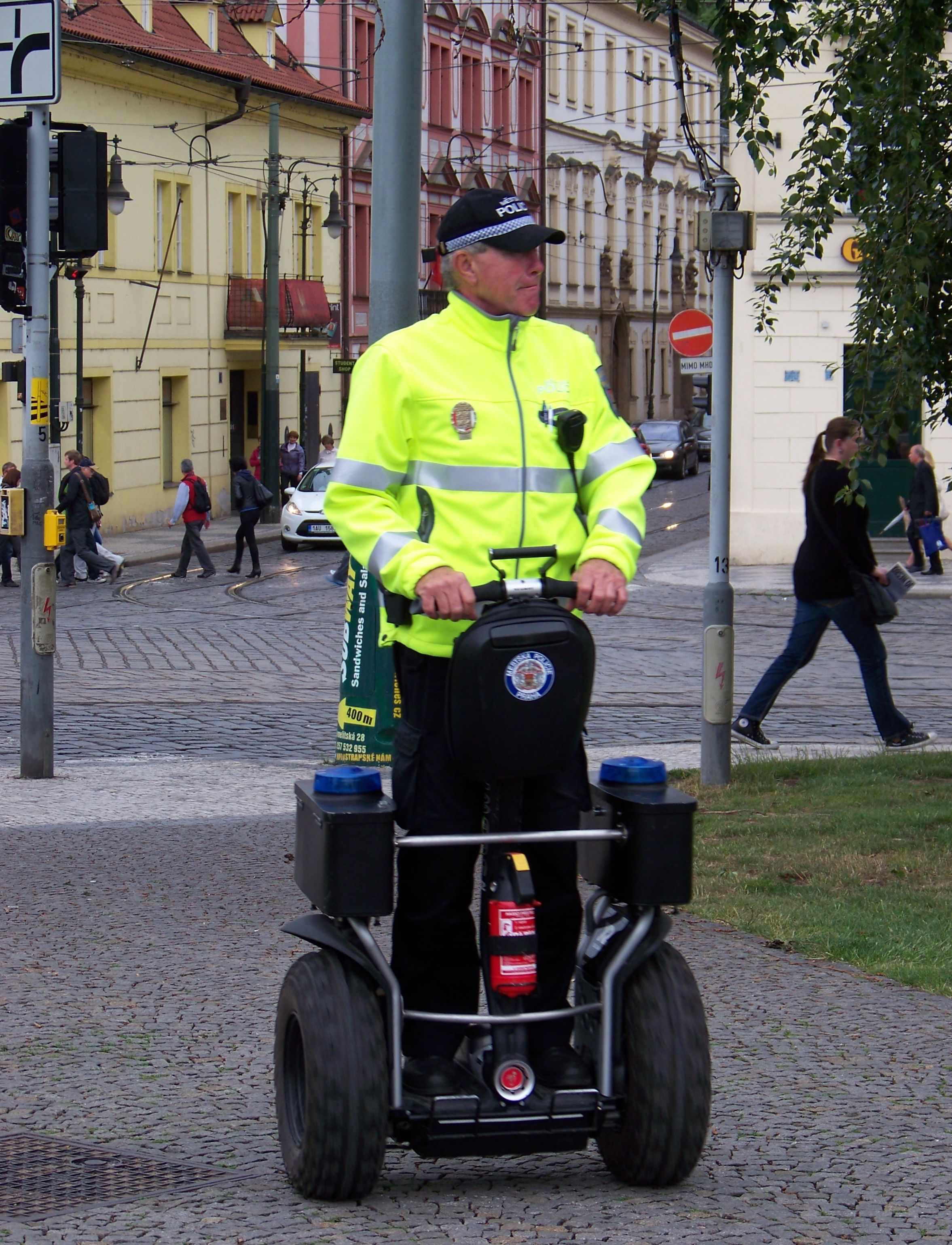
Segway PT